# Compost químic
Un compost químic és una substància pura formada per dos o més elements químics i que pot descompondre's en aquests per mètodes químics apropiats.
Els composts, igual que les mescles, estan constituïts per dos o més elements químics diferents, però es diferencien essencialment d'aquestes en els següents aspectes:
1. Els components de les mescles poden separar-se per mitjans físics (filtració, decantació, destil·lació…), però els constituents dels composts, no.
2. Les mescles tenen les propietats dels seus components, però els composts posseeixen les seves propietats específiques corresponents.
3. Les mescles poden existir en qualsevol proporció mentre que els composts es formen a partir dels elements químics en proporció invariable (llei de les proporcions definides enunciada entre 1794 i 1804 pel químic francès Joseph Louis Proust).
4. La formació o descomposició d'un compost químic va sempre unida a un despreniment o absorció de calor, mentre que per a una mescla l'efecte calorífic és nul o en tot cas, molt petit.[1]

En general, els composts químics tenen una estructura química definida i única i amb una relació determinada dels components. Tanmateix, hi ha un petit nombre de composts que no compleixen la llei de les proporcions definides, anomenats no estequiomètrics o berthòl·lids: per exemple, Cu1,7S i especialment els composts intermetàl·lics i els intersticials. La majoria dels compostos sí que compleixen la llei de les proporcions definides i s'anomenen daltònids, en record del químic anglès John Dalton que, amb la seva teoria atòmica, donà una base teòrica que explicava la llei de les proporcions definides.
Actualment (2009) el nombre d'elements químics és de 118 (90 d'ells naturals i la resta sintètics), mentre que el de composts químics supera els 50 milions i en constant creixement (aproximadament 12.000 noves substàncies diàries, majoritàriament composts químics).

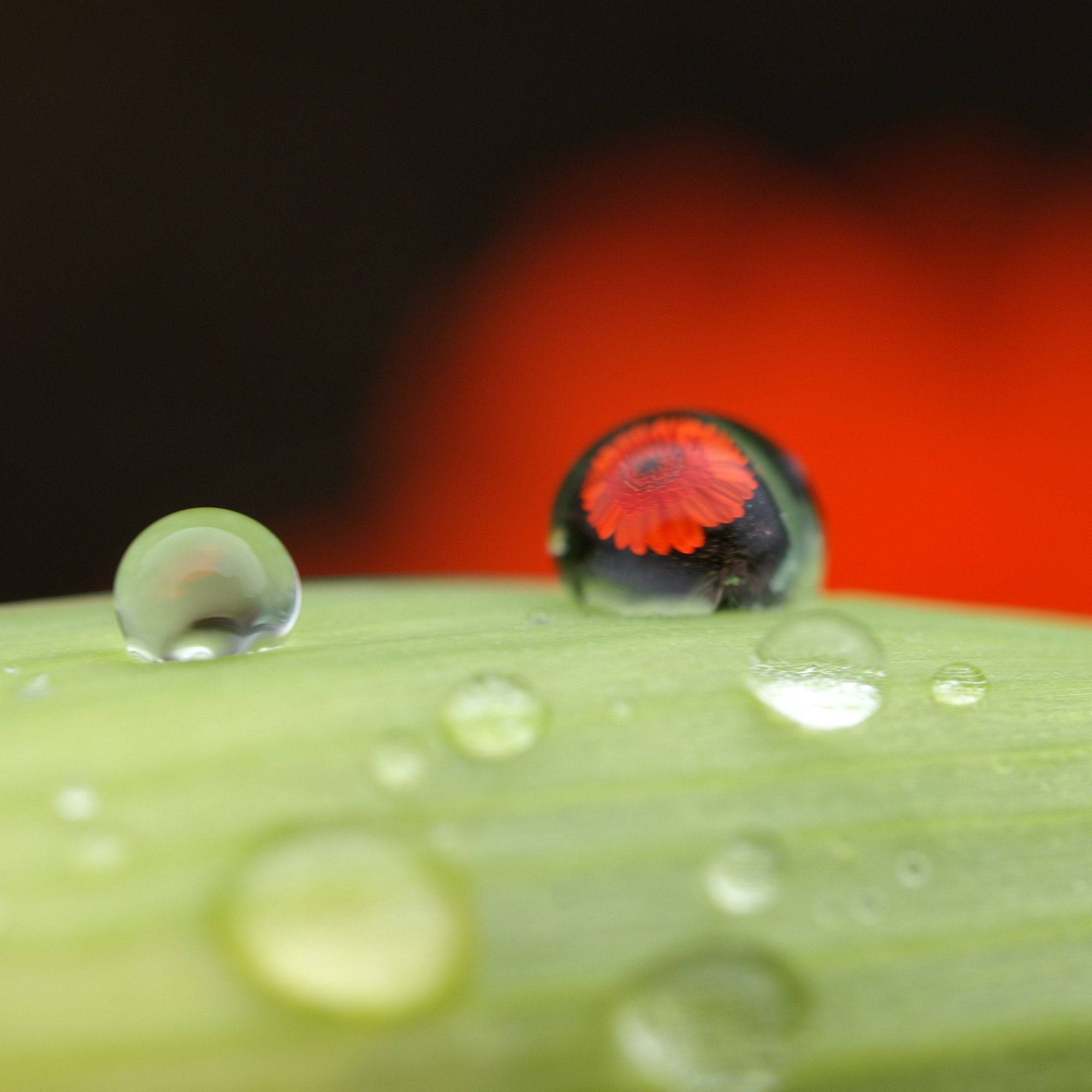
Gotes d'aigua. L'aigua és un compost inorgànic, covalent, de fórmula H₂O
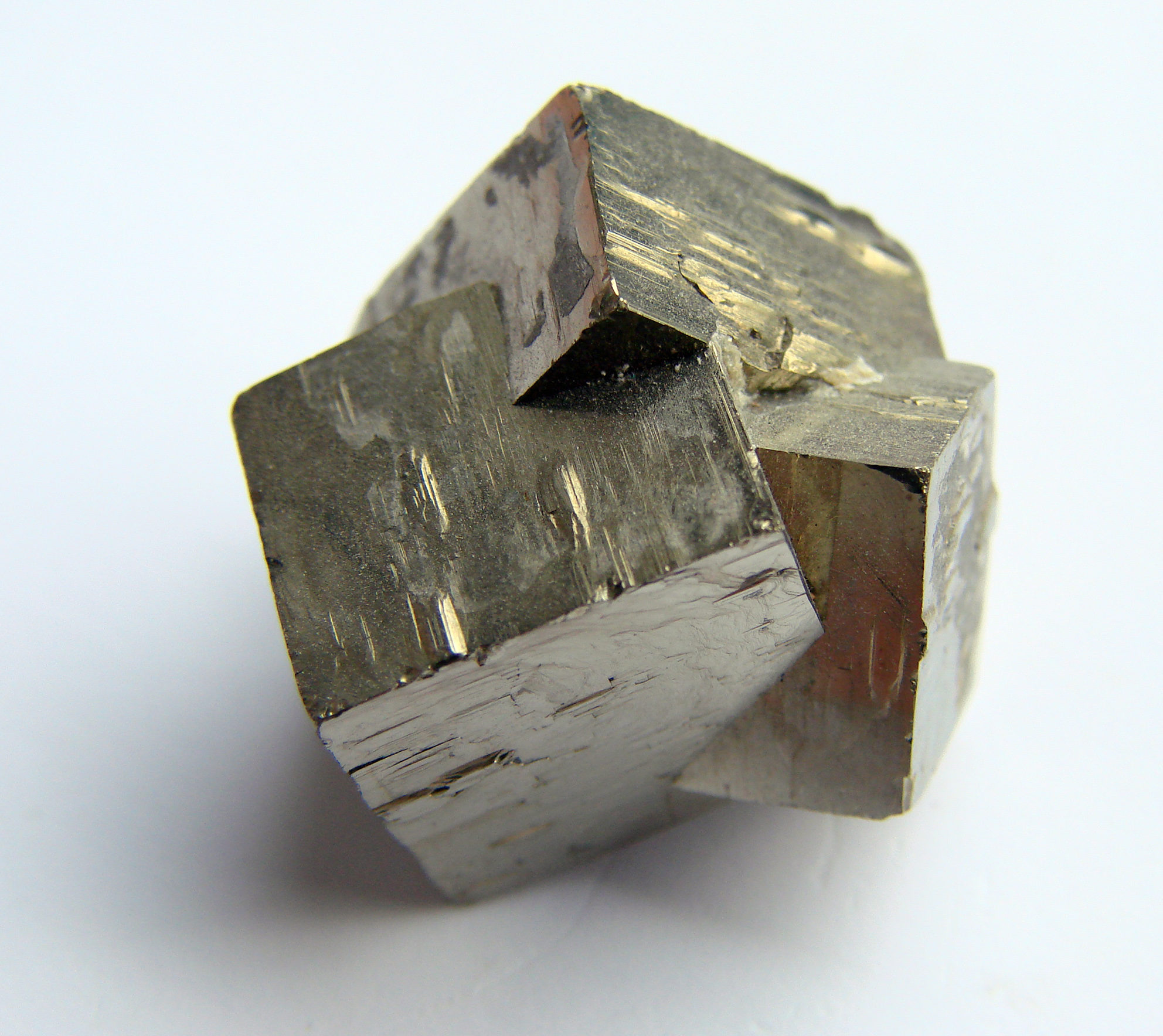
La pirita és un sulfur, un compost iònic format per ferro i sofre (FeS₂)
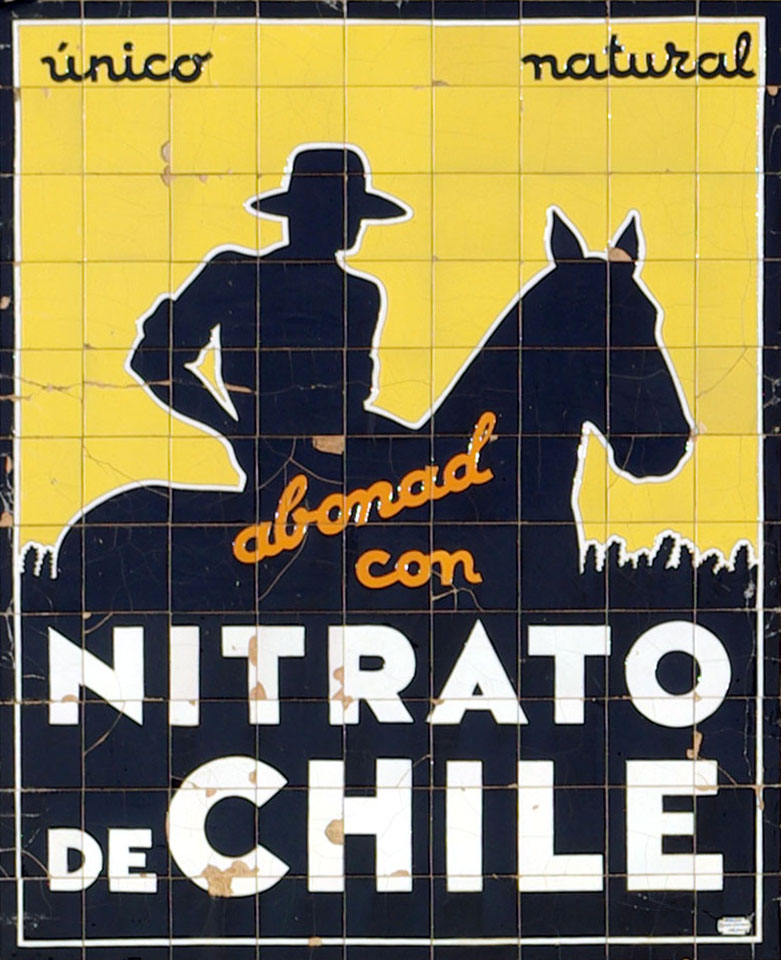
El nitrat de Xile (nitrat de sodi, NaNO₃), és un adob natural
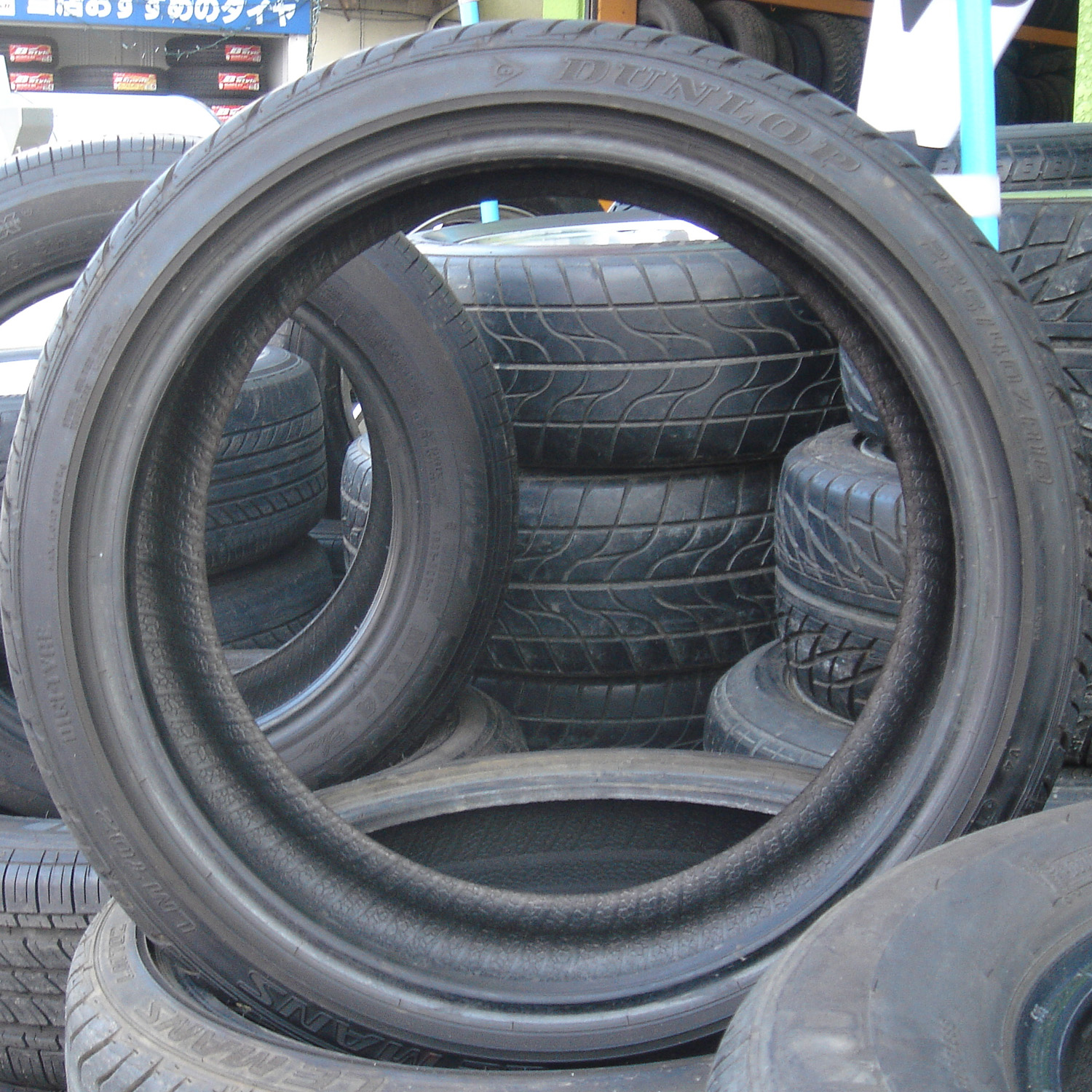
Els pneumàtics es fabriquen amb cautxú natural i sintètic
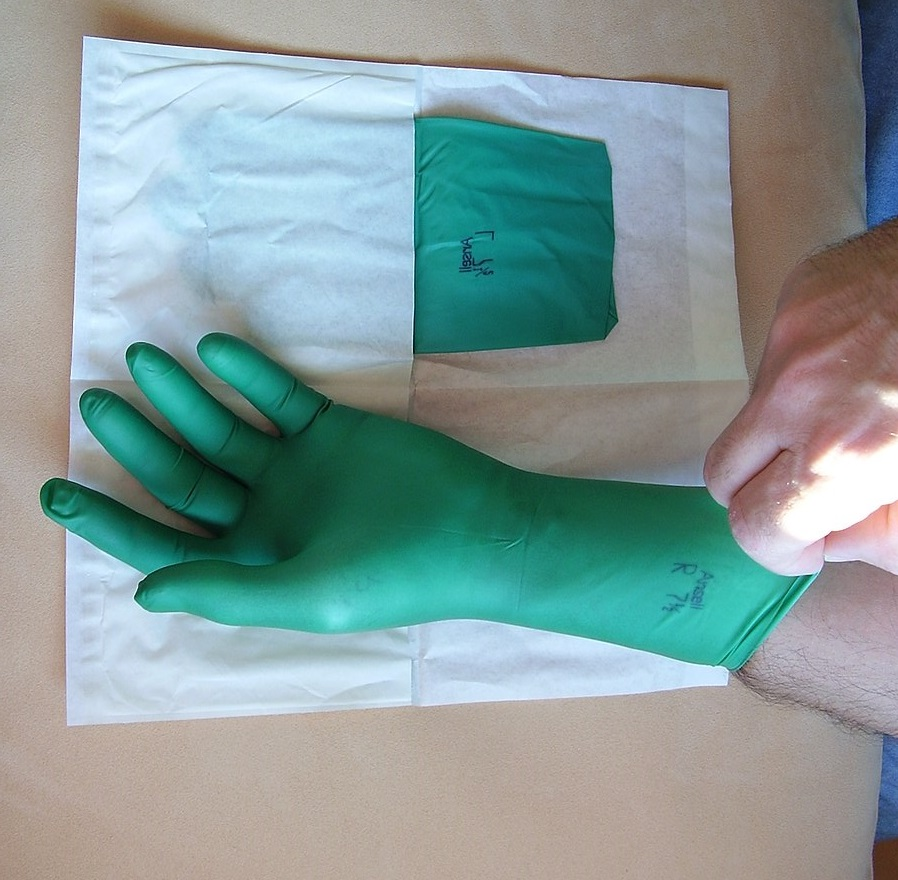
Guants fabricats amb neoprè, un polímer sintètic
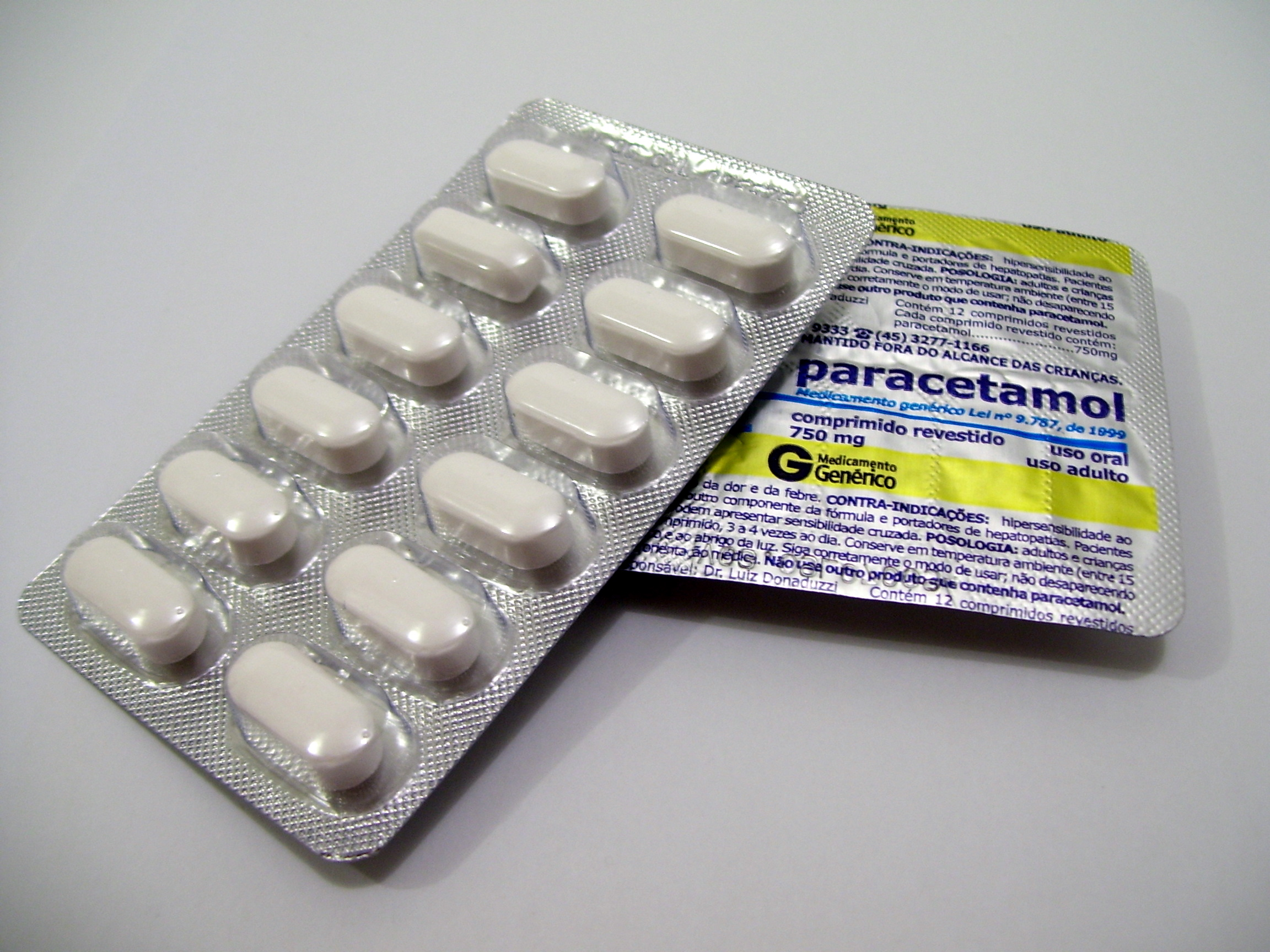
Paracetamol, un medicament

## Formació de composts químics
La majoria dels elements químics existeixen en combinació amb altres elements formant els composts químics. De fet, només una petita quantitat d'elements es troben lliures a la natura: els gasos nobles en forma d'àtoms solitaris, l'oxigen i el nitrogen en forma de molècules diatòmiques, O₂ i N₂, el sofre en forma de molècules de vuit àtoms, S₈, el carboni en forma de grafit o diamant i els metalls nobles coure, argent, or i platí.
La raó per la qual els àtoms es combinen per donar composts químics resideix en el fet que, en aproximar-se fins a distàncies molt petites, els seus niguls electrònics interaccionen de forma que l'energia del sistema disminueix. Podem dir, també, que com a conseqüència d'aquesta interacció es generen forces d'atracció.
Per tant, els electrons externs dels àtoms són els responsables de la formació de composts. Hi ha dues formes generals:
1. Per transferència d'electrons dels àtoms d'un element cap a l'àtom d'un altre element per a formar composts iònics, que queden enllaçats per atracció electroestàtica.
2. Per compartició d'electrons entre àtoms diferents per a formar composts covalents, que queden enllaçats degut a un efecte quàntic, la major deslocalització dels electrons.

Aquests processos generen els enllaços químics, les forces que mantenen units els àtoms dels elements en un compost.

## Classificacions

### Classificació segons el tipus d'enllaç
Els composts químics es poden classificar segons el tipus d'enllaç químic en:
- Covalents: Són composts químics on els àtoms resten units per enllaços covalents. Si existeix una petita diferència entre dos àtoms quant a la tendència a perdre o guanyar electrons, observam una compartició d'electrons. Aquest tipus d'enllaç és més important entre àtoms no metàl·lics. Cada àtom atreu als seus electrons perquè té energia d'ionització alta, però també atreu als electrons dels altres àtoms. Això fa que els àtoms s'uneixin per formar un compost. En la majoria dels casos es generen molècules separades i la fórmula química reflecteix el nombre real d'àtoms a la molècula (fórmula molecular).[4] Exemples: Diòxid de carboni, CO₂; àcid periòdic, HIO₄; pentaclorur de fòsfor, PCl₅; etanol, CH₃CH₂OH, àcid acètic, CH₃COOH.
- Iònics: Són composts on els àtoms es mantenen units mitjançant enllaços iònics. Aquest enllaç s'observa típicament entre àtoms amb grans diferències en la seva tendència a perdre o guanyar electrons. Aquestes diferències s'observen entre metalls reactius (grups 1 i 2 de la taula periòdica) i no-metalls (grup 17 o halògens i la part superior del 16). L'àtom metàl·lic de baixa energia d'ionització perd un o dos electrons de valència, mentre que l'àtom no metàl·lic, d'afinitat electrònica molt negativa, guanya electrons. Es produeix una transferència d'electrons del metall al no-metall, i cada àtom forma un ió amb la configuració electrònica de gas noble. L'atracció electroestàtica entre els ions de diferent signe els porta a formar una estructura tridimensional d'un sòlid iònic, la qual fórmula química representa la proporció catió/anió (fórmula empírica).[4] Exemples: Òxid de sodi, Na₂O; clorur de liti, LiCl; sulfur de potassi, K₂S; hidrur de calci, CaH₂. També existeixen composts iònics en els quals l'anió o el catió és poliatòmic, és a dir, està format per diversos àtoms units per enllaç covalent i amb càrrega elèctrica. Exemples de cations poliatòmics: amoni, NH₄+ i uranil, UO₂2+. Exemples d'anions poliatòmics, els oxoanions carbonat, CO₃2-, sulfat, SO₄2-, nitrat, NO₃-.
- Complexos: units per enllaços covalents coordinats.

### Classificació genèrica
Hom classifica genèricament els composts en:
- Orgànics o composts de carboni i hidrogen, amb altres elements o sense, i en
- Inorgànics, que no contenen carboni (excepte òxids de carboni, carbonats, carburs, etc.).

#### Composts orgànics
Originàriament, parlar de composts orgànics era parlar dels composts produïts pels éssers vius. Arran de la caiguda en desús de la teoria de la força vital, l'àmbit d'estudi dels composts orgànics s'amplià també a les substàncies artificials, sintetitzades als laboratoris. Actualment, hi ha milions de composts orgànics coneguts. El fet que pugui existir un nombre tan extraordinari de combinacions a partir d'un nombre d'elements químics reduït (carboni, hidrogen, oxigen, halògens, nitrogen, sofre i fòsfor, principalment), a diferència del que ocorre en el camp de la química inorgànica, es fonamenta, d'una banda, en la possibilitat que presenta l'àtom de carboni d'establir enllaços covalents amb altres àtoms del mateix element per a formar cadenes i xarxes, i de l'altra, en l'existència de molts diversos grups funcionals, en els quals intervenen el carboni i els elements restants que apareixen en els composts orgànics. Aquest fet condiciona una visió del compost orgànic en la qual hom pot considerar per separat l'estructura bàsica o esquelet carbonat i el conjunt de grups funcionals ancorat sobre aquest.
Quan els composts són formats únicament per carboni i hidrogen, són anomenats hidrocarburs. Teòricament, i sovint també en la pràctica, els composts orgànics poden ésser considerats com a derivats dels hidrocarburs per substitució d'àtoms d'hidrogen per altres àtoms o grups. El correcte coneixement de l'estructura dels composts orgànics arrenca de la formulació de les teories estructurals de Kekulé-Couper i de Aleksandr Mikhailovich Butlerov, les quals donaren una visió fonamental de la natura de les cadenes carbonades, i en particular pel que fa a la dels composts aromàtics. Posteriorment, la noció d'estereoquímica, derivada de les idees sobre la isomeria geomètrica i l'àtom de carboni asimètric degut a Jacobus Henricus van 't Hoff i a Joseph Achille Le Bel, la introducció del concepte d'enllaç covalent, amb el paper rellevant que aquest té en la química dels composts orgànics, i la formulació de les teories quàntiques de l'enllaç han proporcionat un coneixement gairebé perfecte del problema de l'estructura molecular dels composts orgànics.

##### Segons l'origen
Com a conseqüència de la concepció original de la química orgànica, hi ha la tendència a agrupar els composts orgànics d'acord amb llur origen:
- natural, la qual cosa dona lloc al que hom acostuma a denominar química orgànica dels productes naturals, que comprèn l'estudi de lípids, glúcids, aminoàcids i proteïnes, terpenoides, esteroides, alcaloides, antocianines, prostaglandines, porfirines, vitamines, sediments (dels quals cal esmentar, particularment, l'estudi del petroli, el qual ha arribat a constituir una autèntica especialitat, anomenada petroquímica), etc.

Urea
Àcid cítric
Colesterol
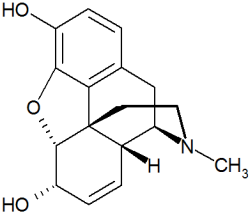
Morfina

- artificials, composts sintetitzats al laboratori que no es troben a la natura. Dins aquest context, hom pot parlar, entre molts d'altres, d'agents refrigerants, colorants, combustibles, detergents, dissolvents, fibres sintètiques, perfums i aromatitzants, plàstics, pintures, medicaments, tensioactius, etc.

Cloroform
Benzè
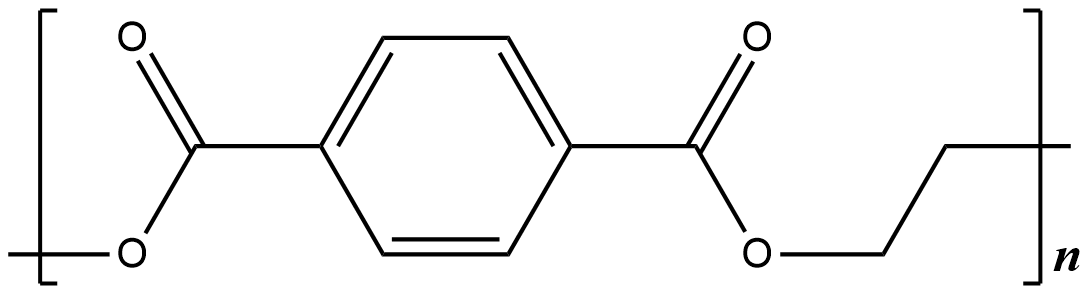
Polietilentereftalat
Trinitrotoluè

##### Segons l'estructura
Hom ha emprat el criteri estructural per a delimitar els diferents composts orgànics. Així, hi ha:
- Composts alifàtics o acíclics, composts amb estructures obertes, lineals o ramificades, saturades o insaturades.
- Composts alicíclics, inclouen els composts carbocíclics no aromàtics.
- Composts aromàtics, que són els composts derivats formalment del benzè.
- Heterocicles, composts carbocíclics, aromàtics o no, que contenen un o més heteroàtoms en l'anell carbonat.
- Compostos organometàl·lics, grup de compostos on hi ha enllaços entre metalls i carbonis i que també hom pot considerar-los composts inorgànics.
- macromolècules, composts, tant naturals com sintètics, les molècules dels quals són polímers.[5]

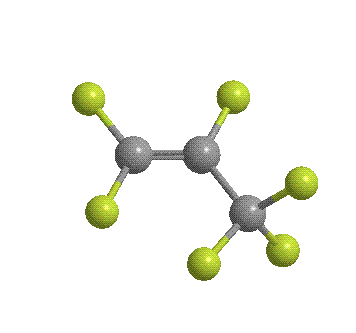
Un compost alifàtic, l'hexafluoropropilè
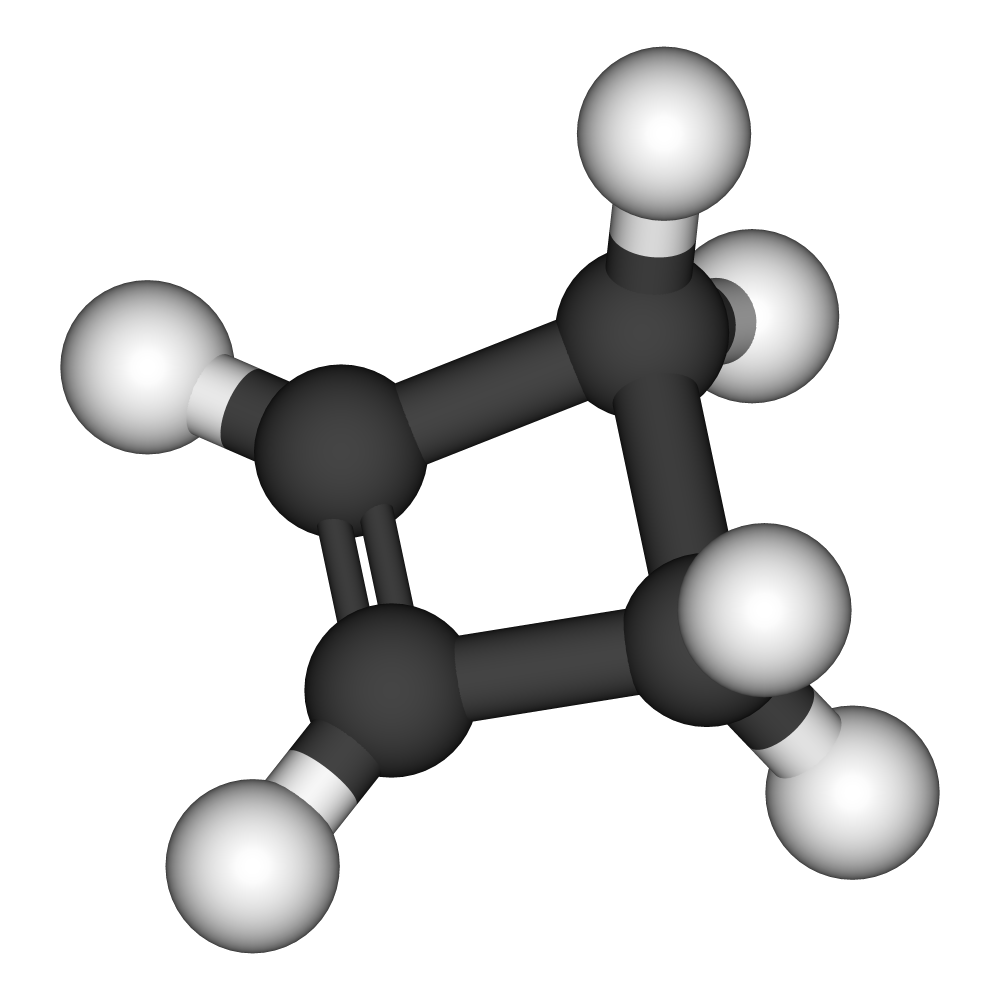
Un compost alicíclic, el ciclobutè
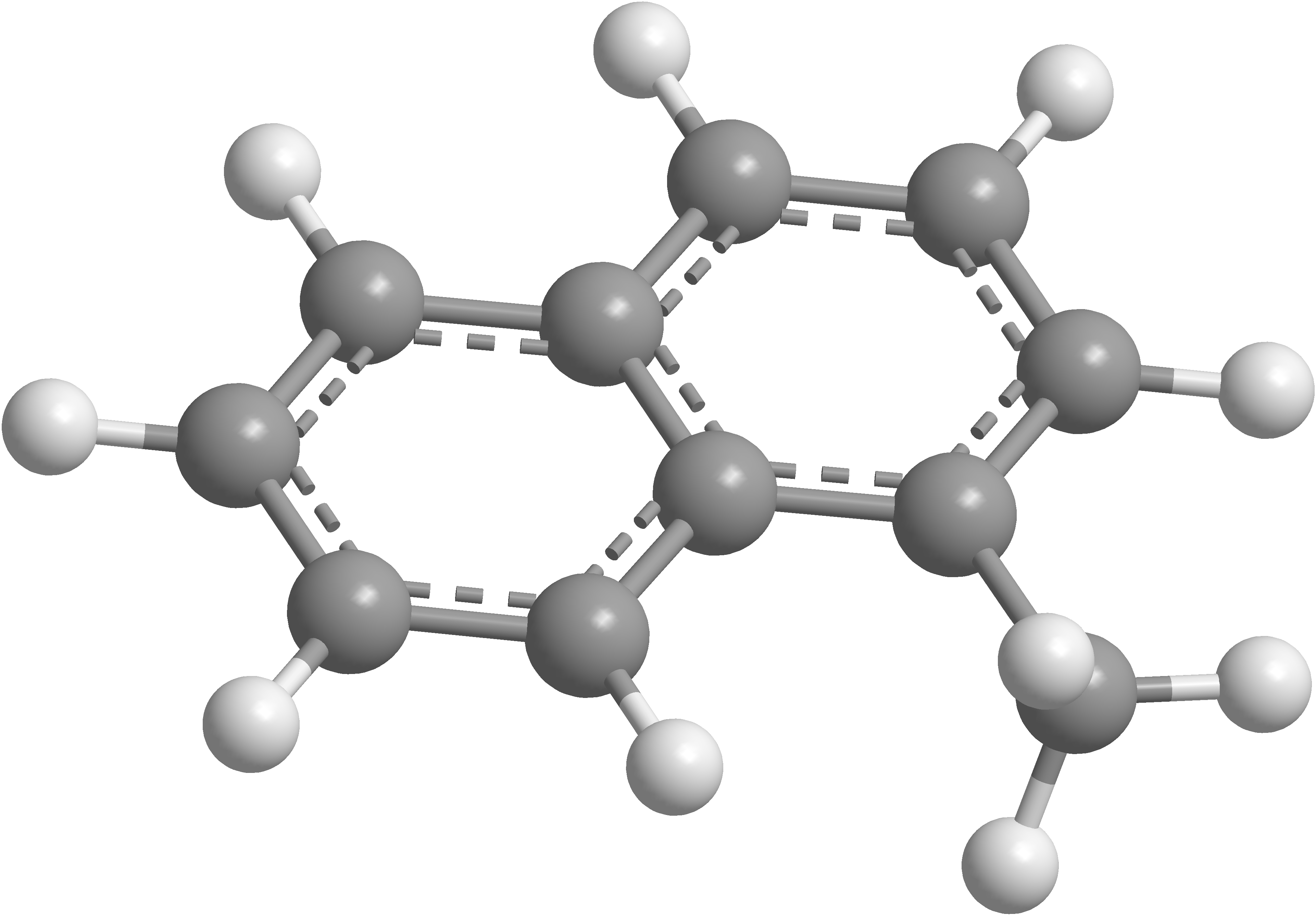
Un compost aromàtic, l'1-metilnaftalè
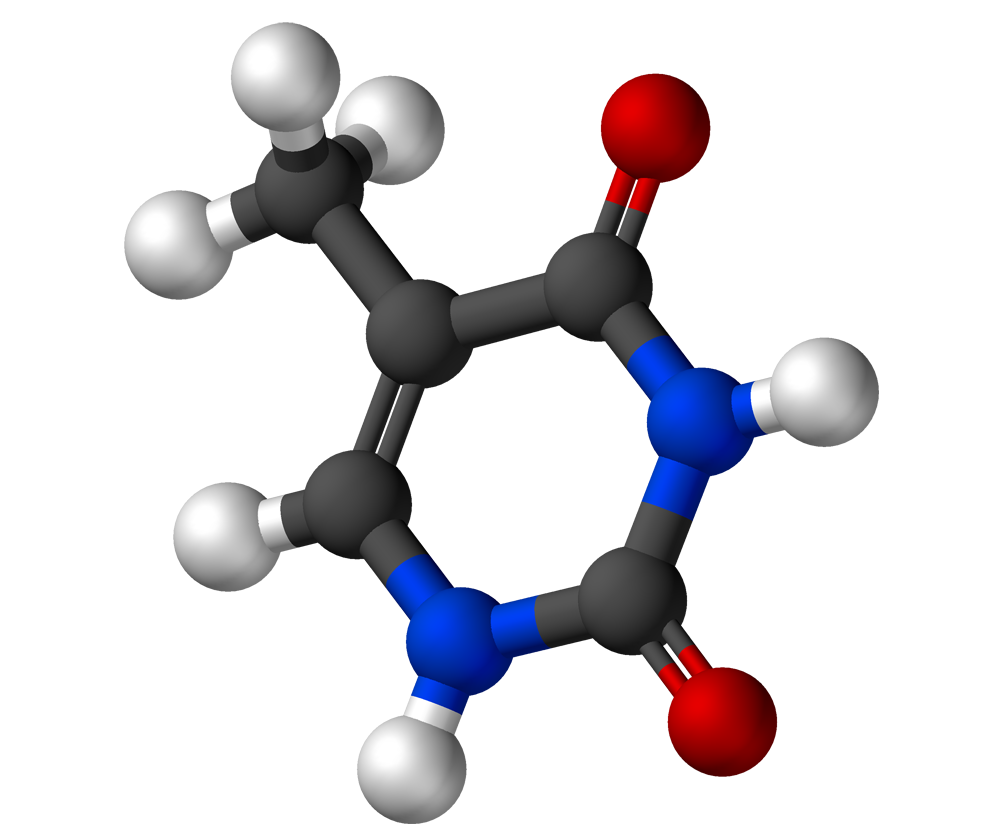
Un compost heterociclic, la timina
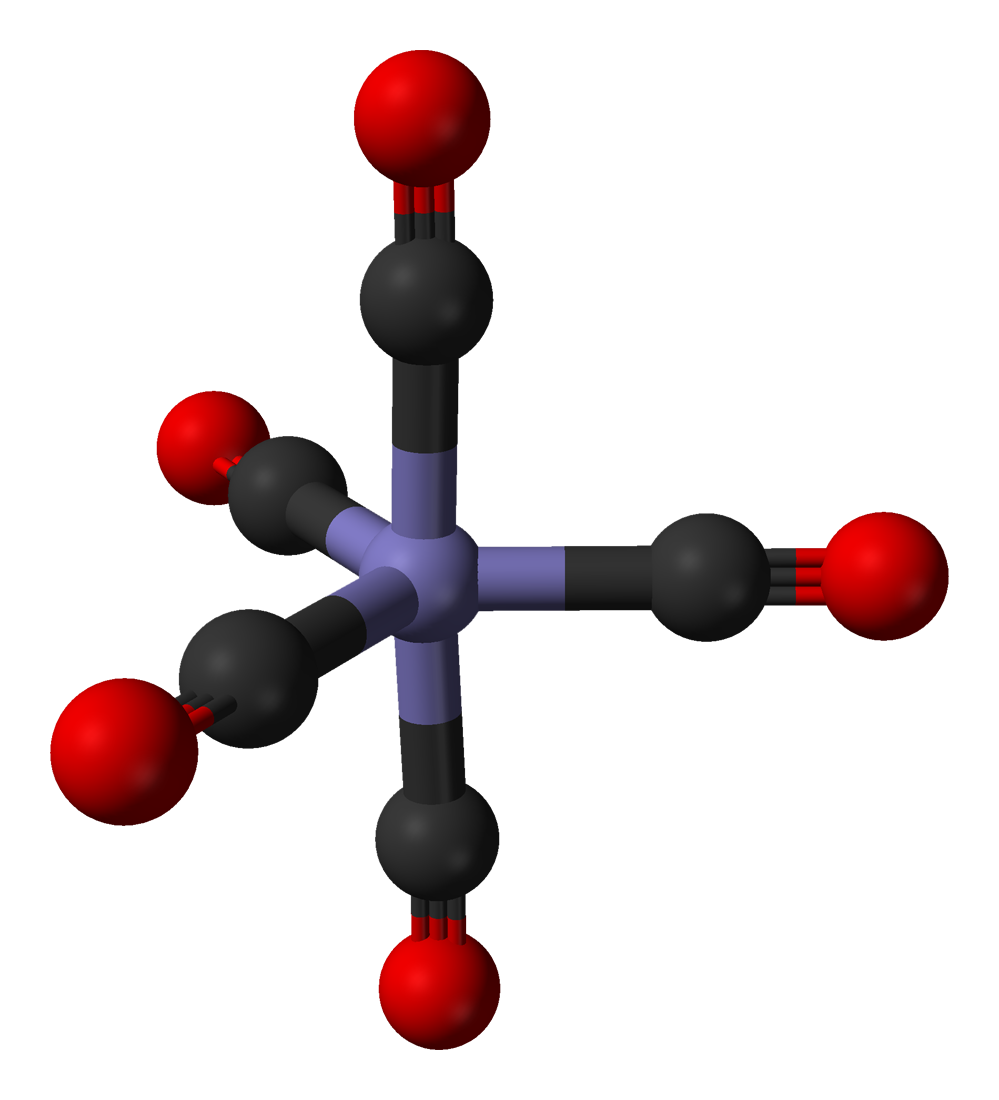
Un compost organometàl·lic, el pentacarbonil de ferro
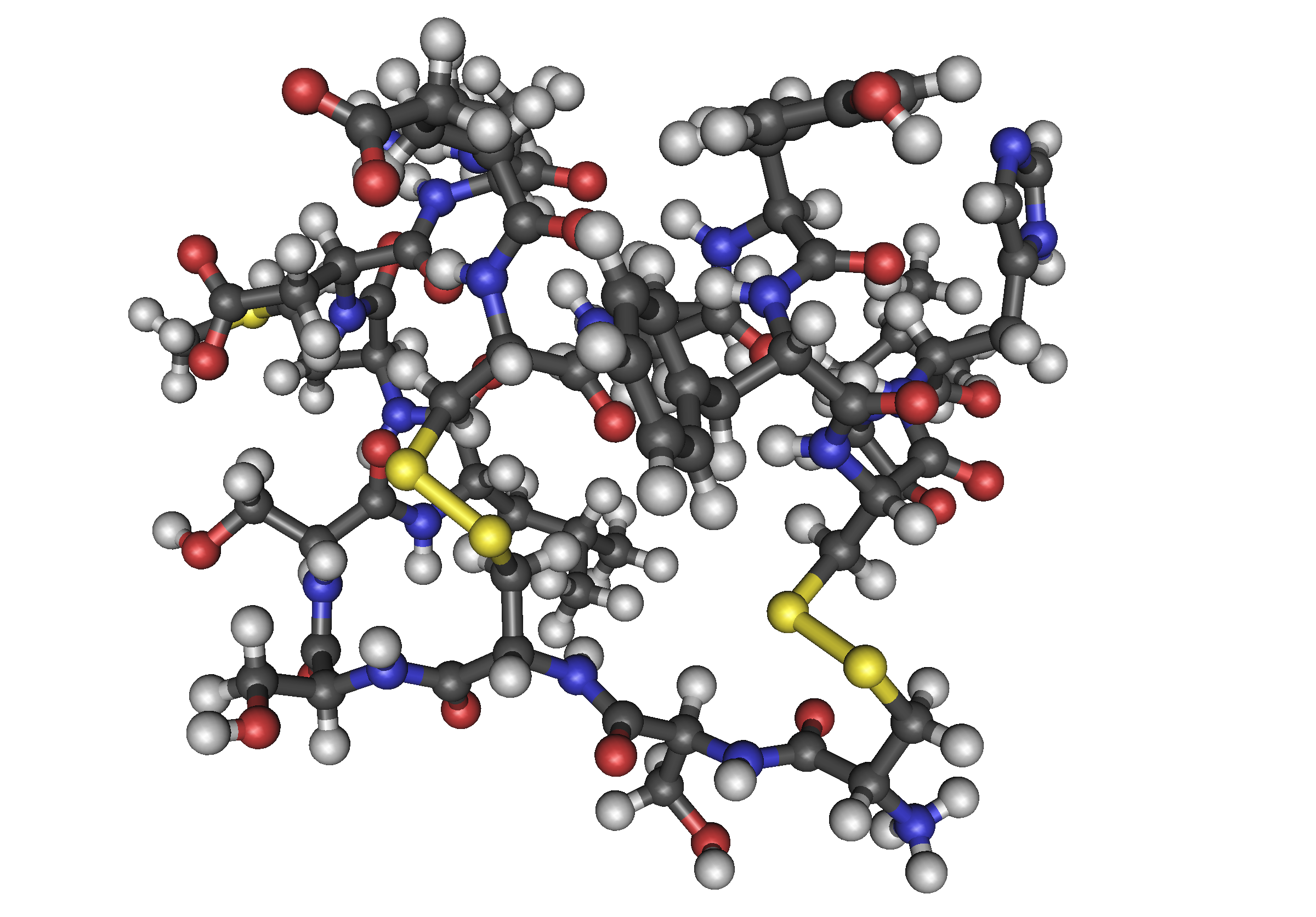
Una macromolècula petita, la endotelina humana, una hormona

##### Segons el grup funcional
D'altra banda, els distints grups funcionals confereixen als composts que els contenen propietats físiques i químiques molt relacionades, la qual cosa justifica una classificació dels composts orgànics segons aquest criteri. Així, hom sol parlar d'alcans, alquens, alquins, derivats halogenats, nitrils, alcohols, fenols, quinones, èters, aldehids, cetones, àcids carboxílics, èsters, anhídrids d'àcid, amines, amides, sulfones, etc.

Alquil
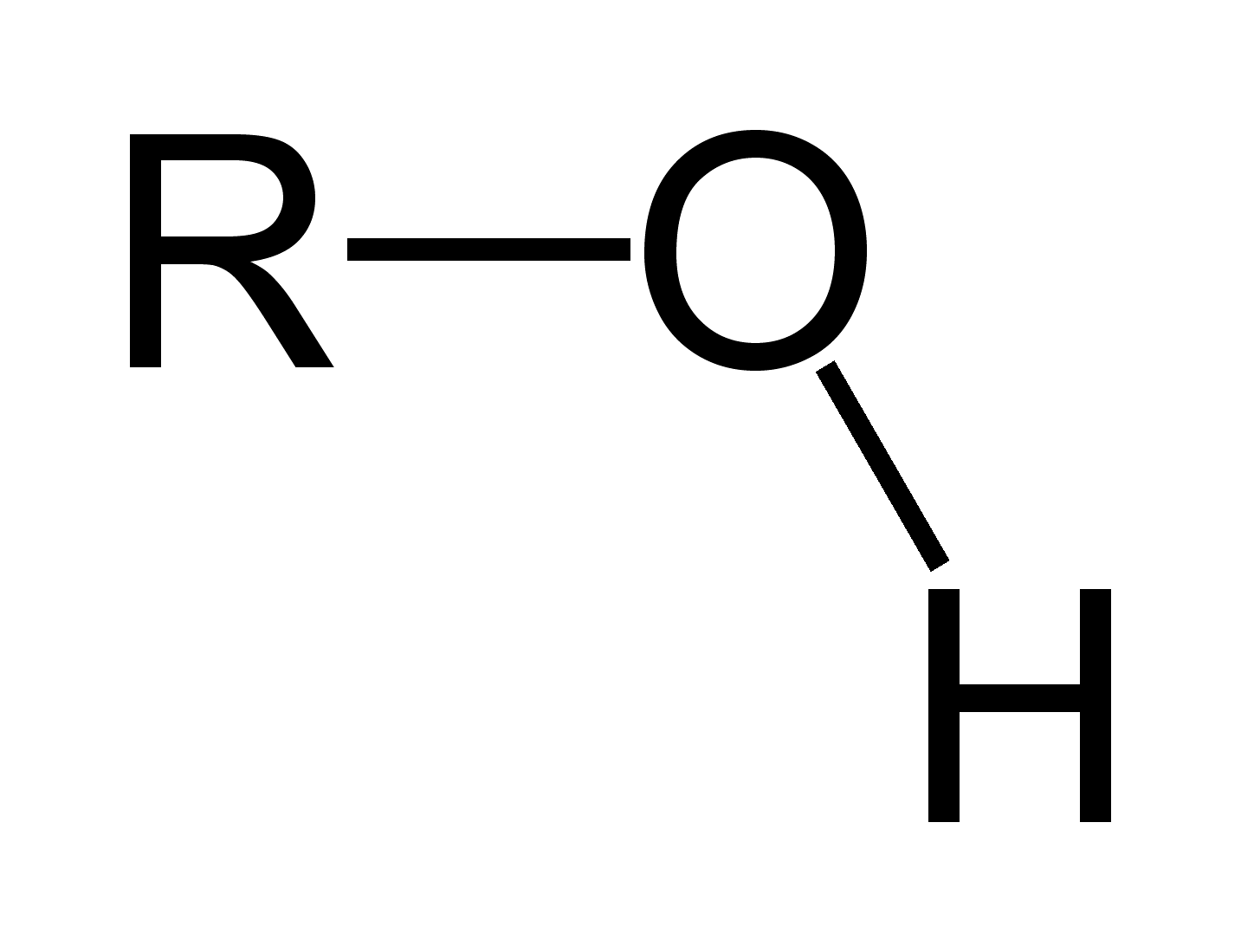
Hidroxil
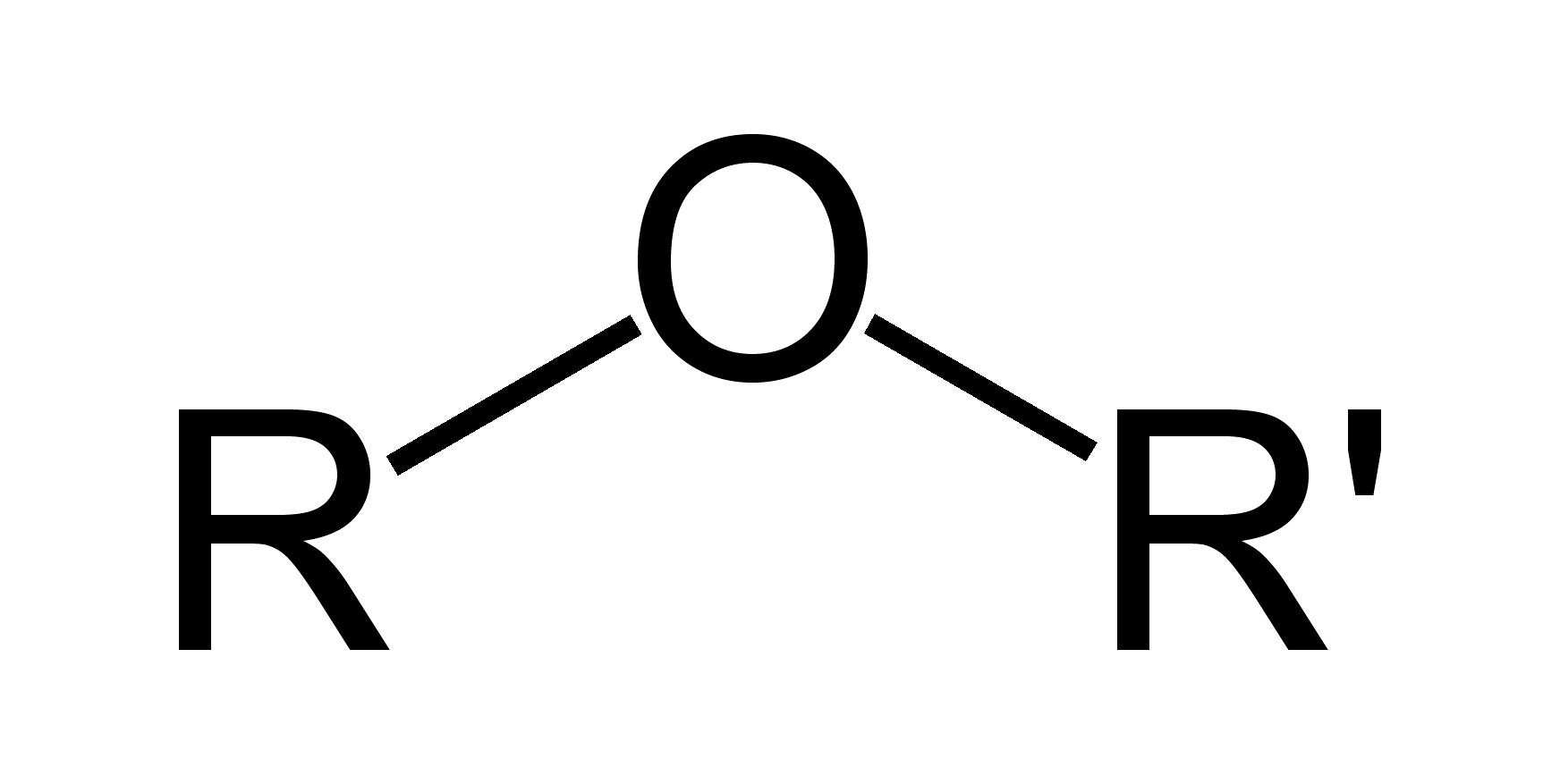
Èter
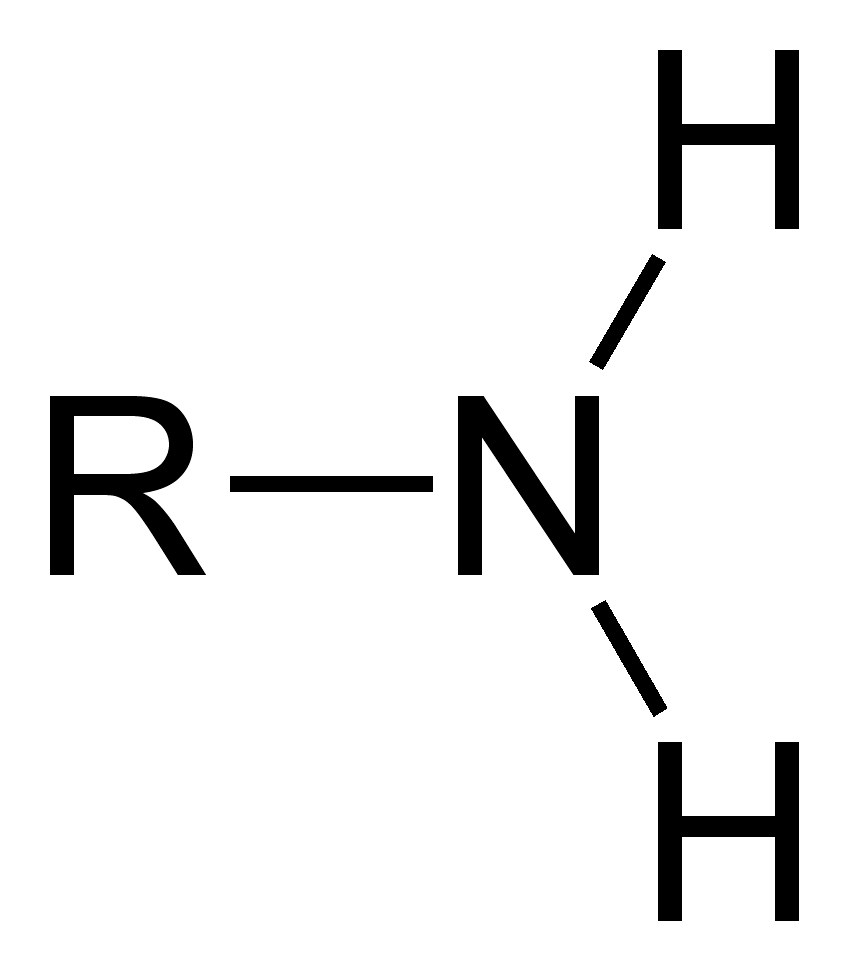
Amina
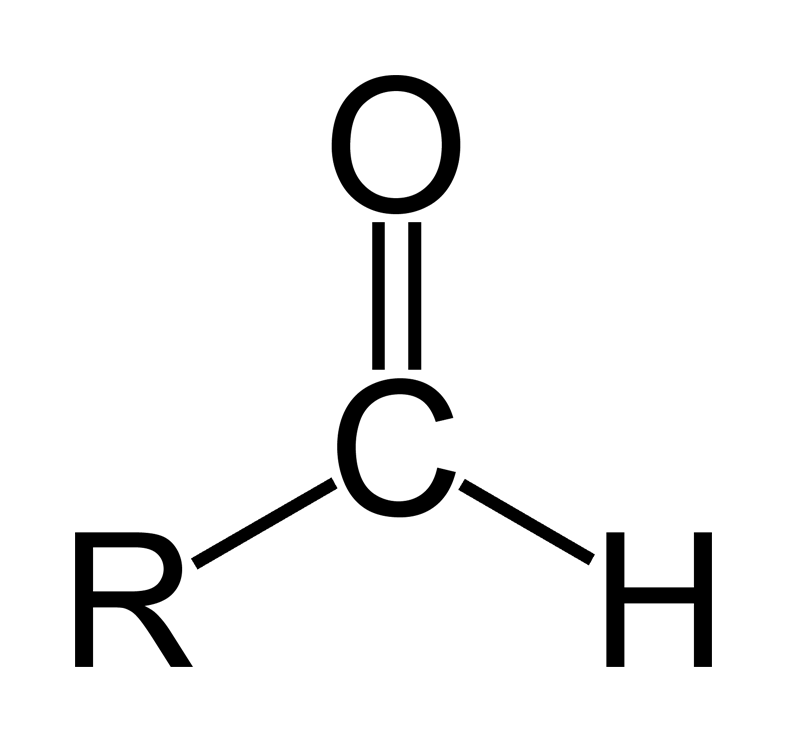
Aldehid
Cetona
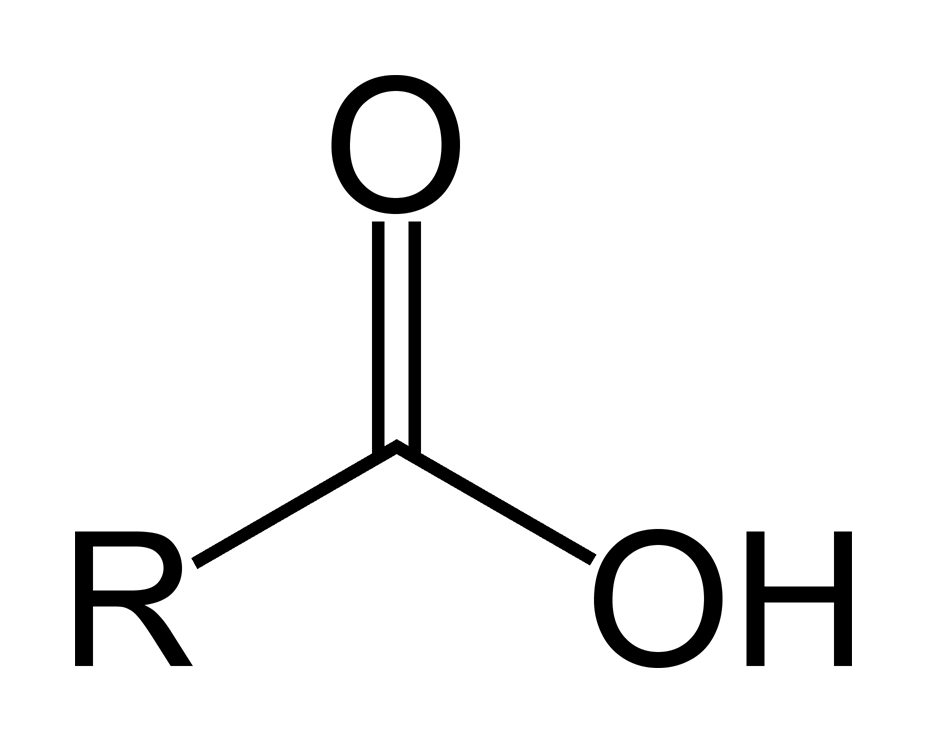
Carboxil
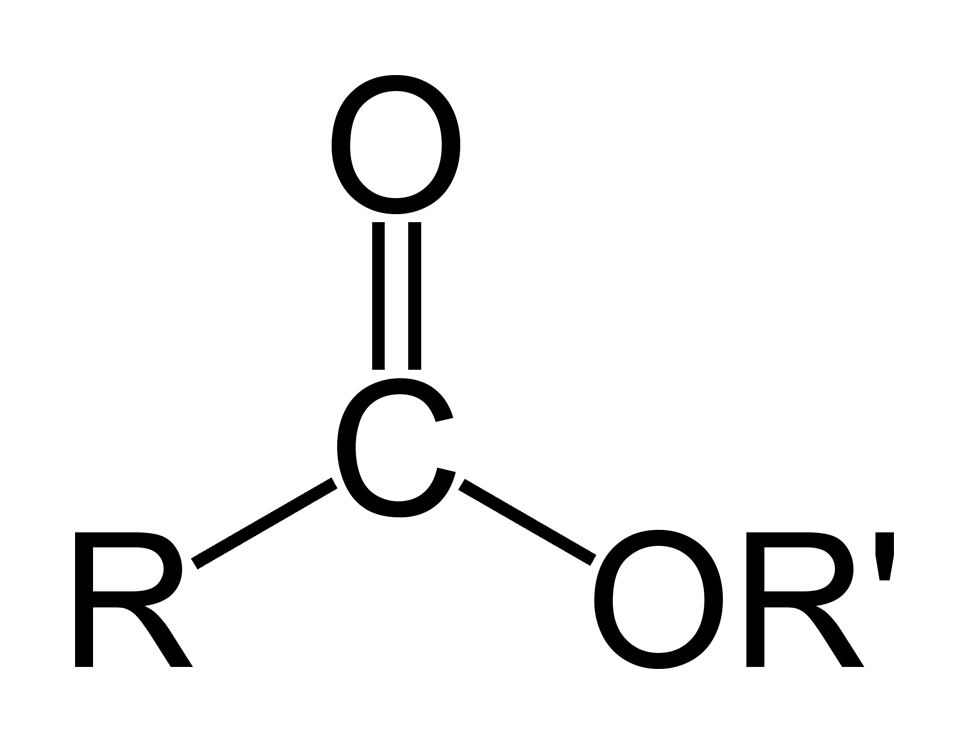
Èster
Carbamoil
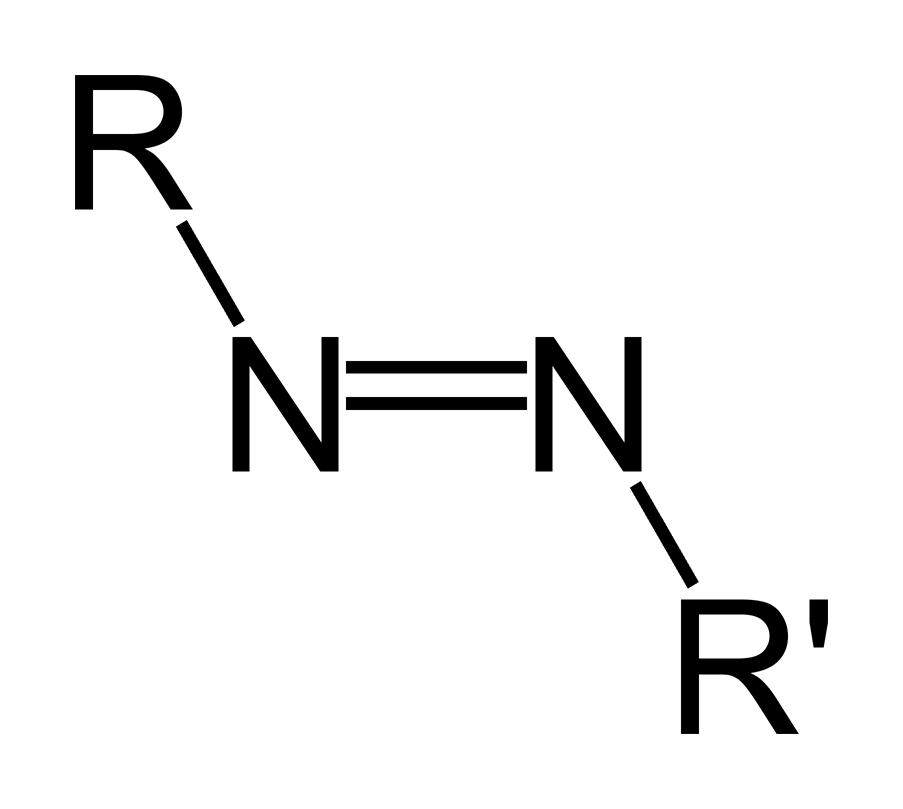
Azo
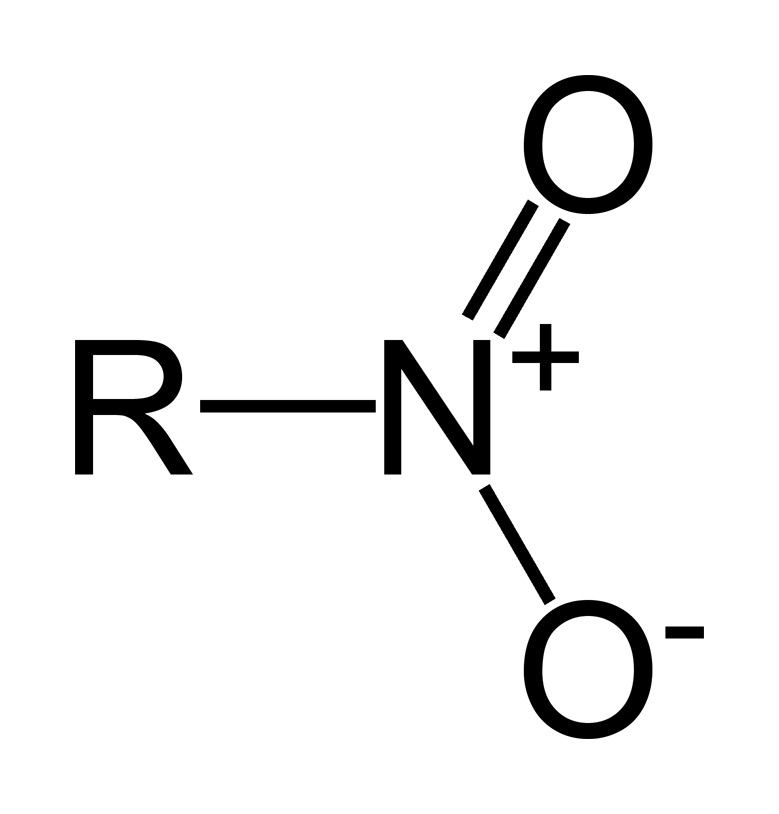
Nitro
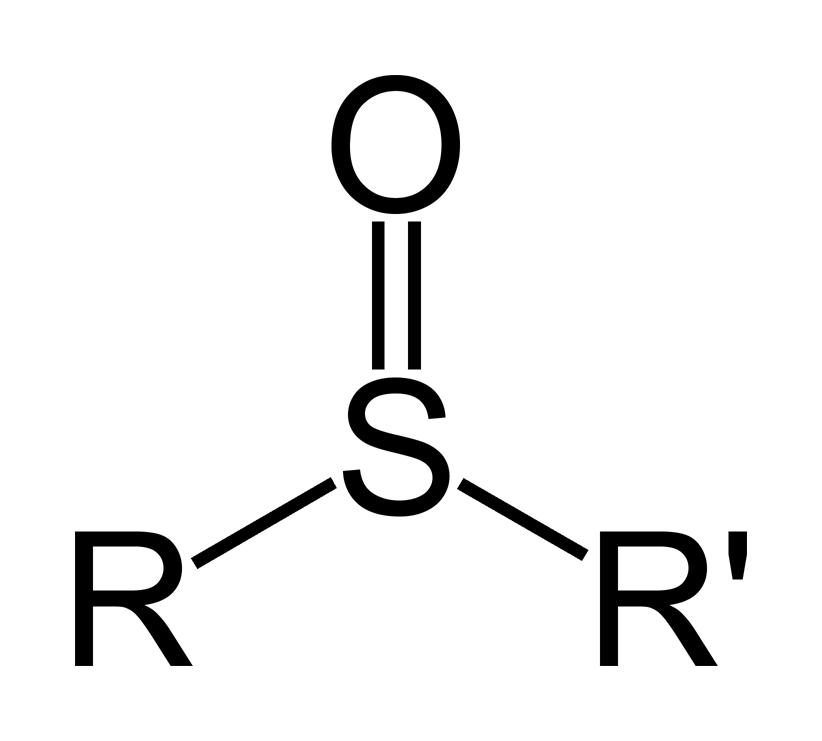
Sulfòxid

## Principals grups de composts orgànics

### Hidrocarburs

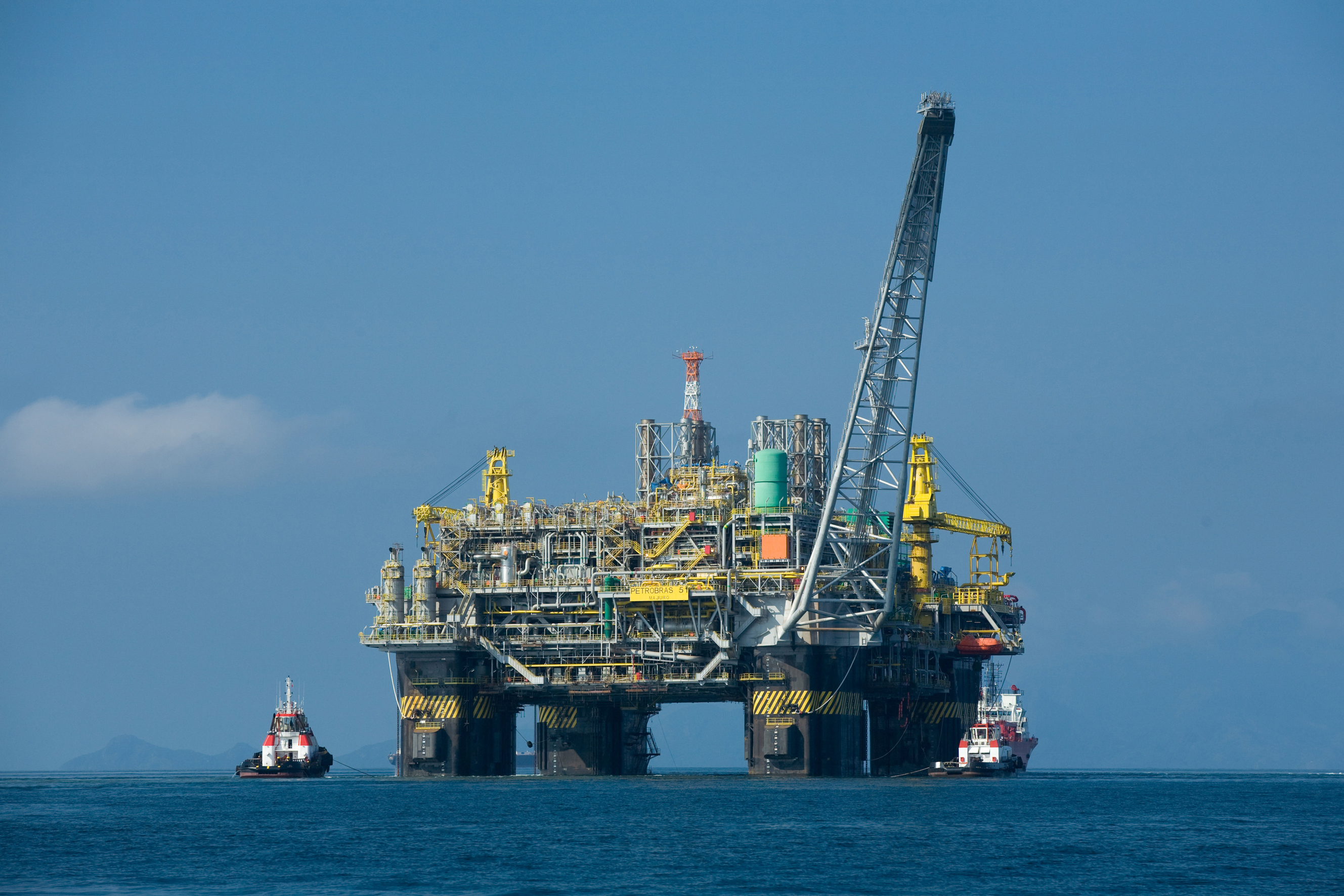
Plataforma petroliera. El petroli és una mescla d'hidrocarburs

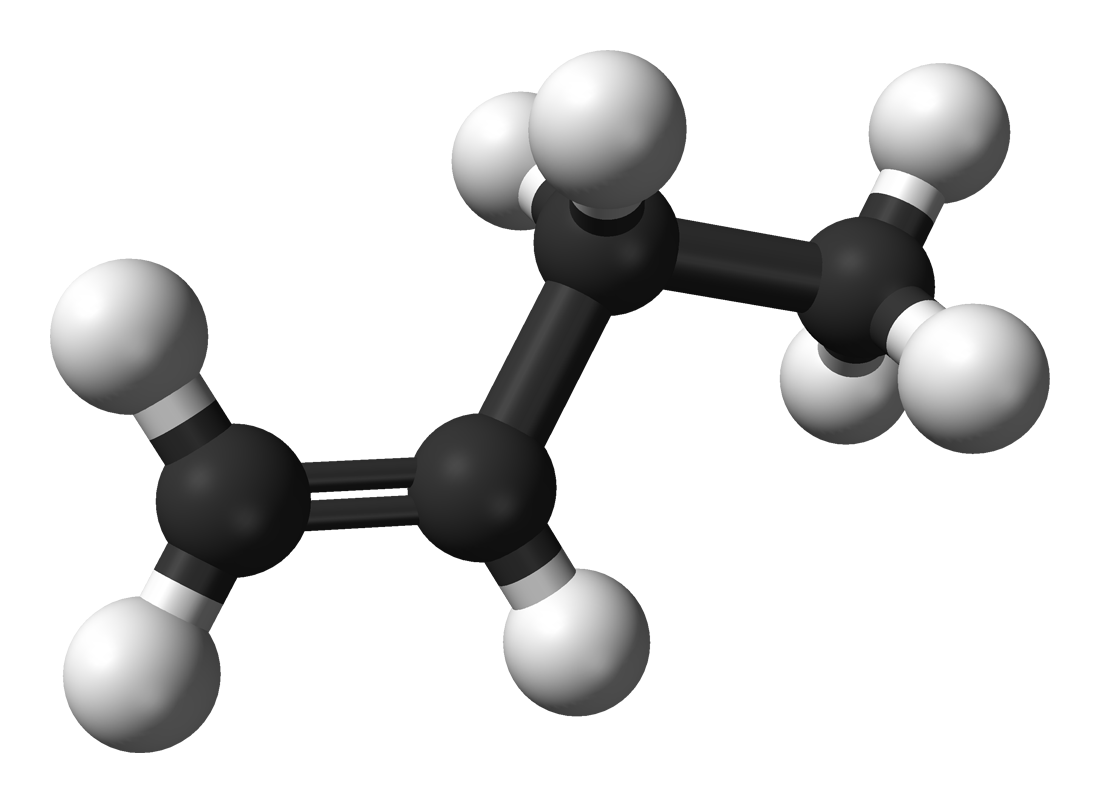
1-butè, un hidrocarbur acíclic o alifàtic insaturat, un alquè.

Els hidrocarburs són composts orgànics formats exclusivament per carboni i hidrogen. Els àtoms de carboni poden unir-se entre ells formant cadenes més o menys llargues, per mitjà d'enllaços covalents simples, dobles o triples, i les valències que resten lliures són saturades amb hidrogen.
Hom distingeix els hidrocarburs acíclics, de cadena oberta, dels cíclics, de cadena tancada.
- Els hidrocarburs acíclics, o alifàtics (del grec αλειψα, oli, perquè els greixos més importants són d'aquest tipus de composts),[6] poden ésser saturats o insaturats, i llurs cadenes poden ésser lineals o ramificades, la qual cosa dona lloc a l'existència molts d'isòmers, que tenen el mateix nombre d'àtoms de carboni i d'hidrogen però amb propietats diferents, a causa de les distintes estructures moleculars.
  - Els hidrocarburs saturats només tenen enllaços simples. També s'anomenen alcans o parafines (del llatí parum affinis, poca afinitat, perquè tenen poca tendència a reaccionar).[6] Per exemple: metà CH₄, età CH₃-CH₃, propà CH₃-CH₂-CH₃.
  - Els hidrocarburs insaturats presenten dobles i triples enllaços en les molècules i, per tant, contenen menys àtoms d'hidrogen que els hidrocarburs saturats del mateix nombre de carbonis. Hom els divideix en:
    - alquens, etilènics o olefines (del francès gaz oléfiant, gas oleificant, que fa referència al fet que els gasosos quan reaccionen amb clor o brom donen lloc a productes oliosos),[6] si tenen dobles enllaços, per exemple etè CH₂=CH₂, propè CH₂=CH-CH₃, i
    - alquins o acetilènics (nom derivat del més simple, l'acetilè o etí), si tenen triples enllaços. Per exemple etí CH≡CH, propí CH≡C-CH₃.
- Els hidrocarburs cíclics formen dos grans grups:
  - els alicíclics, anomenats també naftènics, que comprenen els cicloalcans, els cicloalquens i els cicloalquins, de propietats semblants a les parafines, i
  - els aromàtics (perquè els primers compostos descoberts, derivats del benzè, tenen una olor aromàtica agradable),[6] que tenen propietats especials, a causa de l'estructura de l'anell benzènic.

Els hidrocarburs són obtinguts principalment del gas natural (saturats de baixa massa molecular: metà, età, propà i butà), del petroli (parafines, aromàtics i alicíclics) i del quitrà de l'hulla (preferentment aromàtics: benzè, toluè, xilol, naftalè, antracè, etc.) i, en menys quantitat, de les ceres, resines i olis essencials d'origen vegetal.

### Alcohols

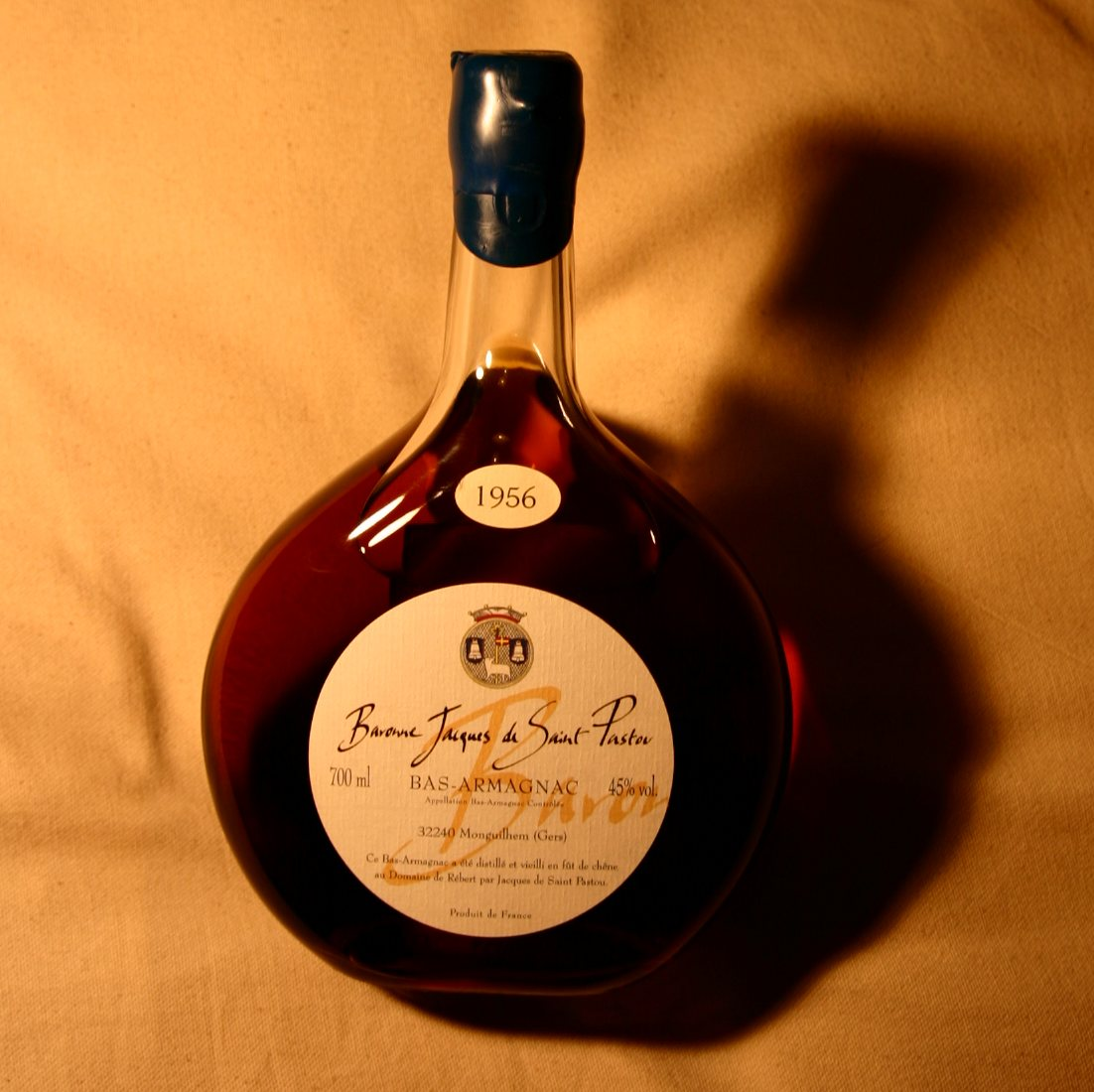
Els liquors contenen quantitats elevades d'etanol

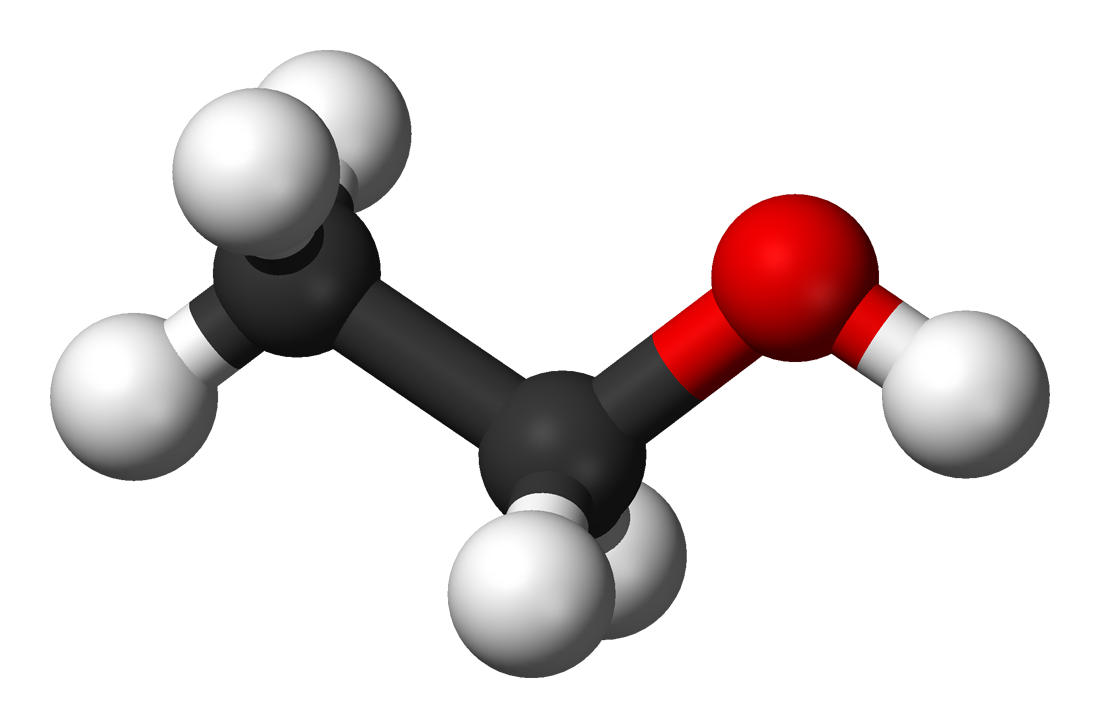
Estructura de l'etanol

Els alcohols són substàncies orgàniques caracteritzades per la presència d'un grup funcional constituït per un hidroxil, -OH, enllaçat directament a un carboni que no és aromàtic.
Els alcohols, R-OH, han pres llur nom del més antigament conegut de tots ells, l'esperit de vi, alcohol etílic o etanol. Segons que el carboni unit a l'hidroxil sigui primari, secundari o terciari, els alcohols són anomenats també primaris, secundaris o terciaris. Si la molècula conté dos, tres o més grups funcionals alcohol, els alcohols s'anomenen, respectivament, diols (o glicols), triols i, en general, poliols.
Segons les regles de la IUPAC, els alcohols es designen afegint al nom de l'hidrocarbur el sufix -ol, tot preservant la n etimològica (ex: metà, metà-n-ol), i indicant la posició de l'hidroxil amb un nombre en prefix, per exemple 2-butanol, CH₃CH₂CH(OH)CH₃. Això no obstant, si la molècula conté un altre grup, prioritari en nomenclatura, els alcohols es designen amb el prefix hidroxi-, exemple 4-hidroxipentanal, CH₃CH(OH)CH₂CH₂CHO, és un aldehid amb una funció hidroxil. Sovint els alcohols encara es designen fent seguir el mot alcohol de l'adjectiu corresponent al grup R (exemple alcohol al·lílic, CH₂=CHCH₂OH).
Les propietats físiques dels alcohols depenen del grup R. Quan R és petit, són líquids miscibles amb l'aigua o molt solubles, d'olor característica i de sabor ardent i fortament associats (per formació d'enllaços hidrogen), cosa que fa que llurs punts d'ebullició siguin elevats (metanol 65º, etanol 78º, 1-propanol 97º, 1-hexanol 156º). La solubilitat en aigua disminueix ràpidament quan la massa molecular augmenta. Quan existeixen diversos isòmers de posició, el punt d'ebullició acostuma a ésser tant més baix (i el punt de fusió tant més alt) com més gran és la substitució al veïnatge del grup -OH.
Per la seva inestabilitat i reactivitat, els alcohols no poden trobar-se en el regne mineral, però sí que es troben en la matèria viva. L'etanol i alguns dels seus homòlegs superiors es formen en la fermentació dels sucres i nombrosos olis essencials i resines contenen alcohols diversos. Deixant de banda els poliols, els àcids alcohols i els aminoalcohols, els alcohols bioquímicament importants són l'axeroftol o vitamina A, els alcohols grassos i, sobretot, els esterols.
Els alcohols essent molt nombrosos, llurs aplicacions són forçosament molt diverses. Molts d'ells són utilitzats com a dissolvents o troben aplicació directa en nombroses indústries, per exemple, perfumeria, cosmètica, pintures, adhesius, indústria farmacèutica, etc. Llur principal ús és, tanmateix, la síntesi, especialment d'èsters, per a obtenir dissolvents, plastificants, detergents, medicaments, etc.

### Èters

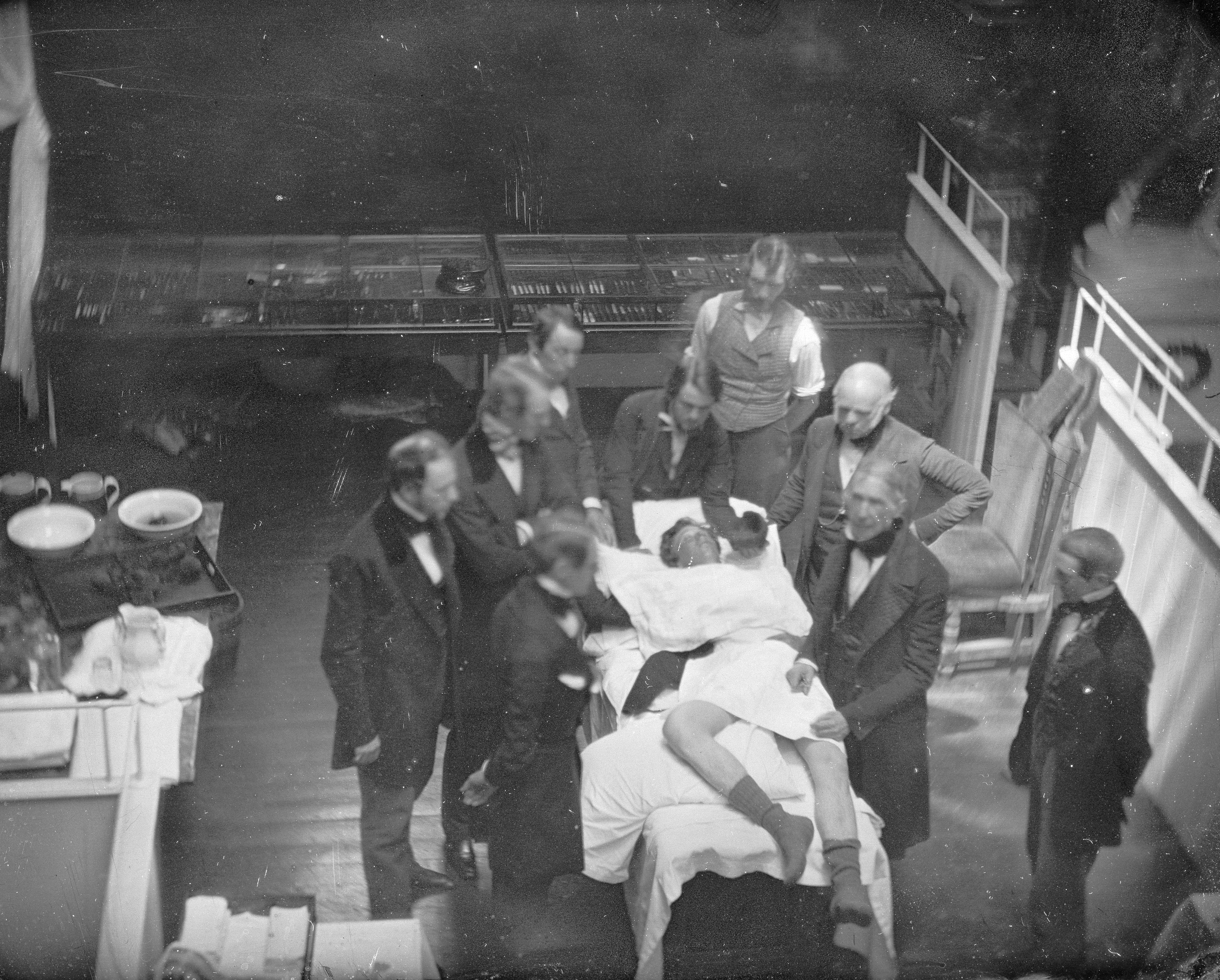
Una de les primeres operacions quirúrgiques on s'emprà dietiléter, o etoxietà, com anestèsic (1846)

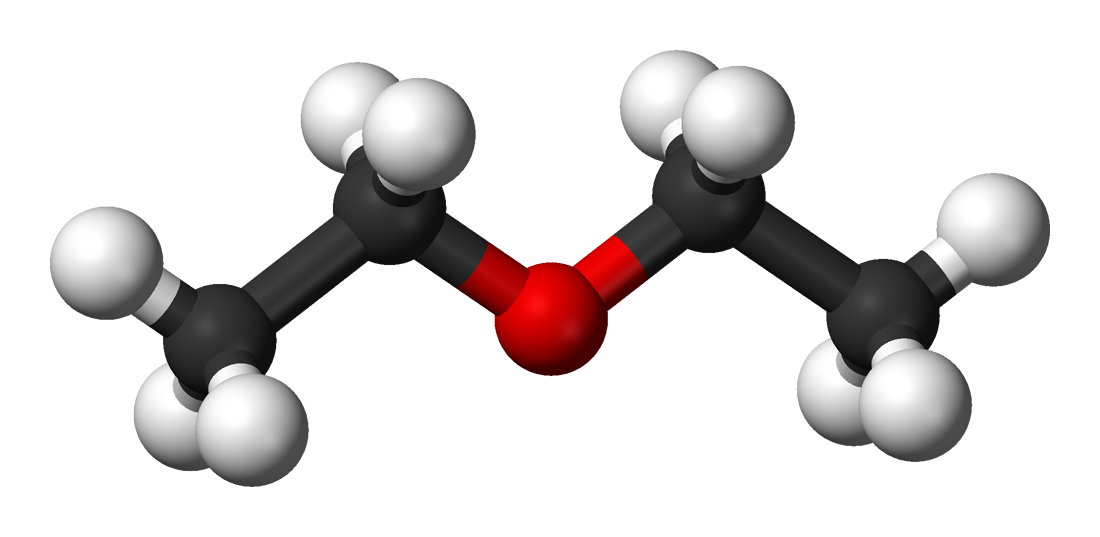
Estructura del dietil èter

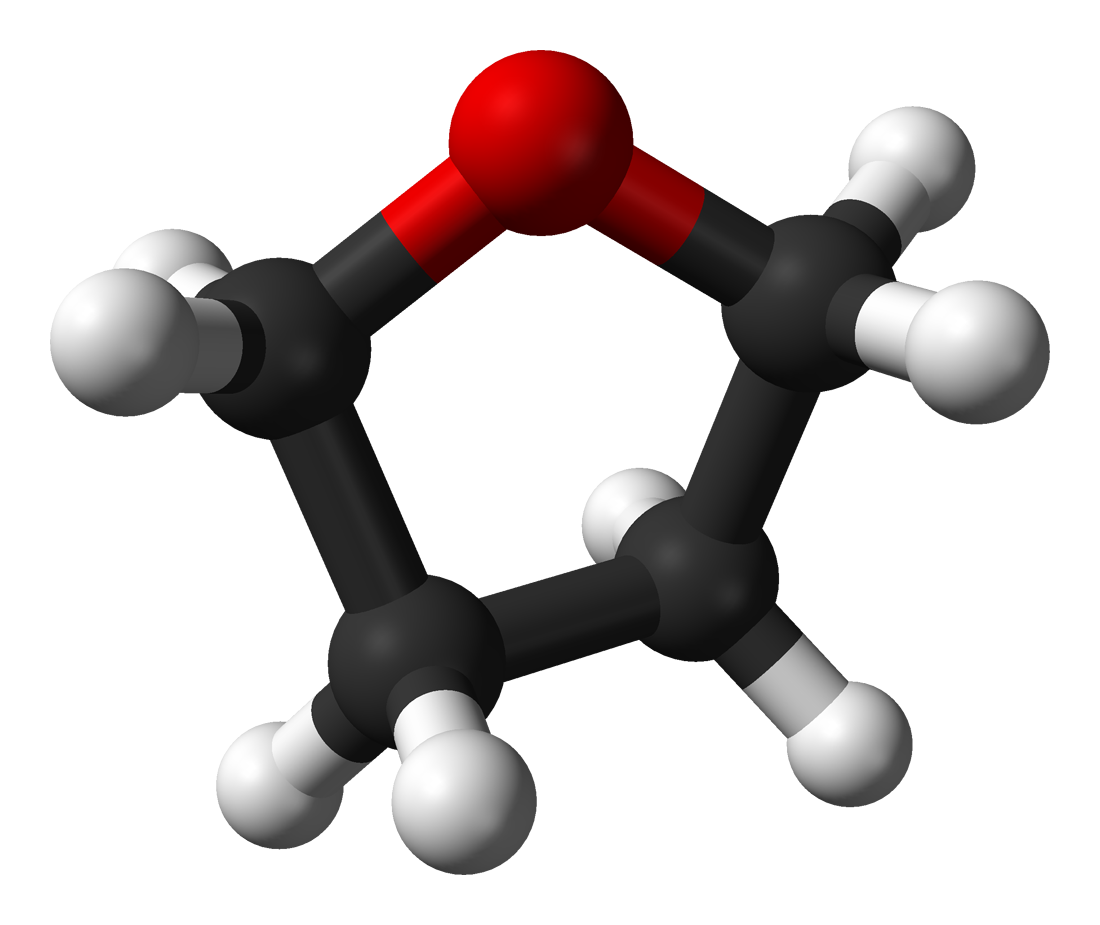
Tetrahidrofurà, THF, un èter cíclic

Els èters són substàncies orgàniques caracteritzades per la presència del grup funcional —O— unit a dos radicals hidrocarbonats (aromàtics o no), o bé, en els èters cíclics, formant part d'una cadena alifàtica tancada. La paraula èter ve del grec αιθἠρ, aire lleuger, que indica que aquests composts són molt volàtils.
Els èters ({\displaystyle {\ce {R-O-R'}}}) resulten de la substitució dels dos àtoms hidrogen de l'aigua i són geomètricament semblants a l'aigua i als alcohols. D'acord amb les normes de la IUPAC, els èters alifàtics són designats per mitjà del grup RO—, considerat com a substituent de la cadena més llarga, com ara metoxietà, CH₃-O-CH₂-CH₃, etoxipropà, CH₃-CH₂-O-CH₂-CH₂-CH₃.
Els punts de fusió i d'ebullició dels èters són comparables als dels hidrocarburs de massa molecular semblant. La majoria són immiscibles amb l'aigua, però els èters cíclics dioxà i tetrahidrofurà, o THF, ho són en totes proporcions. Així la majoria són bons dissolvents de les substàncies orgàniques, però dissolen molt poc els composts inorgànics, per la qual cosa són uns excel·lents dissolvents per als processos d'extracció. Els èters són indiferents a la majoria dels reactius químics. Atès que els derivats de l'oxigen divalent tenen parells d'electrons no compartits disponibles, actuaran com a base de Lewis, per tant reaccionen en presència d'àcids. La reacció més important que experimenten és la ruptura de l'enllaç C—O.
Els èters són obtinguts generalment per reacció d'alcohols amb halogenurs d'alquil, reacció coneguda com a síntesi de Williamson. Els diols, en deshidratar-se, donen èters cíclics.

### Aldehids

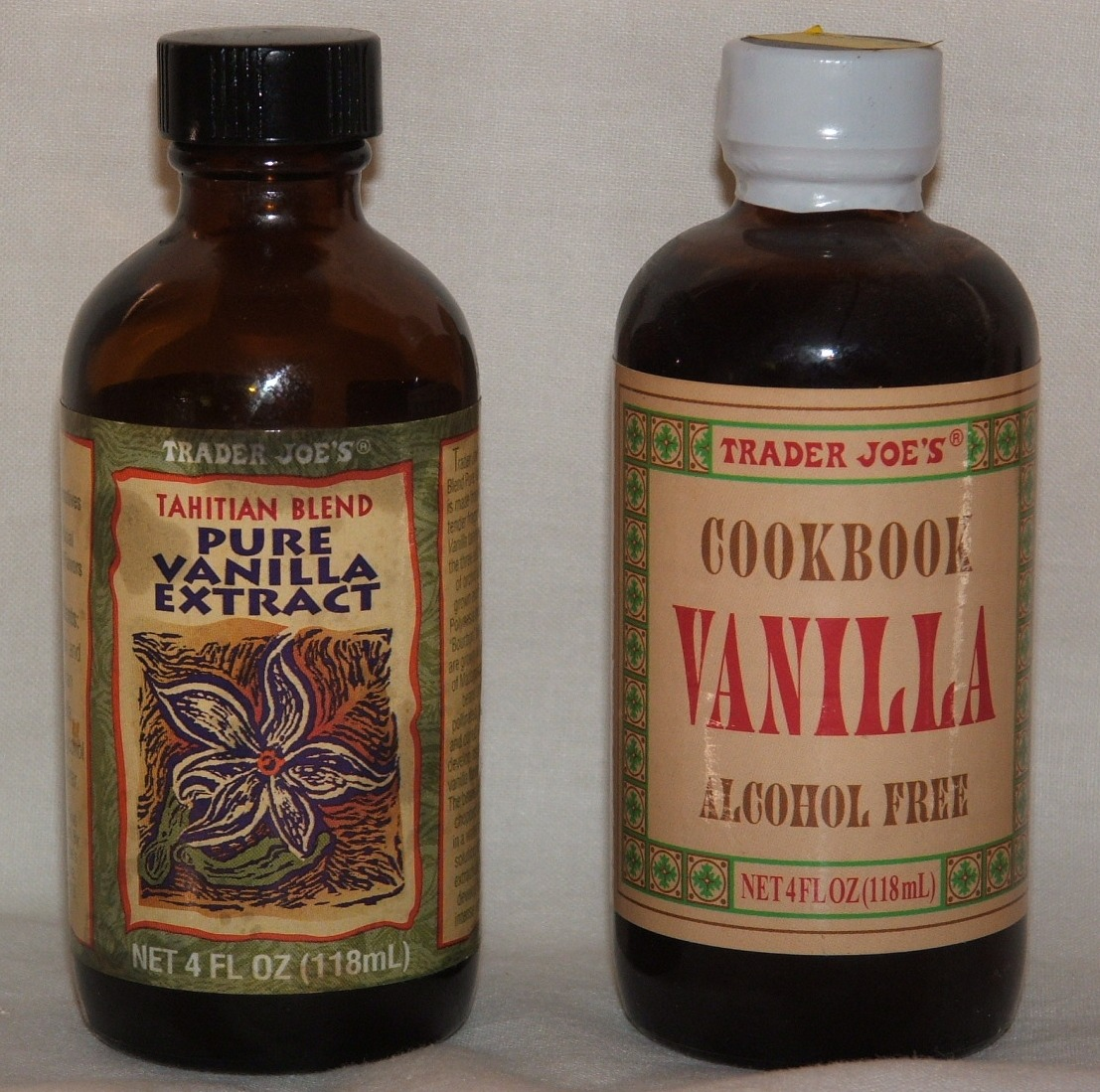
De les càpsules de la vainilla s'extreu la vanil·lina, que té una funció aldehid

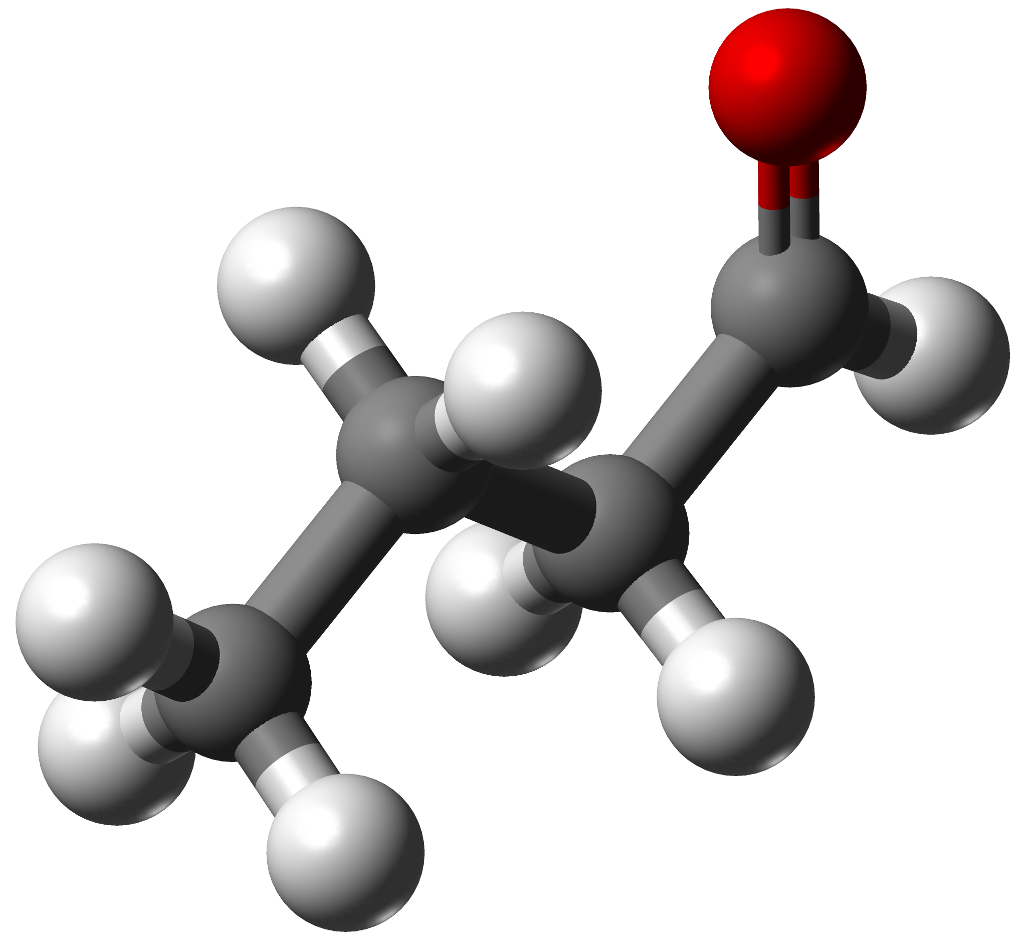
Butanal

Els aldehids són substàncies orgàniques caracteritzades per la presència del grup funcional carbonil unit a un hidrogen. La paraula aldehid deriva d'alcohol deshidratat.
Segons les regles de nomenclatura de la IUPAC, els aldehids alifàtics {\displaystyle {\ce {RCHO}}} es designen afegint al nom de l'hidrocarbur RCH₃ el sufix -al, tot preservant la n etimològica (per exemple: metà → metà-n-al), i els aldehids amb el grup funcional directament fixat a un sistema cíclic, afegint el sufix -carbaldehid al nom d'aquest. Exemples: butanal, CH₃CH₂CH₂CHO. Això no obstant, si la molècula conté un altre grup prioritari en nomenclatura, els aldehids es designen amb el prefix formil-. Exemple: àcid p-formilfenilacètic.
Els aldehids bullen lleugerament a una temperatura més alta que els hidrocarburs, però molt per sota dels alcohols corresponents. Els més simples són solubles en aigua i tenen olors fortes i irritants; molts, de massa molecular elevada, tenen, en canvi, olors agradables. Tots són solubles en solvents orgànics.
Químicament els aldehids són substàncies neutres, reductores, de reactivitat intensa i variada. Per hidrogenació catalítica o per reducció de Meerwein-Ponndorf-Verley donen alcohols primaris, i per reducció de Clemmensen, hidrocarburs. Per oxidació (per aire, amb el reactiu de Fehling, amb solució argèntica amoniacal, etc.) donen àcids carboxílics. Els mètodes industrials d'obtenció més importants són l'oxidació d'alcohols (per exemple, el metanol en formaldehid); l'oxidació d'hidrocarburs (per exemple, del gas natural o de l'etilè en acetaldehid) i la hidroformilació d'alquens (mètode oxo).
Els aldehids lliures són poc freqüents a la natura, bé que hom en troba en diversos olis essencials (citral, citronel·lal, anisaldehid, vanil·lina, etc.). El benzaldehid és un constituent de molts glucòsids. En bioquímica, alguns aldehids (gliceraldehid, acetaldehid, piruvaldehid, etc.) són intermediaris importants en el metabolisme. Industrialment tenen aplicació extensíssima el formaldehid i l'acetaldehid. En menor grau són també importants (com a intermediaris de síntesi o per llurs aplicacions directes) el glioxal, l'isobutiraldehid, l'acroleïna, el crotonaldehid, el furfural i el benzaldehid, entre d'altres. Nombrosos aldehids són utilitzats en la preparació de perfums i essències sintètiques.

### Cetones

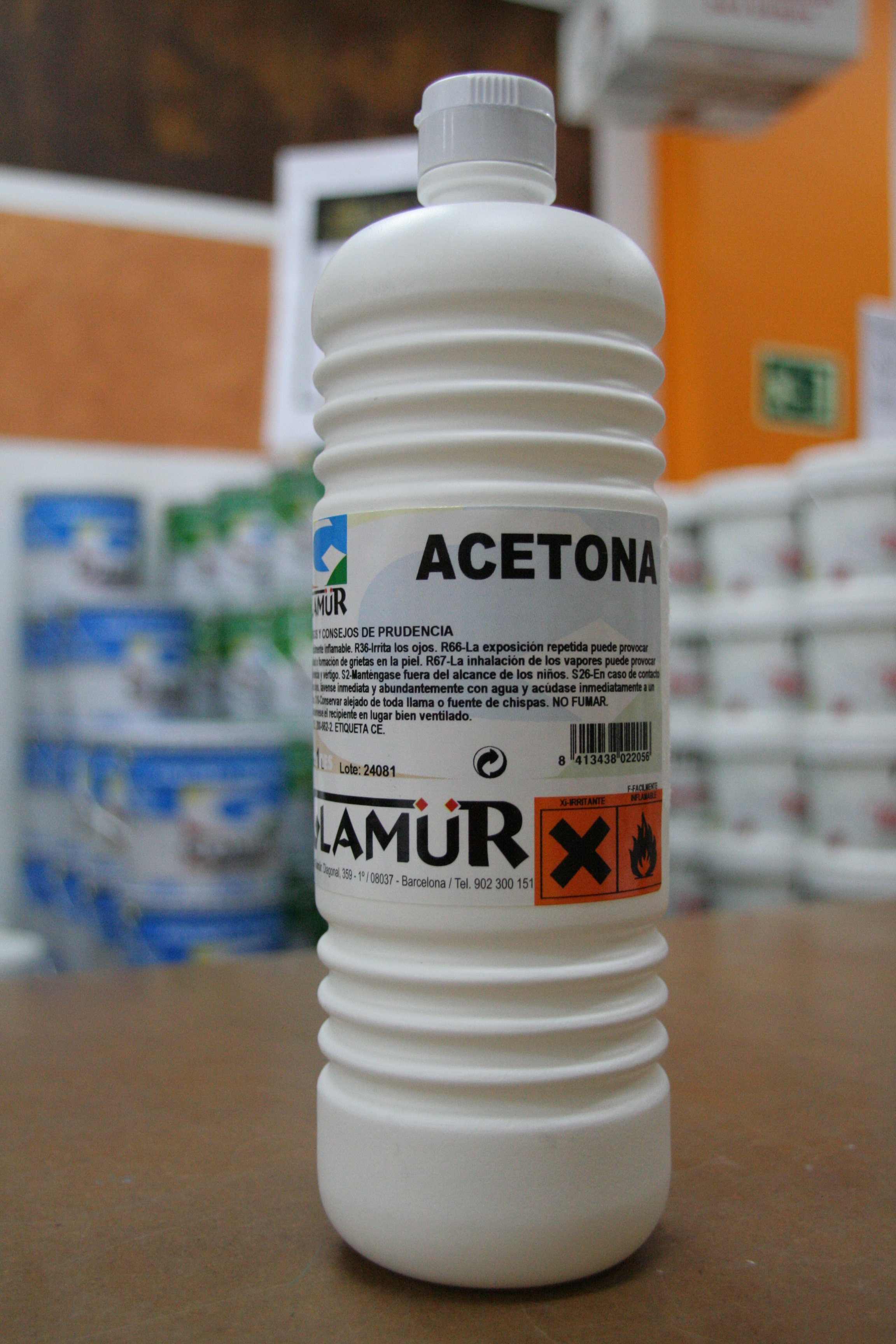
L'acetona s'empra com a dissolvent

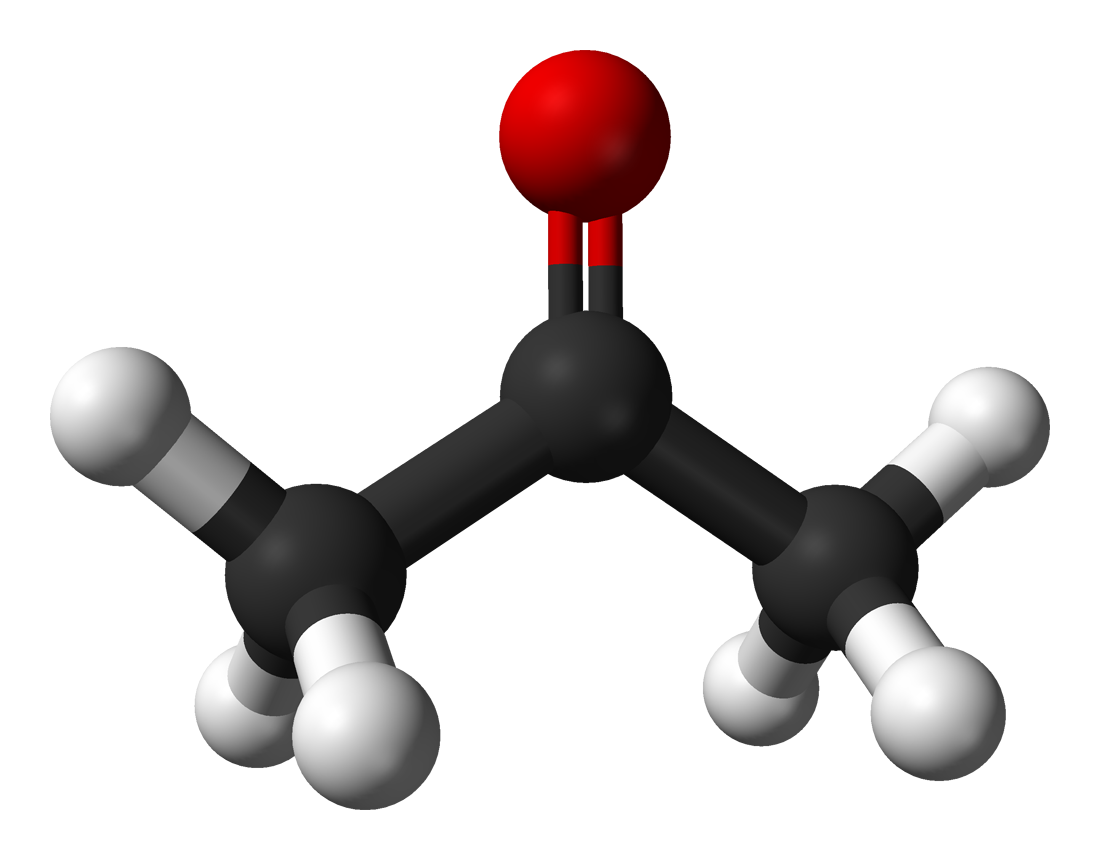
Estructura de l'acetona

Les cetones són substàncies orgàniques caracteritzades per la presència del grup funcional C=O (carbonil) unit a dos radicals hidrocarbonats o, en les cetones cícliques, formant part d'una cadena alifàtica tancada.
Segons les regles de la IUPAC, les cetones alifàtiques {\displaystyle {\ce {RR'CO}}} són designades, en la nomenclatura substitutiva, afegint al nom de l'hidrocarbur RR'CH₂ (en català, sovint seguit d'una n etimològica) el sufix -ona; davant el nom va el nombre que indica la posició del carboni carbonílic en la cadena. Així, per exemple, propanona, CH₃COCH₃, butanona CH₃CH₂COCH₃. Quan conté altres grups funcionals prioritaris, en nomenclatura es designa amb el prefix ceto- (cetoàcid, cetoèster).
Les cetones més simples, fins a uns dotze àtoms de carboni, són líquides. Les de massa molecular més baixa són solubles en aigua; totes ho són en solvents orgànics. Són destil·lables sense descomposició, i d'olor etèrica o aromàtica. Les propietats químiques de les cetones són les generals del grup carbonil exaltades o disminuïdes per les altres funcions presents en la molècula o per l'estructura d'aquesta.
Els oxidants forts trenquen la cadena de carbonis de les cetones per les unions immediates al grup carbonil, i donen àcids carboxílics diferents, segons si es fa la ruptura en un costat o l'altre del grup. Per hidrogenació catalítica o per reducció amb alcoholats d'alumini, les cetones passen a alcohols secundaris. Per reducció amb amalgames de sodi o magnesi donen 1,2-dialcohols, anomenats pinacones, amb condensació de dues molècules. El pas directe de cetona a hidrocarbur és aconseguit mitjançant la reducció de Clemmensen o també per la reducció de Wolff-Kishner. Les amines primàries es condensen amb les cetones i donen les bases de Schiff. Comparades amb els aldehids, les cetones reaccionen poc per polimerització, encara que es condensin per elles mateixes en certes condicions.
La més coneguda i utilitzada de les cetones és la propanona o acetona, que és la que dona nom al grup. Moltes cetones són emprades com a solvents i com a primeres matèries en perfumeria. Algunes cetones inferiors, en particular l'acetona, s'originen sovint en la natura com a productes metabòlics anormals. Moltes cetones superiors formen part de productes odorants naturals, per exemple, dels olis eteris i dels greixos rancis.

### Àcids carboxílics

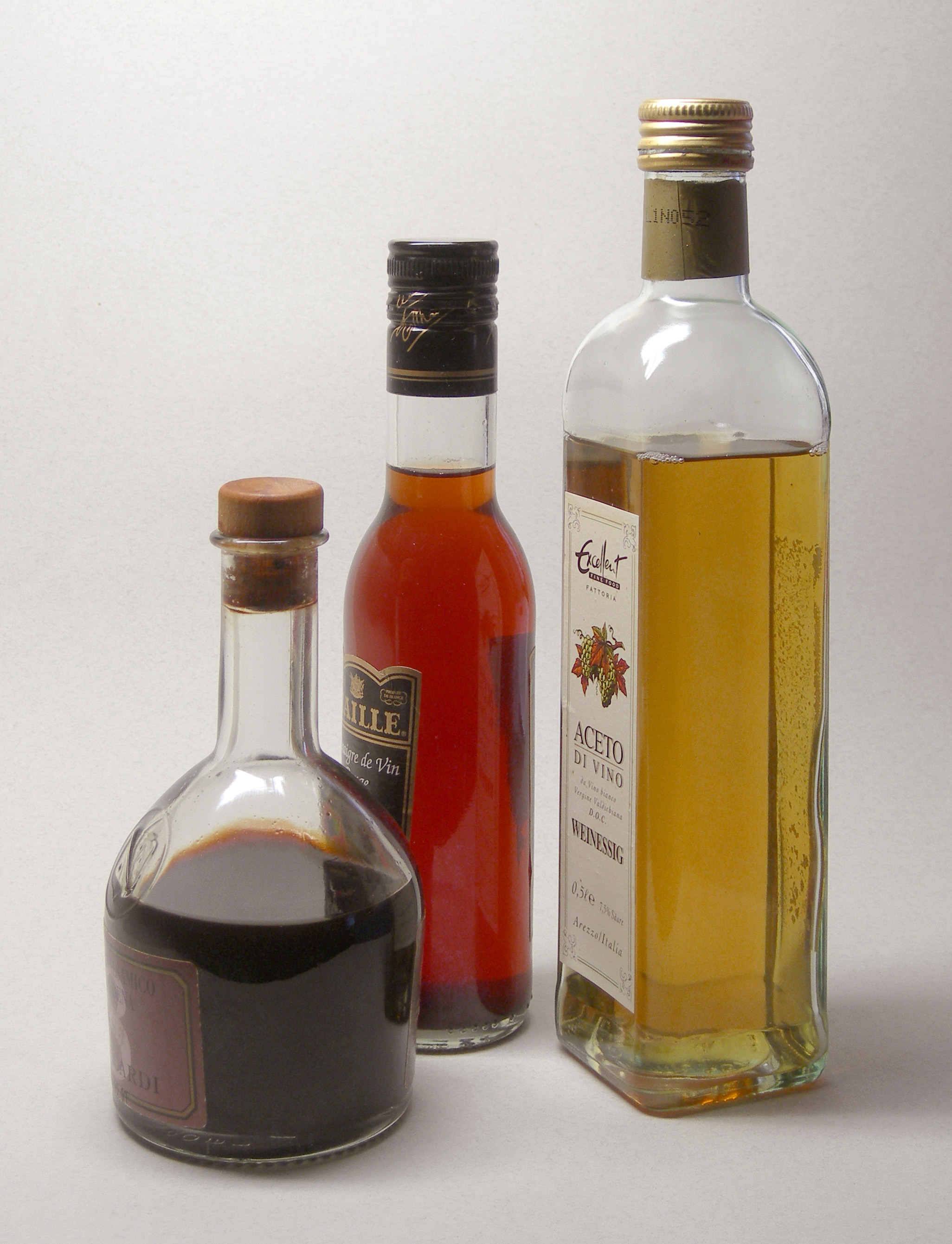
Els vinagres deu el seu gust agre a l'àcid acètic

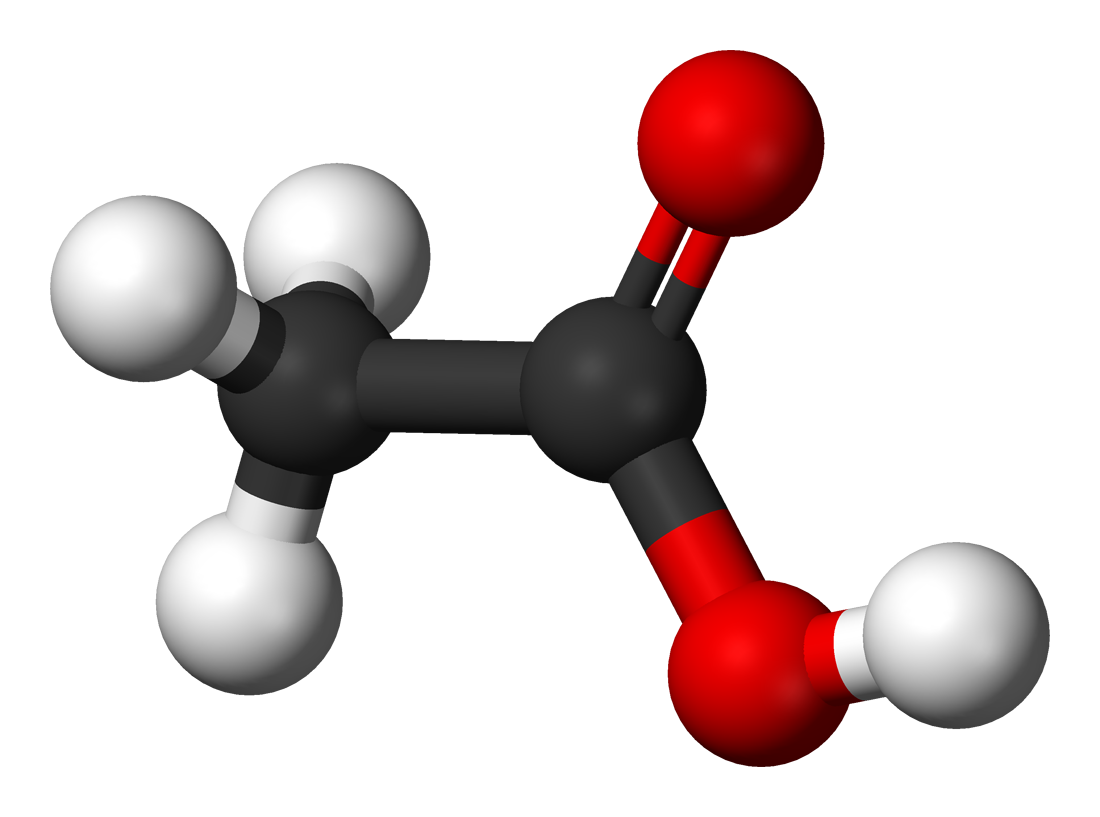
Estructura de l'àcid acètic

Els àcids carboxílics són substàncies orgàniques de fórmula general {\displaystyle {\ce {R-COOH}}}, que tenen en llur molècula un o diversos grups carboxil i que manifesten, per tant, les propietats àcides que aquest confereix. El grup carboxil ocupa forçosament una posició terminal en l'esquelet dels carbonis, ja que només té un enllaç lliure.
Segons quina és la natura del grup R, els àcids carboxílics es classifiquen en alifàtics, alicíclics (que poden ésser, uns i altres, saturats o insaturats), aromàtics i heterocíclics. Si al grup R hi ha d'altres grups funcionals, és possible de distingir també entre un àcid alcohol, un àcid fenol, un àcid cetònic, un aminoàcid, etc.
D'acord amb les normes de la IUPAC, els àcids carboxílics són designats fent seguir la paraula àcid d'un adjectiu format afegint al nom de l'hidrocarbur del mateix nombre de carbonis el sufix -oic (sense deixar-se la n etimològica: propà → propà + n + oic), quan hi ha un sol carboxil, o -dioic, quan n'hi ha dos. Així, per exemple, els dos àcids saturats de 6 carbonis, de cadena no ramificada, són anomenats àcid hexanoic i àcid hexandioic. En alguns casos, no obstant això, resulta més pràctic considerar el grup carboxil com un substituent de la molècula RH. En aquest cas, o bé hom fa precedir el nom de RH de la paraula àcid i li afegeix el sufix -carboxílic (com, per exemple, àcid ciclopentan-carboxílic C₅H9COOH), o bé hom utilitza el prefix carboxi- (quan el carboxil no és el substituent principal). La IUPAC accepta, a més, que per a molts àcids carboxílics hom continuï utilitzant els noms trivials corrents, tals com àcid fòrmic, àcid acètic, àcid butíric, àcid oxàlic, àcid acrílic, àcid benzoic, àcid cinàmic, etc. Aquests noms trivials admesos per als àcids serveixen també per a designar llurs derivats i els aldehids corresponents.
Les propietats físiques dels àcids carboxílics depenen de llur estructura i de llur massa molecular. En principi, es fonen i bullen netament per damunt dels alcohols, amines, aldehids i cetones del mateix nombre de carbonis. Això té relació amb el fet que a l'estat cristal·lí o líquid i en solució en certs dissolvents (i, per als més volàtils, àdhuc en part a l'estat de vapor) els àcids carboxílics estan associats, formant dímers, a través dels carboxils. En sèrie alifàtica els primers termes són líquids destil·lables o arrossegables pel vapor d'aigua, i els àcids de nombre de carbonis parell es fonen sempre a més alta temperatura que llurs homòlegs immediats inferior i superior. A mesura que creix la massa molecular, la influència del grup carboxil sobre les propietats físiques va disminuint i així, per exemple, la solubilitat en aigua (total en els primers termes de la sèrie) decreix molt ràpidament. Això mateix passa amb l'olor.
Els àcids carboxílics són en general àcids febles, amb valors pKa que, en general, varien entre 3 i 5, i la primera acidesa dels diàcids és molt més forta que la dels monoàcids, sobretot si els dos carboxils són pròxims. L'acidesa disminueix amb la massa molecular i augmenta amb la proximitat d'un doble enllaç al carboxil; els àcids aromàtics tendeixen també a ésser més forts que els alifàtics. La presència de substituents que atreuen electrons augmenta l'acidesa per efecte inductiu, i aquesta acció és particularment manifesta en el cas dels àcids carboxílics α-halogenats.
Els àcids carboxílics donen sals alcalines solubles en aigua i són estables enfront dels oxidants i reductors. L'únic reductor que els ataca directament és l'hidrur d'alumini i de liti, que permet de transformar-los en alcohols. L'electròlisi de llurs sals alcalines {\displaystyle {\ce {RCOONa}}} condueix als hidrocarburs R—R (reacció de Kolbe), i la fusió alcalina als hidrocarburs RH; la piròlisi de les sals alcalinotèrries dona en general cetones. Llurs sals d'argent reaccionen amb els halurs d'alquil donant cetones, i llurs sals sòdiques reaccionen amb els clorurs d'àcid donant anhídrids d'àcid. Per deshidratació de les sals amòniques són obtingudes amides. Per reacció dels àcids carboxílics amb el pentaclorur o amb l'oxiclorur de fòsfor són obtinguts clorurs d'àcid; per reacció amb els alcohols són obtinguts èsters, i per reacció de Schmidt són obtingudes amines. En fi, per acció del clor o del brom té lloc generalment una substitució progressiva dels hidrògens en α del carboxil (o de l'hidrogen d'un carboni terciari no gaire allunyat) i són obtinguts, doncs, àcids carboxílics halogenats.
Àdhuc deixant de banda els aminoàcids, els àcids carboxílics tenen una importància biològica molt considerable. A l'estat lliure hom no els troba gaire sovint en els animals (per bé que hi ha àcid fòrmic en les formigues i en el verí de les abelles), però, en canvi, són molt abundants en els sucs cel·lulars de les plantes (àcids fòrmic, oxàlic, màlic, ascòrbic, tàrtric, cítric, etc.) i en nombroses resines d'origen vegetal (àcid abiètic, benzoic, cinàmic, etc.). Diversos àcids carboxílics es formen fàcilment per fermentació (fermentació acètica de l'alcohol, làctica o butírica dels glúcids, etc.). Les plantes els contenen també en abundància en forma de sals (en llurs sucs aquosos) i en forma d'èsters (en els olis essencials). No obstant això, és sobretot en forma d'èsters glicèrics (que constitueixen els greixos) que els àcids carboxílics són universalment presents en els éssers vius. Els àcids carboxílics que hom troba combinats en els greixos són anomenats àcids grassos.

### Èsters

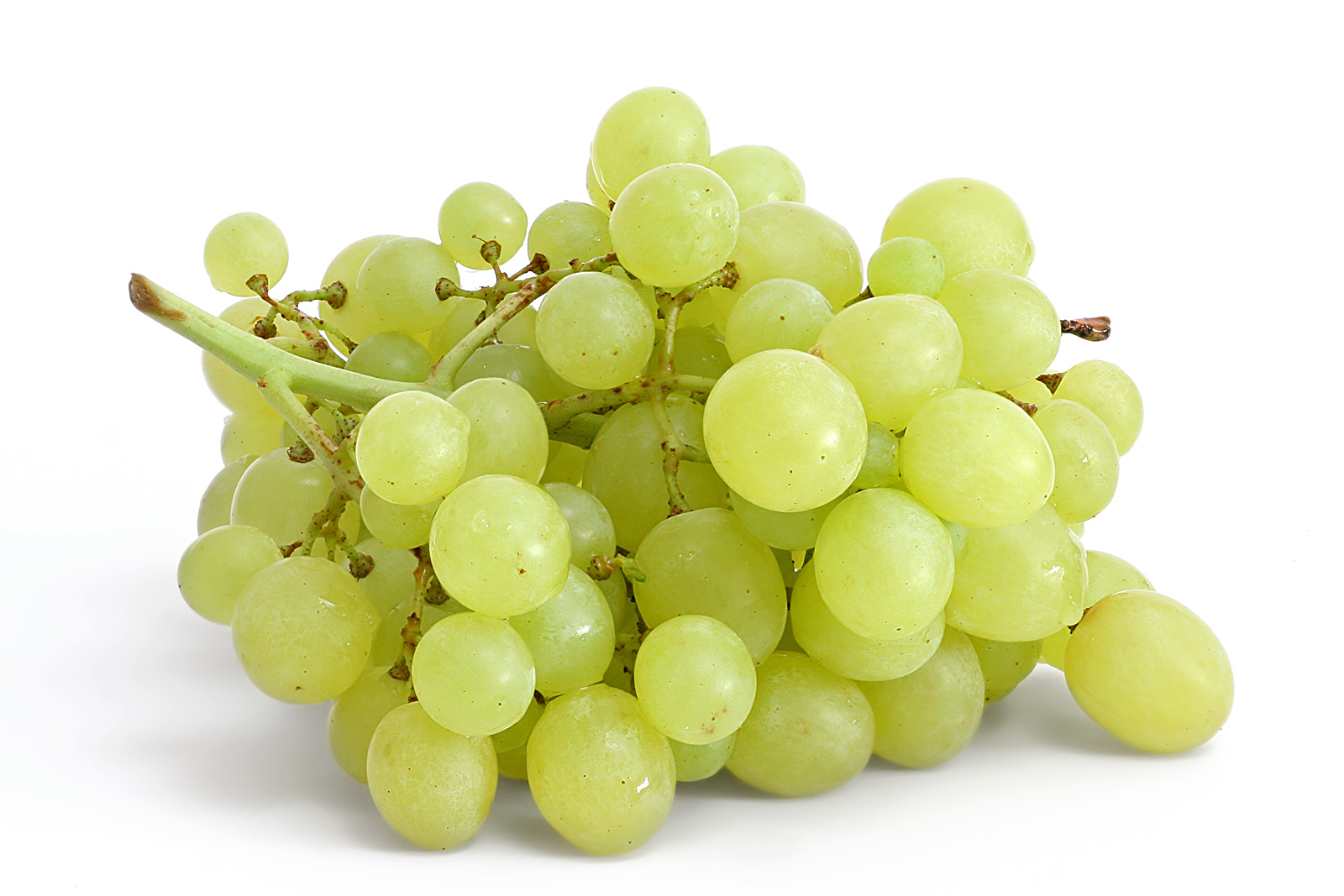
L'aroma del raïm és degut a l'heptanoat d'etil

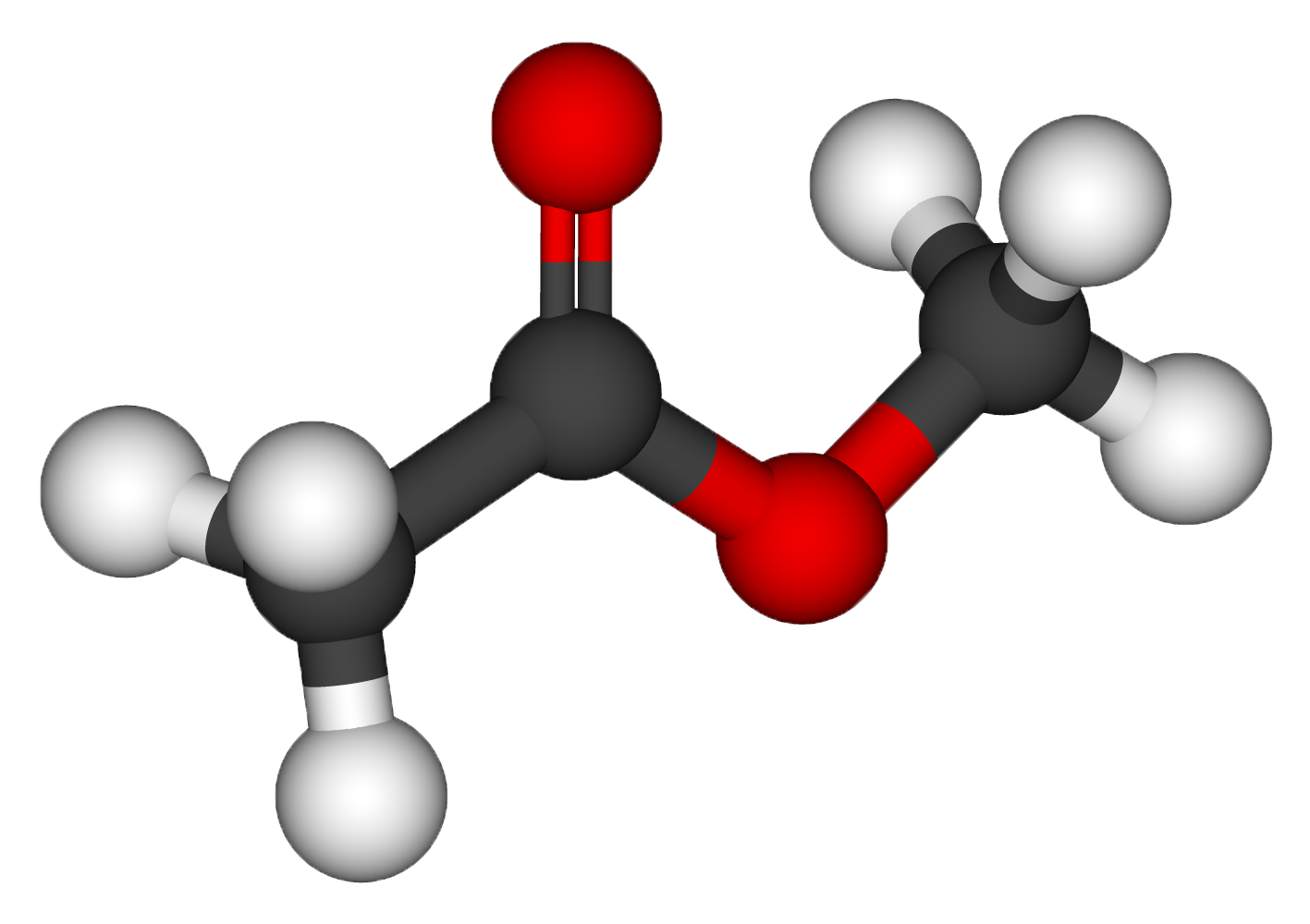
Estructura de l'acetat de metil

Els èsters són substàncies orgàniques caracteritzades per la presència del grup funcional {\displaystyle {\ce {-COOR}}}, és a dir, per la unió del grup acil amb un grup alquil.En el cas d'èsters d'àcids inorgànics (nítric, sulfúric, fosfòric), el grup alquil va lligat al residu d'àcid mineral (-NO₂, -SO₃H, -PO₃H₂).
La paraula «èster», igual que «èter», ve del grec αιθἠρ, aire lleuger, que indica que aquests composts són molt volàtils (el metanoat de metil bull a 32 °C, l'acetat de metil a 57 °C, etc.).
D'acord amb les normes de la IUPAC, els èsters són designats expressant primerament la part que prové de l'àcid carboxílic per un substantiu format afegint el sufix -oat (precedit d'una n etimològica) el nom de l'hidrocarbur del mateix nombre d'àtoms de carboni que l'àcid, i després el nom del radical de la part catiònica, com ara heptanoat d'etil. Quan hom utilitza els noms trivials corrents dels adjectius característics dels àcids, com fòrmic, acètic, benzoic, etc., el substantiu que en deriva per designar la part aniònica és el format canviant el sufix -ic d'aquests adjectius pel sufix -at, com en el cas de l'acetat d'etil. Si hom no pot formar el nom de l'anió, acostuma a emprar perífrasis, com èster benzílic de la metionina.
Per hidròlisi els èsters regeneren l'àcid i l'alcohol; això és important sobretot per als èsters naturals (ceres, olis i greixos; en el cas dels dos darrers, si la hidròlisi és bàsica hom obté els sabons).
Els èsters de baixa massa molecular són molt emprats com a solvents (acetat de metil, d'etil i de butil), i els èsters nítrics de polialcohols tenen importància com a explosius (trinitroglicerina o, millor, trinitrat de glicerina, trinitrat de cel·lulosa, etc.) i en l'obtenció de cel·luloide. Els èsters d'àcids no saturats, com els dels àcids acrílic i metacrílic, es polimeritzen amb facilitat i donen matèries plàstiques, d'un gran consum (acrilats, metacrilats). Els èsters fosfòrics i tiofosfòrics han adquirit importància com a insecticides. La sal sòdica del sulfat àcid de lauril, sulfat de lauril sodi, s'empra extensament com a detergent, fins i tot amb aigües dures, ja que el sulfat de lauril calci és un poc soluble en aigua. També destaquen els èsters que formen part d'essències naturals i s'empren en la composició dels perfums sintètics: olor d'albercoc (butanoat d'etil i butanoat d'amil), de brandi i vi (heptanoat d'etil), de pera (acetat d'isoamil), de plàtan (acetat d'isoamil), de pinya (butirat de butil), de raïm (metanoat d'etil i heptanoat d'etil), de rom (propionat d'isobutil), de taronja (acetat d'octil), etc.

### Amides

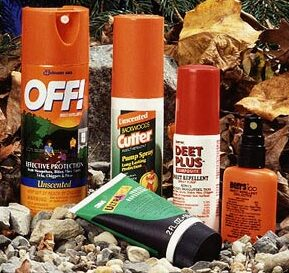
Algunes amides s'empren com a repel·lents d'insectes

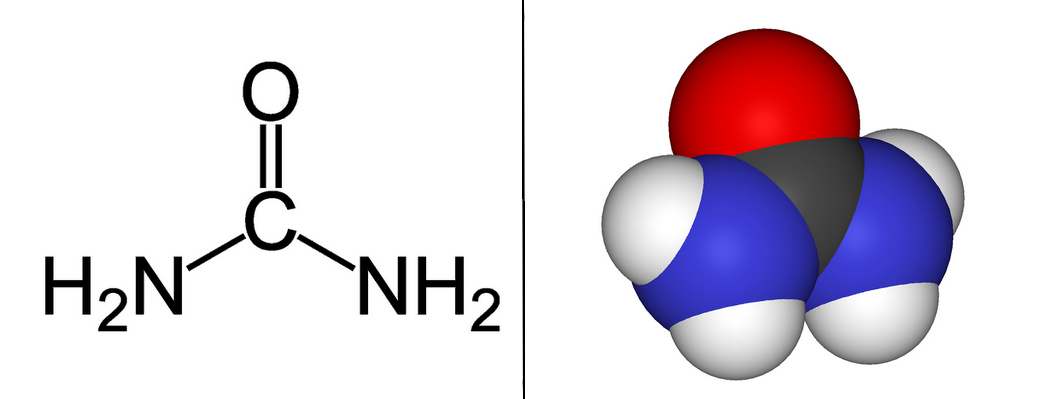
Estructura de la urea. Negre carboni, blanc hidrogen, vermell oxigen i blau nitrogen

Les amides són composts orgànics que deriven formalment de l'amoníac o d'una amina primària o secundària per substitució per radicals acil d'un hidrogen (amides primàries), de dos hidrògens (amides secundàries) o de tres hidrògens (amides terciàries). Les úniques importants són les amides primàries, en general dites simplement amides. Llur fórmula general és {\displaystyle {\ce {R-CONR'R''}}}, en la qual els radicals R, R', R" poden ésser hidrogen o un grup hidrocarbonat.
El nom amida ve del francès amide, format amb el radical de ammoniaque i -ide, sufix que indica la presència d'un àcid, provinent del mot acide.
Les amides s'anomenen canviant en el nom de l'àcid carboxílic {\displaystyle {\ce {R-COOH}}} el sufix «-ic» i «-oic» per «-amida» o la terminació carboxílic per carboxamida. Per excepció, l'amida de l'àcid oxàlic s'anomena oxamida. Exceptuant la formamida, les amides no substituïdes en el nitrogen són sòlides, i llurs punts de fusió i d'ebullició són superiors als dels àcids corresponents.
Les amides són poc bàsiques, a causa de la important contribució de la forma ressonant b en la qual el nitrogen ja no suporta el parell d'electrons no compartits al qual són degudes les propietats bàsiques de les amines. A causa d'aquesta ressonància, la reactivitat del carbonil amídic enfront d'agents nucleòfils és menor que la dels carbonils dels àcids, èsters, etc.
Les amides es preparen principalment: per acilació de l'amoníac o d'amines primàries o secundàries per destil·lació lenta de sals amòniques d'àcids carboxílics i també per hidratació, en el medi àcid o bàsic, de nitrils.
Les amides monomèriques són rares en la natura, amb poques excepcions, tals com la urea. Cal notar, però, que els constituents principals de la trama estructural de la matèria viva, els pèptids i les proteïnes, són poliamides, en les quals es manifesta la solidesa de l'enllaç amídic.
Les aplicacions de les amides són molt diverses. A més de llur utilització com a intermediaris de síntesi, moltes d'aquestes són emprades directament com a solvents, plastificants, estabilitzants, medicaments, etc. Imitant la natura, l'home sintetitza, a més, diversos polímers poliamídics, que són emprats per a la fabricació de fibres sintètiques (perló, niló) i en la indústria dels plàstics.

### Amines

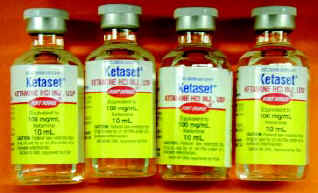
Injectables de ketamina emprats a veterinària

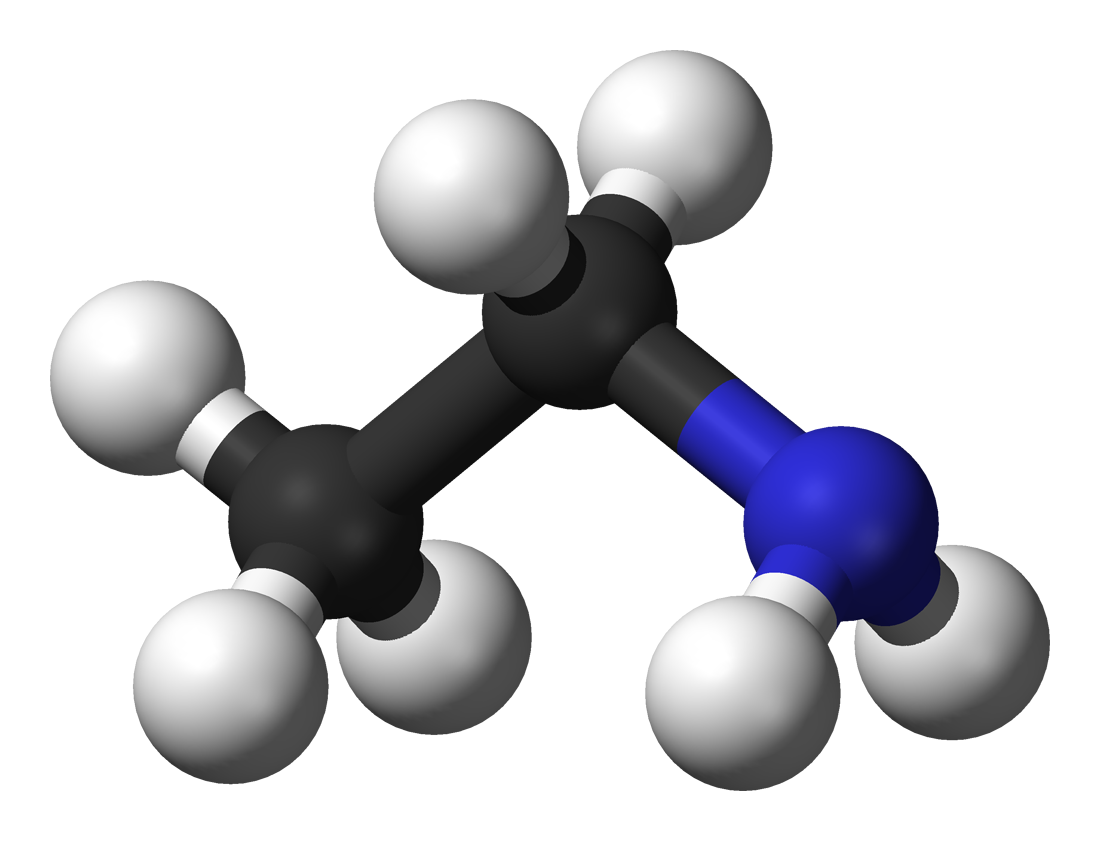
Etilamina

Les amines són composts orgànics que deriven formalment de l'amoníac, NH₃, per substitució d'un o més àtoms d'hidrogen per grups hidrocarbonats R. Les amines són primàries RNH₂, secundàries R¹R²NH o terciàries R¹R²R³N, segons que hi hagi un, dos o tres hidrògens substituïts.
En la nomenclatura sistemàtica, les amines primàries s'anomenen afegint el sufix -amina bé al nom del grup R, bé al nom del compost RH. Exemple: metilamina CH₃NH₂. Les amines secundàries i terciàries simètriques s'anomenen afegint els prefixos di- i tri-, i les no simètriques considerant-les productes de substitució de l'amina primària més complicada. Exemples: trietilamina (C₂H₅)₃N. Quan el grup -NH₂ no és el principal en la molècula, per a designar-lo és emprat el prefix amino-. Exemple: àcid p-aminobenzoic. Per a diverses amines importants, la IUPAC ha acceptat també noms trivials, tals com anilina, adenina, etc.
Les amines primàries i secundàries poden formar enllaços d'hidrogen i tenen, per tant, punts d'ebullició superiors als dels hidrocarburs de massa molecular similar. Per la mateixa raó, els termes més senzills de la sèrie són solubles en aigua.
Les amines són composts bàsics a causa del parell d'electrons no compartits del nitrogen, que poden captar un protó. Les amines aromàtiques, com l'anilina, són molt menys bàsiques que les alifàtiques, a causa de la participació del parell electrònic no compartit en la ressonància del nucli aromàtic.
Com a conseqüència de la seva basicitat, les amines donen amb els àcids inorgànics sals cristal·lines d'elevat punt de fusió i molt higroscòpiques. Les amines lliures s'oxiden fàcilment i donen òxids d'amina, cosa que les fa útils com a antioxidants. Les amines són preparades bé per reducció de composts nitrogenats de grau d'oxidació superior, tals com nitroderivats, nitrils, imines, amides i oximes, bé per alquilació de l'amoníac, reacció que malgrat donar mescles d'amines primàries, secundàries i terciàries té interès industrial, puix que els diversos productes poden ésser separats amb una adequada destil·lació fraccionada.
Les amines participen de manera destacada en els sistemes bioquímics, estan àmpliament distribuïdes en la natura en forma d'aminoàcids, proteïnes, alcaloides i vitamines. Molts de derivats d'amines complexes tenen una activitat fisiològica pronunciada, per exemple la penicil·lina, LSD, el verí de la cicuta, la novocaïna. S'empren per obtenir medicaments (sulfamides i anestèsics locals). La fibra sintètica niló s'obté a partir de dos components, un dels quals és una amina.

## Principals grups de composts inorgànics

### Hidrurs

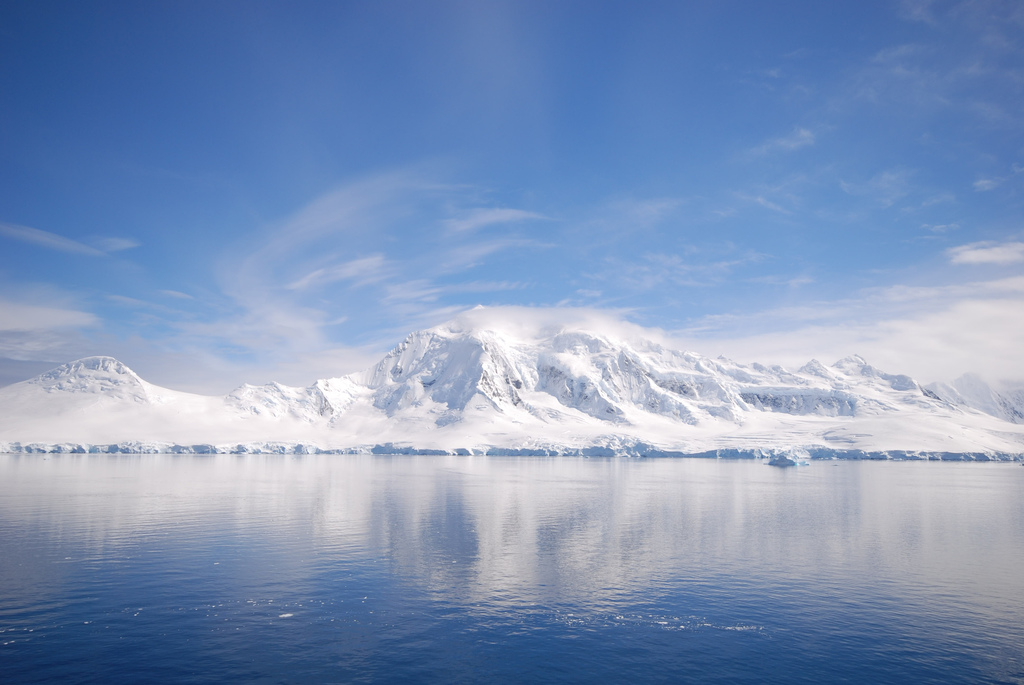
Aigua, l'hidrur d'oxigen

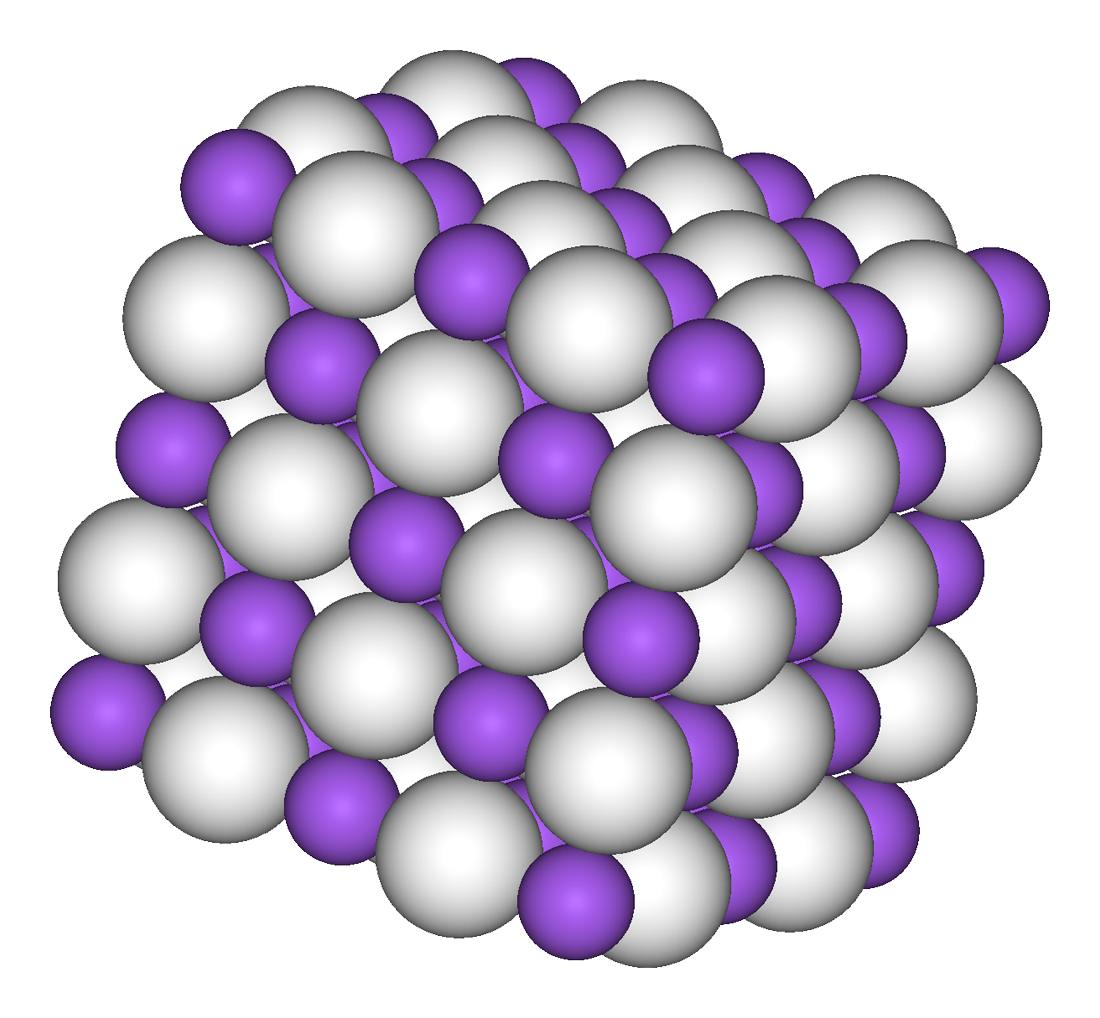
Estructura cristal·lina de l'hidrur de sodi. En blanc els anions hidrur, H^{-} i en lila els cations sodi, Na^{+}

Combinació de l'hidrogen amb un element, gairebé sempre metàl·lic.
- Els hidrurs iònics formen xarxes cristal·lines amb anions hidrur, H-, i cations dels metalls. Els hidrurs alcalins tenen una estructura cristal·lina de cares centrades, mentre que els alcalinoterris tenen una estructura cúbica de cares centrades. Són sòlids a temperatura ambient i amb les propietats característiques dels composts iònics.
- Els hidrurs moleculars són substàncies d'enllaç covalent del tipus B₂H₆, PH₃, AsH₃, obtingudes fent reaccionar l'hidrogen atòmic sobre el no metall.
- Els hidrurs radicals són agrupaments diatòmics incomplets, identificats per l'anàlisi espectral, en l'atmosfera estel·lar; no han pogut ésser aïllats a causa de llur labilitat química i de llur curtedat de vida. Hom els considera com a radicals lliures.
- Els hidrurs d'inserció són composts obtinguts fent absorbir l'hidrogen per certs elements de transició, com el titani (TiH₂). Hom suposa que l'hidrogen s'introdueix en les fissures intersticials de la malla metàl·lica i en modifica les propietats.

Els hidrurs són emprats com a agents reductors, com a carburants molt energètics i com a intermediaris de síntesi, molts dels quals, però, tenen un interès exclusivament teòric.

### Òxids

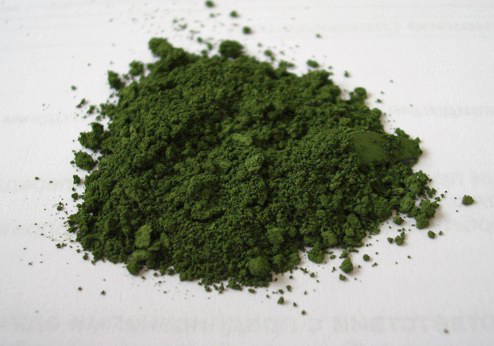
Òxid de crom (III)

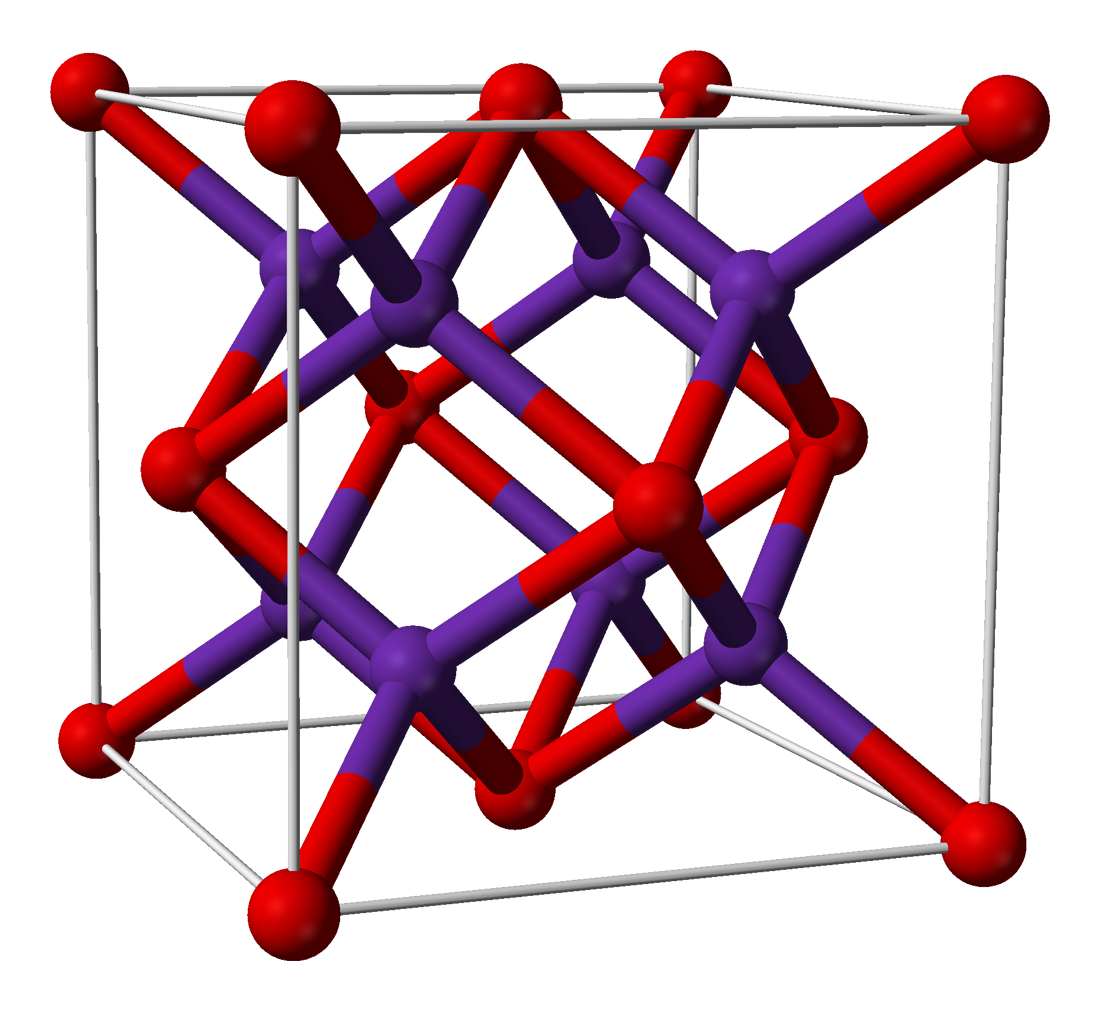
Estructura cristal·lina de l'òxid de rubidi

Els òxids inorgànics són combinació de l'oxigen amb qualsevol element, excepte el fluor. També reben aquest nom alguns epòxids simples (com l'òxid d'etilè), formes oxidades dels nitrils i les amines (com els òxids de nitril i els òxids d'amina) i algunes substàncies que contenen oxigen en llur estructura (com l'òxid de cacodil i l'òxid de mesitil), però són òxids orgànics.
Els òxids inorgànics poden ésser denominats anteposant al nom de l'element el mot òxid, amb els prefixos numèrics escaients, o bé mitjançant el sistema de Stock.
Els òxids són generalment obtinguts per reacció directa de l'oxigen amb l'element a alta temperatura. També poden ésser obtinguts per descomposició tèrmica d'altres substàncies més complexes i per reacció amb l'oxigen de composts tals com hidrurs metàl·lics, sulfurs i halurs.
- Amb els no metalls formen composts moleculars, volàtils, amb enllaç covalent. Exemples són el monòxid de carboni, CO, el diòxid de carboni, CO₂, el diòxid de sofre, SO₂, el monòxid de nitrogen, NO, el triòxid de dinitrogen, N₂O₃, el diclorur de pentaoxigen, O₅Cl₂, etc.
- Amb els metalls l'oxigen forma sòlids cristal·lins, amb enllaç, generalment iònic, degut a la baixa polarització de l'anió oxigen, O2-. Exemples són l'òxid de sodi, Na₂O, l'òxid de ferro(III), Fe₂O₃, l'òxid de calci, CaO, l'òxid de zinc, ZnO, etc. Tanmateix, els òxids de metalls d'alta valència són volàtils, amb enllaç amb marcat caràcter covalent.

Els òxids tenen un gran nombre d'aplicacions en la indústria (semiconductor, ciment, vidre, pintura, refractari).

### Àcids

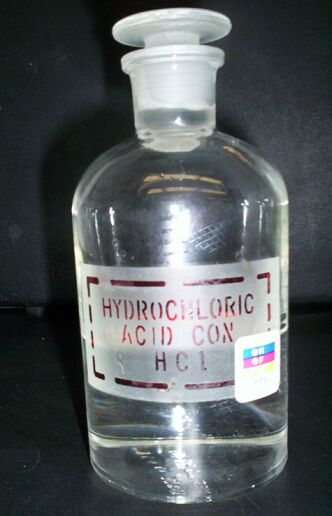
Àcid clorhídric

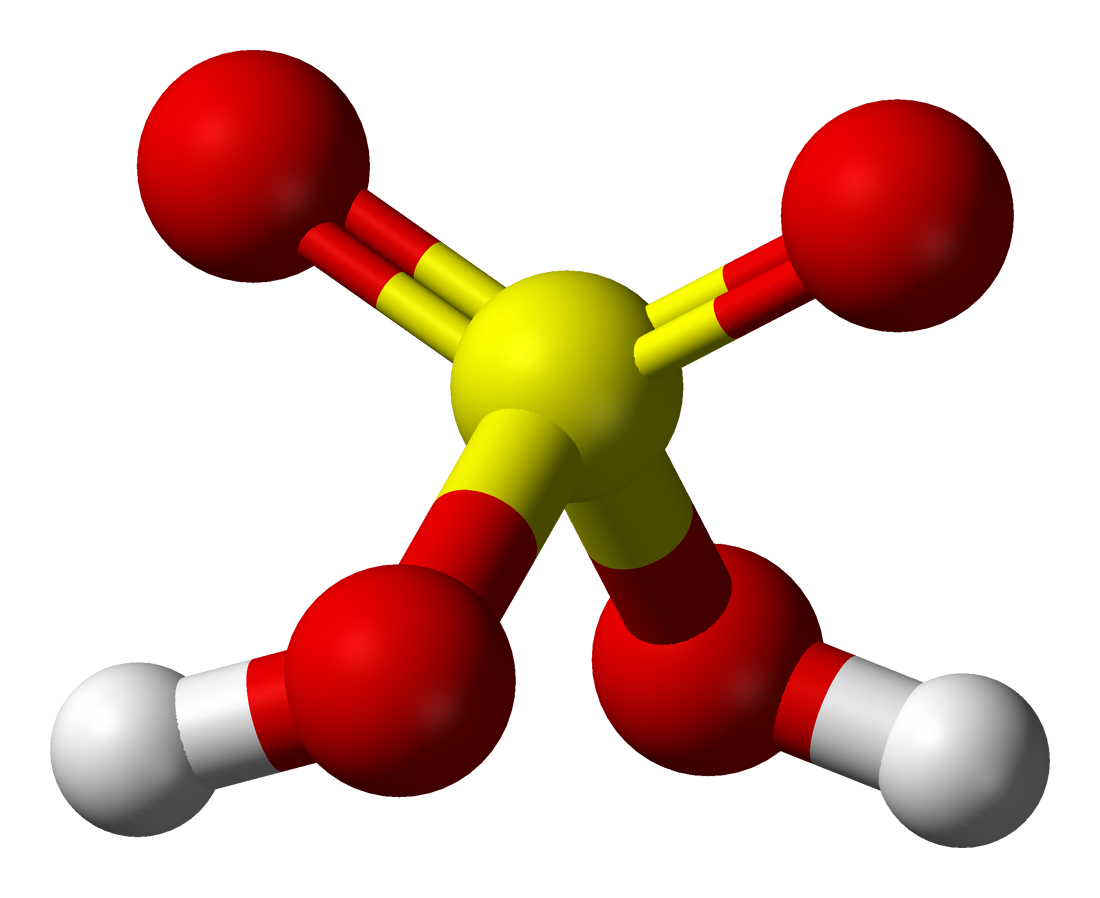
Molècula d'àcid sulfúric, H₂SO₄. En groc el sofre, en vermell els oxígens i en blanc els hidrogens

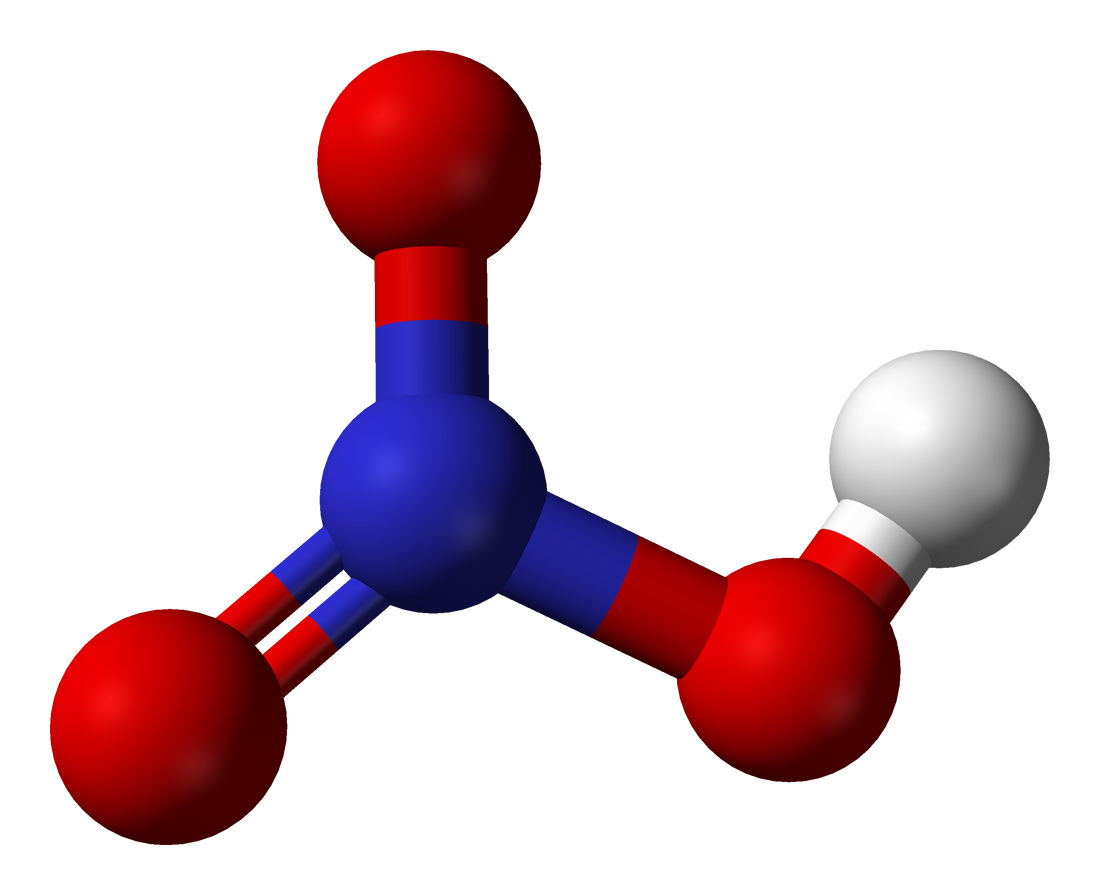
Molècula d'àcid nítric, HNO₃. En blau el nitrogen, en vermell els oxígens i en blanc l'hidrogen

- Hidràcids: Els àcids que no presenten oxigen en la seva estructura s'anomenen hidràcids. Són hidrurs de no metalls en dissolució aquosa. En les seves molècules l'hidrogen es troba enllaçat mitjançant un enllaç covalent a un àtom d'un element químic molt electronegatiu (halògens, sofre, seleni i tel·luri) per la qual cosa l'enllaç està molt polaritzat i es romp fàcilment en dissolució aquosa, donant lloc a la dissociació de l'àcid.

Els hidràcids més importants són: Àcid fluorhídric, HF(aq) - àcid clorhídric, HCl(aq) - àcid bromhídric, HBr(aq) - àcid iodhídric, HI(aq) - àcid sulfhídric, H₂S(aq)
- Oxoàcids: Els oxoàcids són composts inorgànics on un àtom central electronegatiu es troba enllaçat mitjançant enllaç covalent a diversos oxígens que amb enllaços dobles i simples completant les valències de l'àtom central. Els oxígens que es troben enllaçats mitjançant un enllaç simple a l'àtom central s'enllacen també a un àtom d'hidrogen. Aquest enllaç està molt polaritzat la qual cosa fa que sigui bo de dissociar.

Oxoàcids més importants:Àcid arsènic, H₃AsO₄ - Àcid arsenós, H₂AsO₃ - Àcid bòric, H₃BO₃ - Àcid bròmic, HBrO₃ - Àcid carbònic, H₂CO₃ - Àcid clòric, HClO₃ - Àcid clorós, HClO₂ - Àcid cròmic, H₂CrO₄ - Àcid difosfòric, H₂P₂O₇ -Àcid fosfòric, H₃PO₄ - Àcid fosforós, H₃PO₃ - Àcid hipobromós, HOBr(aq) - Àcid hipoclorós, HOCl(aq) - Àcid hipofosforós, H₃PO₂ - Àcid iòdic, HIO₃ - Àcid nítric, HNO₃ - Àcid nitrós, HNO₂ - Àcid perclòric, HClO₄ - Àcid perdisulfúric, H₂S₂O₈ - Àcid periòdic, HIO₄ - Àcid permonosulfúric, H₂SO₅ - Àcid selènic, H₂SeO₄ - Àcid selenós, H₂SeO₃ - Àcid silícic, H₄SiO₄ - Àcid sulfàmic, NH₂SO₃H - Àcid sulfúric, H₂SO₄ - Àcid sulfurós, H₂SO₃ - Àcid tel·lúric, H₂TeO₄ - Àcid tel·lurós, H₂TeO₃
- Aplicacions dels àcids inorgànics.
  - Àcid sulfúric, H₂SO₄. L'àcid sulfúric és l'àcid que s'empra en major quantitat, s'empra en la indústria química per a la preparació d'altres àcids, de sulfats i de carbonats. En la producció de pintures, sulfonació de greixos, en la indústria tèxtil, en la refineria del petroli, en la producció de ferro i acer, en els acumuladors de plom i en la fabricació d'explosius.
  - Àcid nítric, HNO₃. L'àcid nítric s'empra en la fabricació d'explosius, colorants, seda artificial, plàstics, fertilitzants i en la fabricació d'àcid sulfúric.
  - Àcid clorhídric, HCl. S'empra en la indústria tèxtil, en la dels colorants, per a la neteja dels metalls en la indústria del galvanitzat i de l'estanyat, per a la manufactura de filferros, en el procés de gravat, en la fabricació de dextrosa, gelatina i sabons, en la purificació d'arenes i argiles per a la fabricació de porcellanes i en l'elaboració de clor, clorurs i derivats.[8]

### Hidròxids

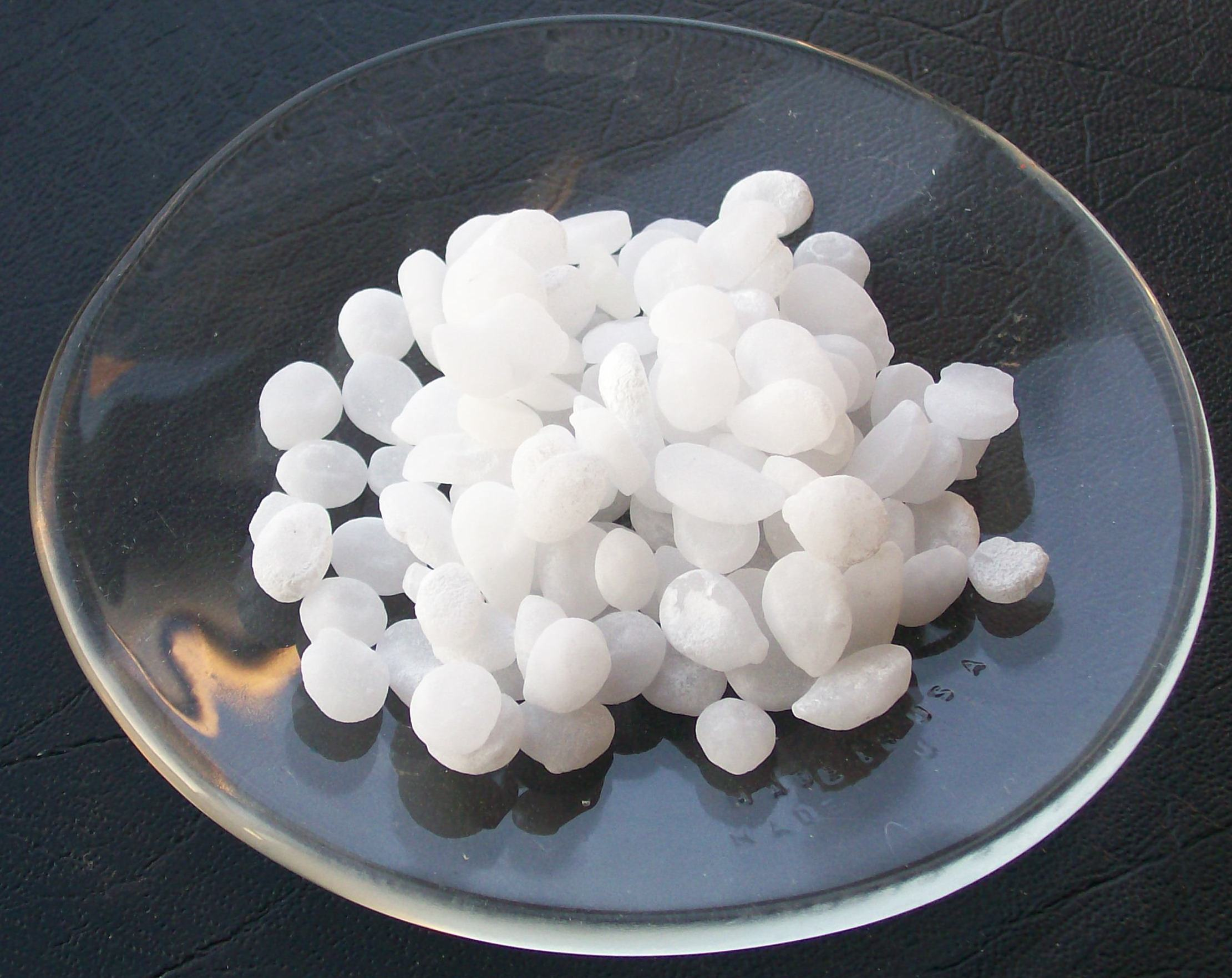
Hidròxid de sodi

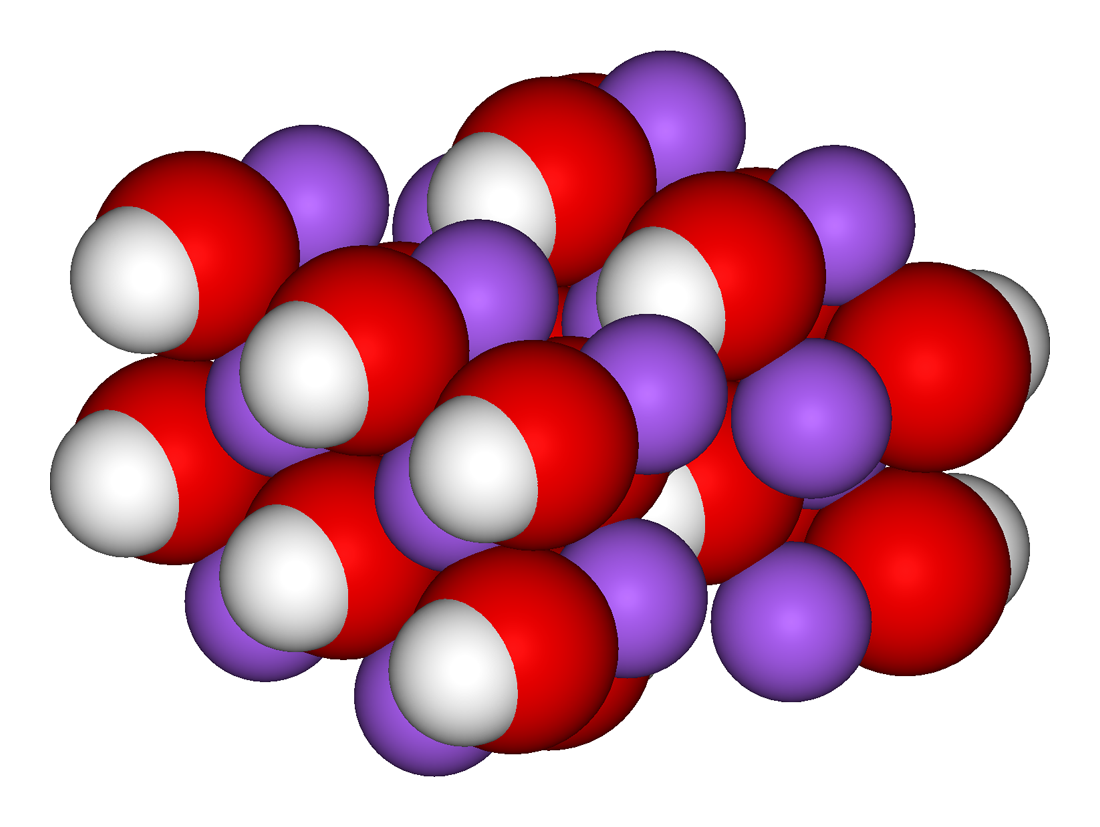
Estructura cristal·lina de l'hidròxid de sodi, NaOH. En lila el sodis, en vermell els oxígens i en blanc els hidrògens

Els hidròxids estan constituïts per anions hidroxil, OH-, i cations metàl·lics. En augmentar la capacitat de polarització del catió s'accentua el caràcter parcialment covalent de l'enllaç metall-oxigen, i l'estabilitat de l'hidròxid disminueix. Els hidròxids dels elements més electropositius (alcalins, alcalinoterris…) poden fondre's sense descompondre's (els dels alcalins poden, fins i tot, vaporitzar-se). En canvi, no es coneixen hidròxids en molt alt estat d'oxidació.
Els alcalins són els únics solubles en aigua. Els més reactius són els alcalins i els alcalinoterris. La propietat més destacada és el caràcter bàsic, tant en dissolució aquosa com en estat fus.

### Sals

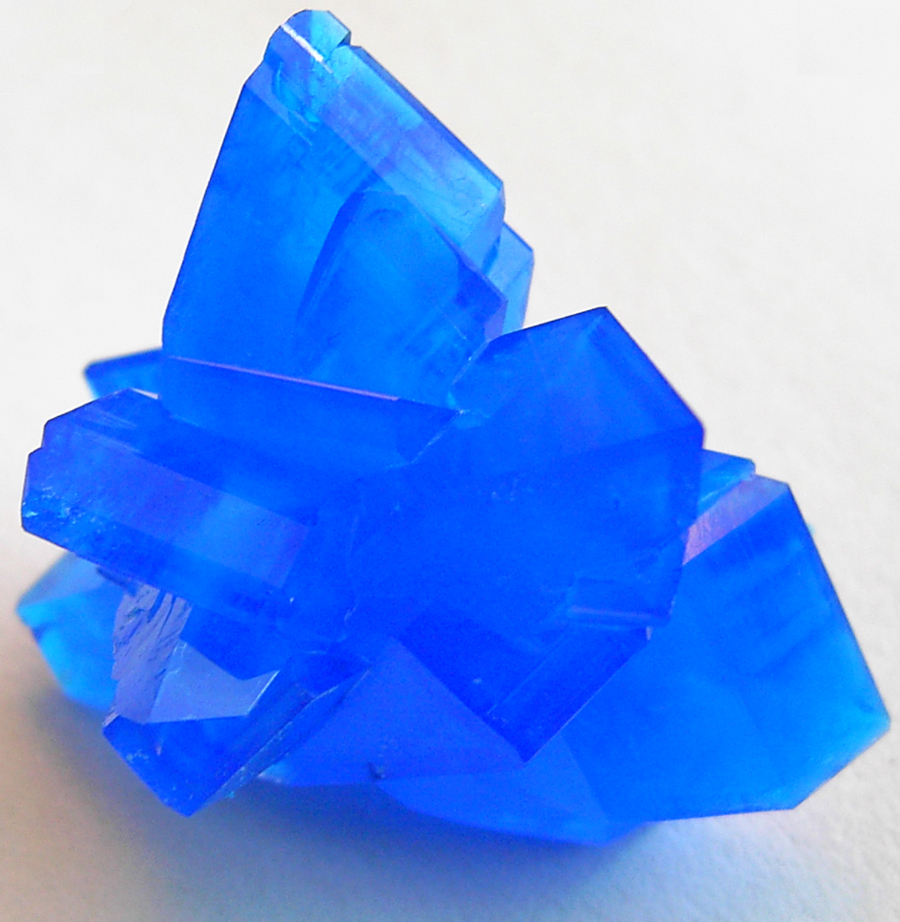
Cristall de sulfat de coure (II) pentahidratat

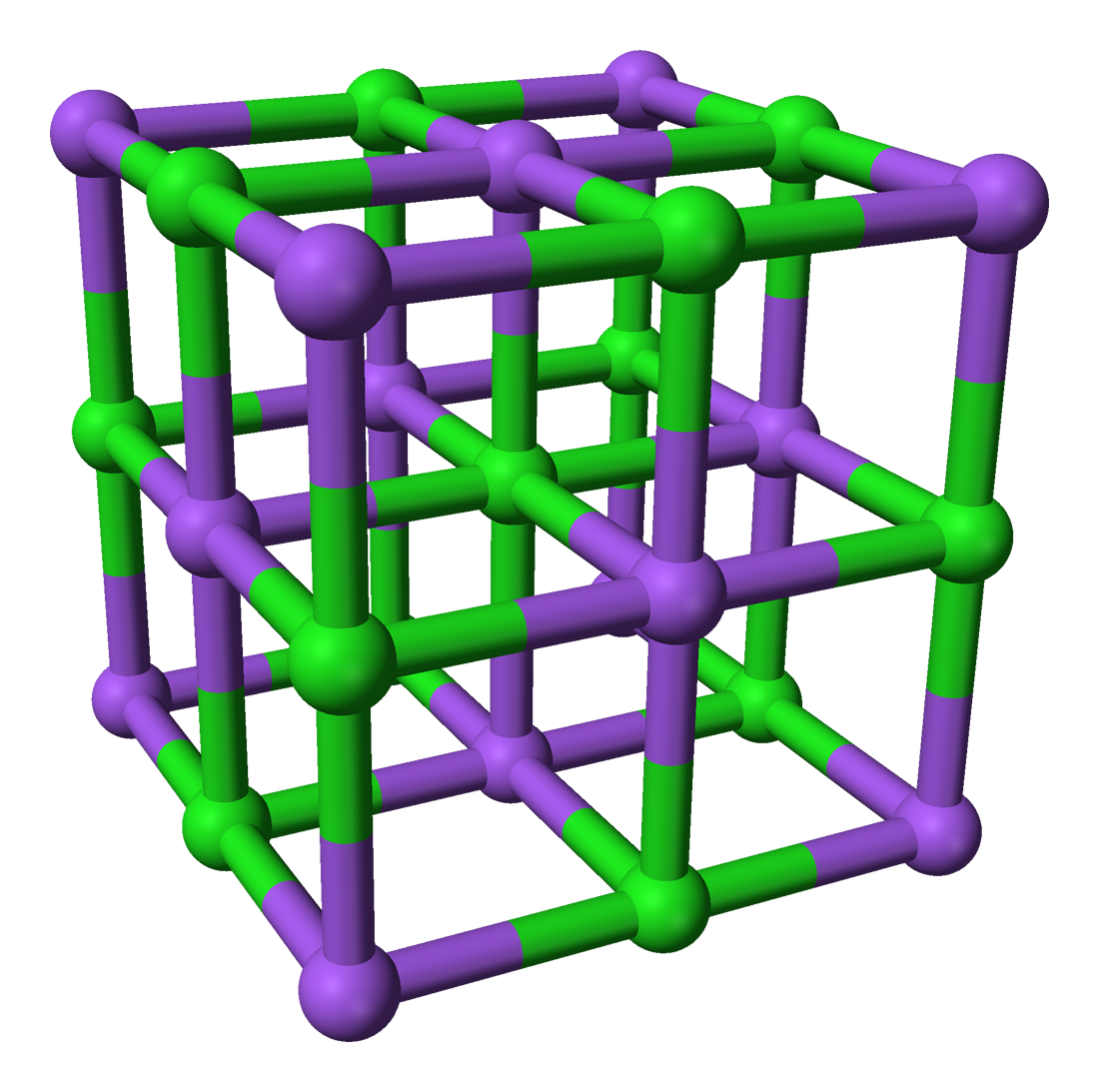
Estructura cristal·lina del clorur de sodi, NaCl. En verd els anions clorur, Cl^{-} i en lila els cations sodi, Na^{+}

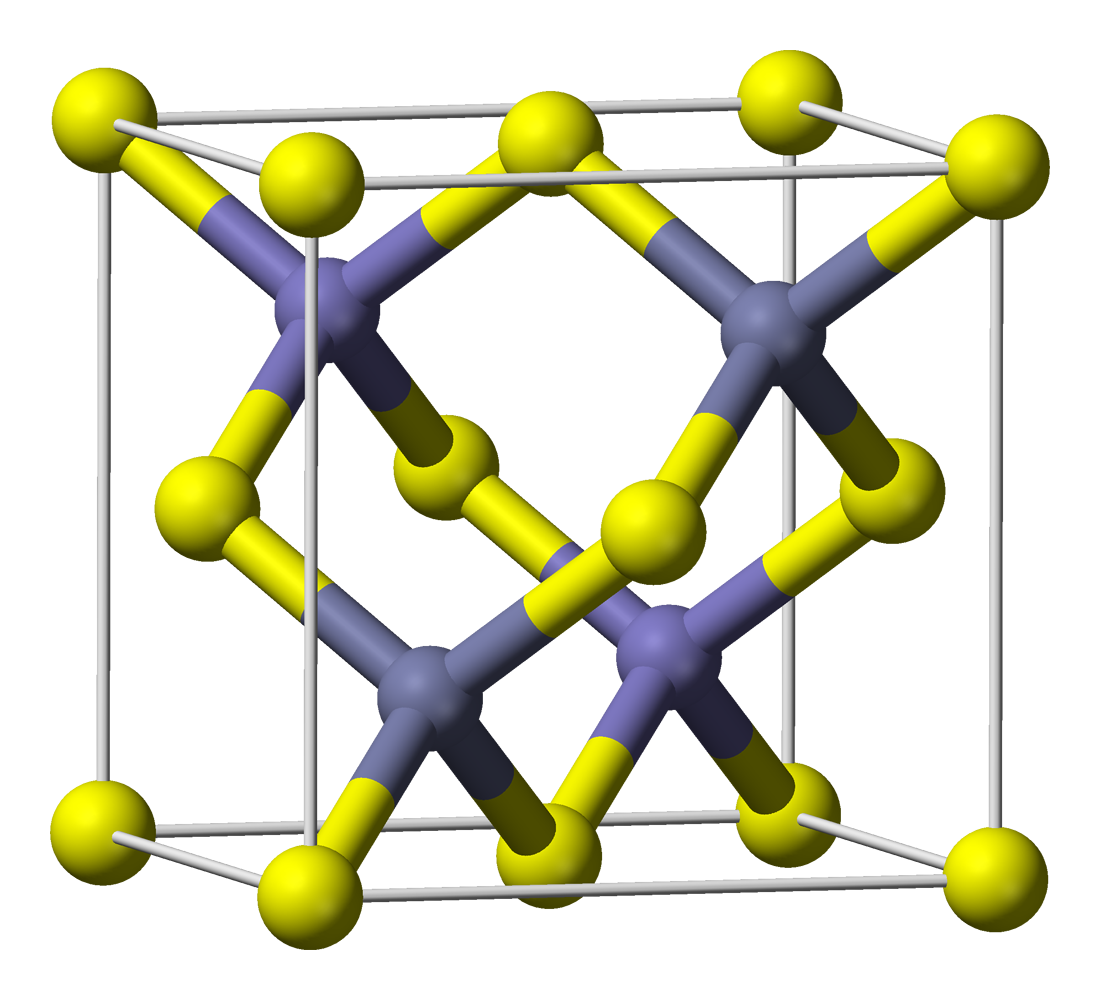
Estructura cristal·lina de la blenda de zinc, ZnS. En groc els anions sulfur, S^{2-} i en gris els cations zinc, Zn^{2+}

Les sals són composts iònics formats per combinacions d'anions amb cations metàl·lics. Tenen les propietats característiques dels composts iònics: són sòlids cristal·lins de punt de fusió elevat, presenten conducció de l'electricitat en l'estat líquid i conductivitat electrolítica en llurs solucions aquoses. Això no obstant, hi ha tota una gradació en el caràcter covalent o iònic de l'enllaç, el qual depèn fonamentalment de la diferència d'electronegativitat i de grandària dels ions que constitueixen la sal. Dos exemples extrems són el fluorur de cesi, CsF, que és totalment iònic, i el tetraclorur de titani, TiCl₄, que presenta un caràcter covalent molt accentuat. Quant a la solubilitat, les sals de caràcter iònic són generalment solubles en dissolvents de constant dielèctrica elevada, com és ara l'aigua, a desgrat de les que presenten una energia reticular molt gran, mentre que les de tipus més covalent se solubilitzen en dissolvents apolars (tetraclorur de carboni, etc.). D'altra banda, moltes sals iòniques formen hidrats, la tendència a la formació dels quals és donada pel guany energètic que suposa la solvatació, enfront de l'energia necessària per a trencar el reticle cristal·lí de la forma anhidra.
Segons llur constitució, les sals poden classificar-se en:
- Sals simples: són les sals formades pel catió d'una base i l'anió d'un àcid amb l'estequiometria adequada, com el clorur de sodi, NaCl, o el nitrat de potassi (KNO₃). N'hi ha de dos tipus:
  - Sals binàries. Són sals simples constituïdes per anions d'un sol element químic. Exemples: fluorur de sodi, NaF, clorur de magnesi, MgCl₂, bromur de potassi, KBr, iodur de plom(II), PbI₂.
  - Sals ternàries o oxisals. Són sals simples en les quals l'anió prové d'un oxoàcid. Exemples: nitrat d'argent, AgNO₃, dicromat de potassi, K₂Cr₂O₇, sulfat de ferro(III), Fe₂(SO₄)₃.
- Sals àcides: Són sals que contenen àtoms d'hidrogen àcids, com l'hidrogencarbonat de sodi, NaHCO₃.
- Sals dobles: Són sals que s'originen, en general, per cristal·lització de solucions que contenen mescles d'ions, com ara els alums, i les oxisals i hidroxisals, conegudes genèricament com a sals bàsiques, en les quals intervenen oxocations o hidroxications, com l'oxiclorur de bismut, BiClO, i l'hidroxiclorur de magnesi, MgCl(OH).

Quant a la nomenclatura, les sals són anomenades esmentant primer l'anió i després el catió, amb els prefixos numèrics corresponents. La presència d'hidrogen àcid és indicada mitjançant el prefix hidrogen- anteposat al nom de l'anió, mentre que en la nomenclatura de les oxisals i hidroxisals són emprats els prefixos oxi- i hidroxi- anteposats al nom de l'anió.

### Complexos

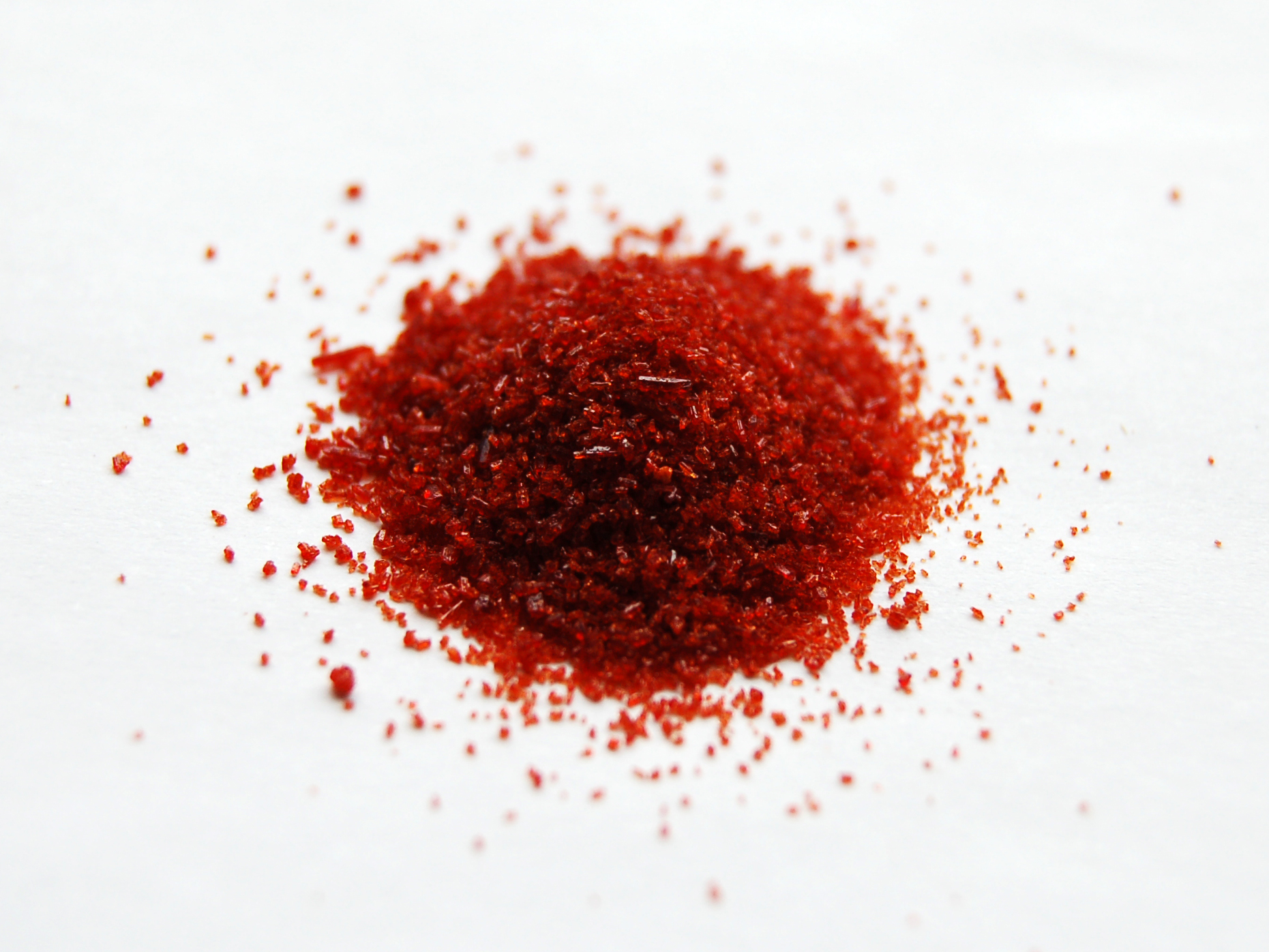
Nitroprussiat de sodi

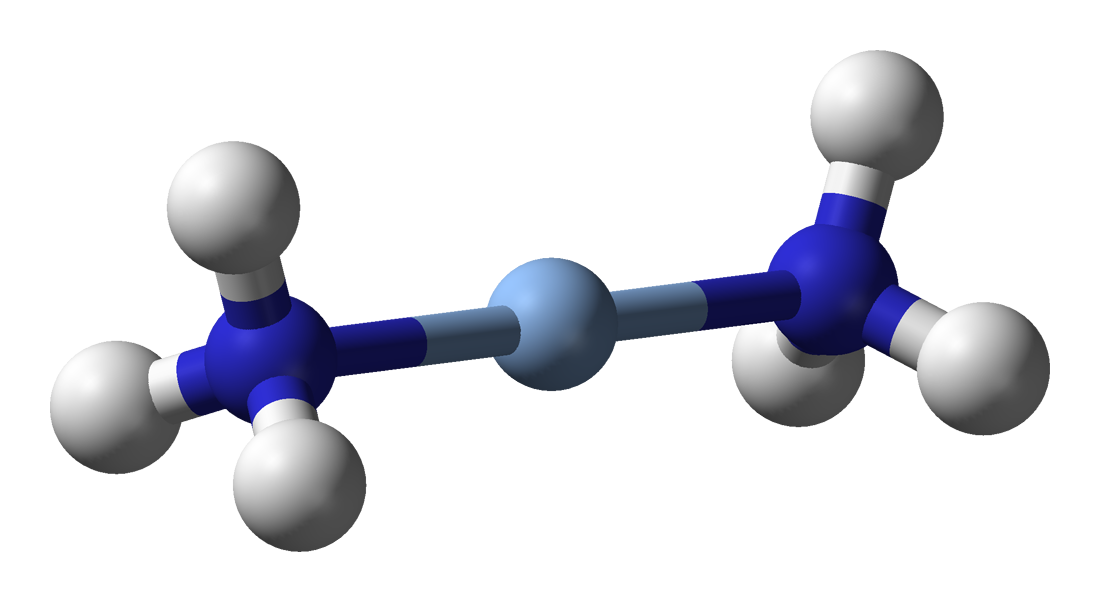
Diaminplata (I). En cel la plata, en blau els nitrògens i en blanc els hidrògens

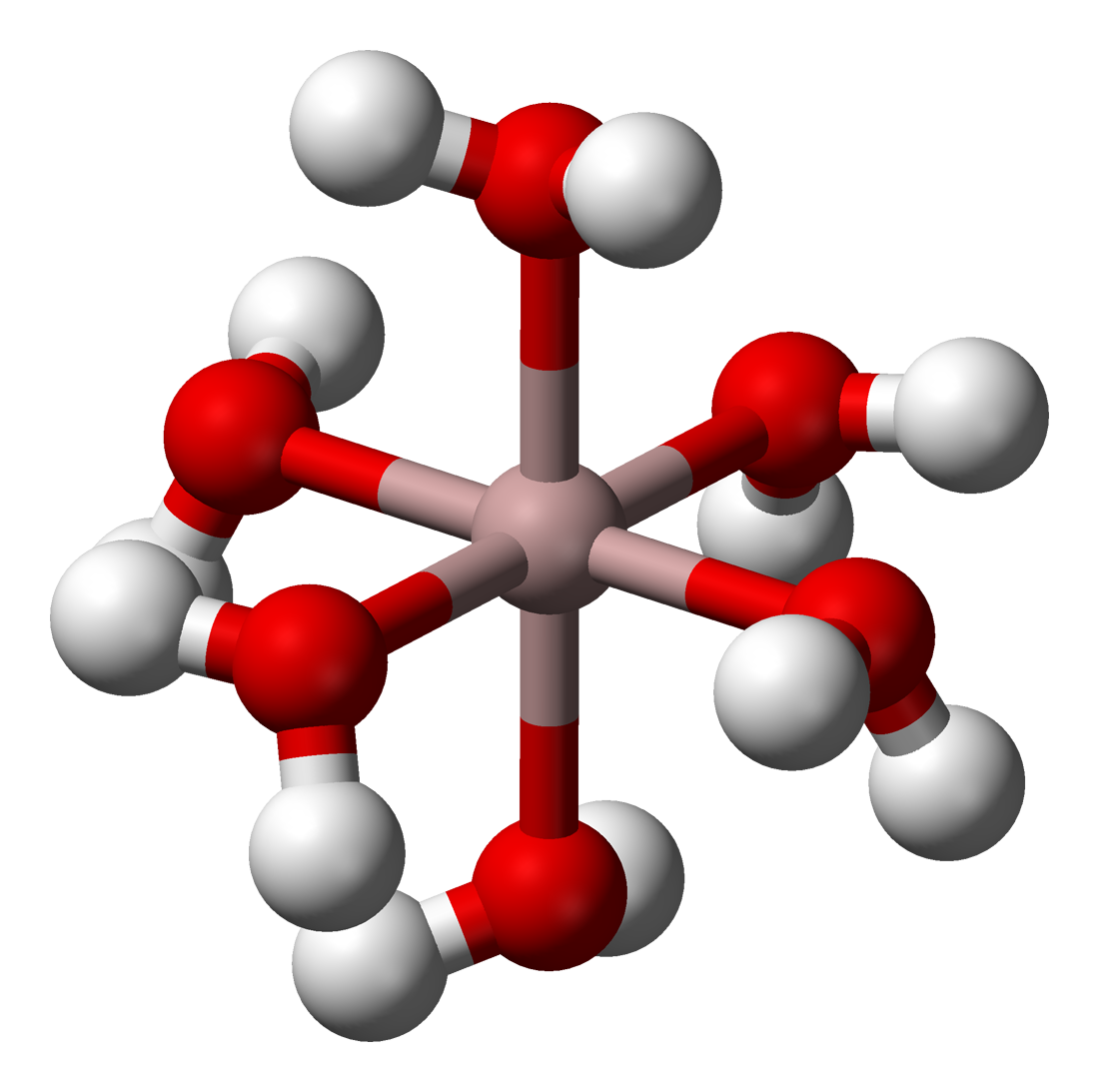
Hexaaquaalumini. En rosa l'alumini, en vermell els oxígens que formen molècules d'aigua juntament els hidrògens en blanc

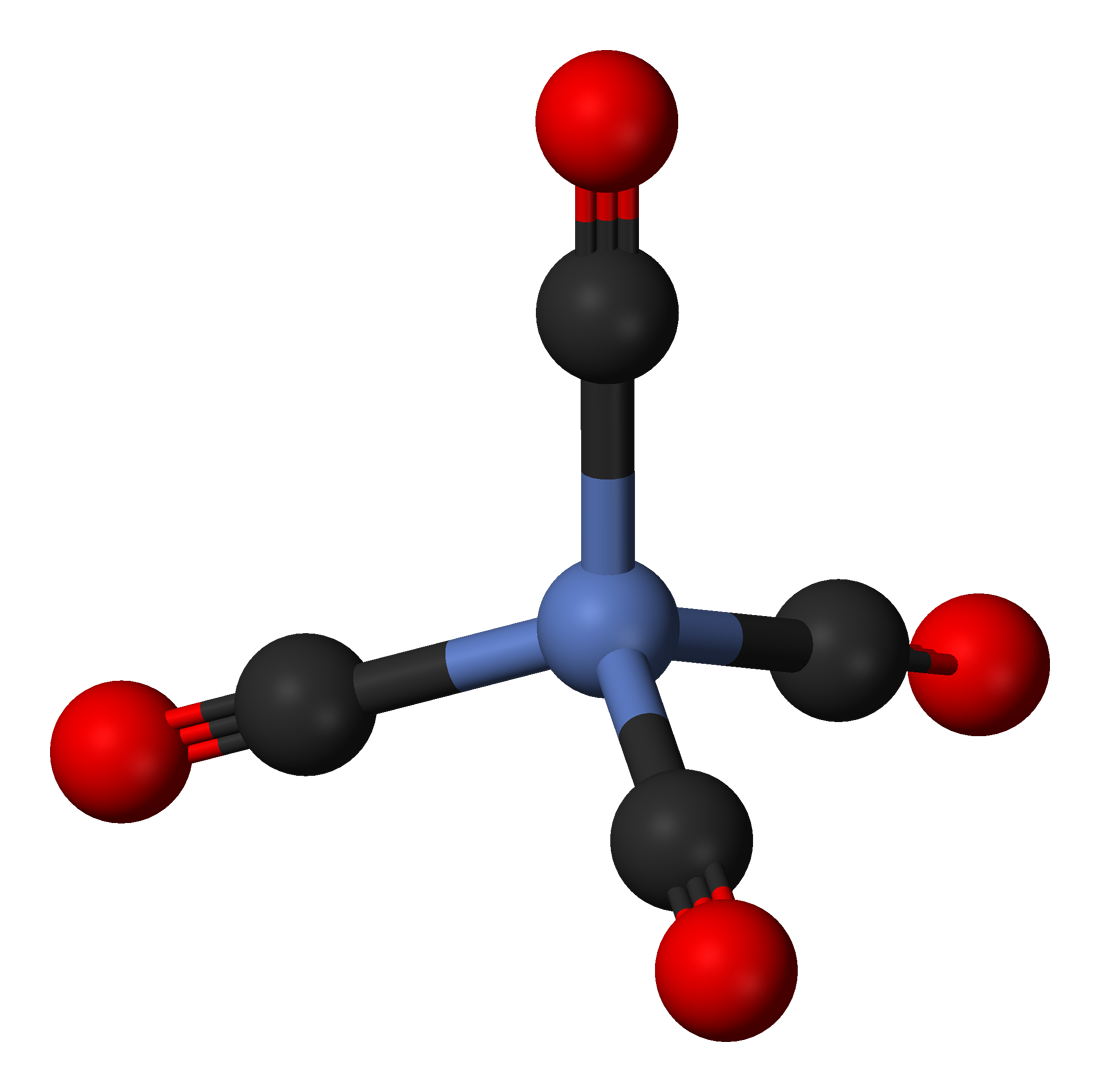
Tetracarbonilniquel(II). En blau el níquel i formant carbonils, CO, en negre els carbonis i en vermell els oxígens

Un complex és un compost químic que conté un àtom o un ió central, generalment d'un metall de transició, acceptador d'electrons, envoltat d'un grup d'ions o de molècules neutres (els lligands), donadors d'electrons.
La càrrega elèctrica del complex és la suma algebraica de les càrregues de l'ió central i dels lligands iònics, i hi ha complexos neutres, catiònics o aniònics.
La teoria de la coordinació d'Alfred Werner (1893) donà la primera interpretació de la natura d'aquests composts i postulà per als elements metàl·lics una valència primària (avui designada com a "estat d'oxidació") i unes valències secundàries (avui, "índex de coordinació"), dirigides cap a posicions definides en l'espai, les quals valències, segons Sidgwick, són capaces de compartir parelles d'electrons aportats pels lligands i formar, amb aquests, enllaços covalents datius o coordinats. Amb la teoria d'enllaç de valència de Linus Pauling (1940), primerament, i amb les del camp cristal·lí i del camp dels lligands (1951), després, hom aconseguí d'explicar bé la natura d'aquestes valències secundàries en funció dels orbitals buits disponibles de l'ió metàl·lic central, i les propietats estereoquímiques, magnètiques i òptiques dels complexos. El modern tractament per orbitals moleculars permet d'afinar els últims detalls de la interpretació.
Segons que el lligand s'uneixi a l'ió central per un sol dels seus àtoms o per uns quants, és qualificat de monodentat, bidentat, etc., i, en general, de polidentat, que saturen més d'una posició de coordinació del metall i formen estructures cícliques que hom anomena de quelat. Segons el nombre d'ions centrals presents, el complex és mononuclear, dinuclear, etc., o polinuclear (són polinuclears, per exemple, els isopoliàcids i els heteropoliàcids i llurs sals). En alguns casos, els lligands contenen sistemes d'electrons π més o menys deslocalitzats, que es poden unir amb metalls formant els complexos π (com els de tipus sandvitx, com el ferrocè). També hi ha complexos dits de transferència de càrrega, que són d'enllaç dèbil, correntment moleculars, caracteritzats per passar, per absorció de llum visible, a un estat excitat amb una transferència de càrrega, que dona lloc a un augment de la participació de la forma amb covalència dativa en l'híbrid de ressonància.
Segons que l'equilibri de la reacció de formació d'un complex a partir dels seus constituents estigui més o menys desplaçat cap al complex, hom diu que aquest és més o menys estable; segons que les reaccions de substitució dels lligands siguin més o menys lentes, hom diu que el complex és inert o làbil.
Els complexos tenen formes geomètriques definides segons el nombre i el tipus dels orbitals de l'ió metàl·lic que participen en l'enllaç. Les més corrents són la quadrada (hibridació dsp²) i la tetraèdrica (hibridació sp³), per als metalls d'índex de coordinació 4, i l'octaèdrica (hibridació d²sp³) per als d'índex 6. Aquestes estructures permeten, en molts casos, l'existència d'isòmers geomètrics i d'isòmers òptics.
Les propietats químiques dels complexos no són les de constituents separats, sinó unes altres de pròpies de la nova unitat. Si els complexos són estables i inerts, tals propietats desapareixen del tot; el procés és l'emmascarament, d'utilitat en la indústria i en l'anàlisi química per a evitar els efectes nocius de determinats metalls. La formació de complexos modifica les propietats acido-bàsiques dels constituents, en general exaltant la força àcida dels lligands; també modifica els potencials normals de reducció, de manera que molts estats d'oxidació anormals dels metalls són estabilitzats. Aquesta propietat confereix a alguns complexos una gran activitat catalítica, manifestada particularment en reaccions d'oxidació-reducció, algunes d'elles d'interès biològic.
Molts complexos intervenen com a catalitzadors en fase homogènia, o com a intermedis en molts altres tipus de reaccions (per exemple, els catalitzadors de Ziegler i Natta per a la polimerització de l'etilè són complexos d'alumini i titani). L'interès bioquímic dels complexos és molt gran, car molts enzims són actius només en presència de traces d'ions metàl·lics, i una posició de coordinació al metall és el centre actiu d'aquells.
Els reactius orgànics més importants de la química analítica són lligands formadors de complexos, generalment quelats; els caracteritza llur selectivitat o especificitat i llur sensibilitat, llur solubilitat en solvents orgànics que en fa possible l'extracció, o llur coloració intensa que permet la determinació absorciomètrica de molts metalls.

### Organometàl·lics

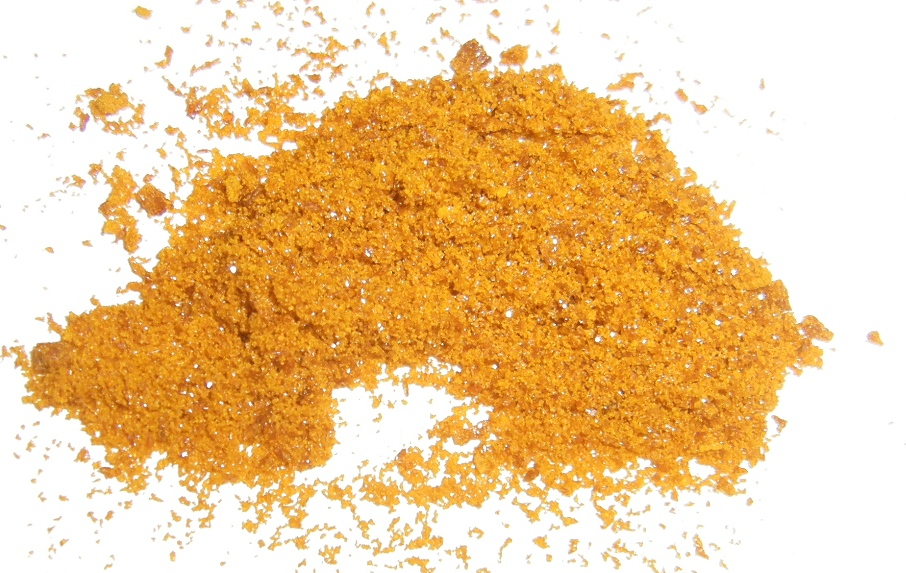
Ferrocè

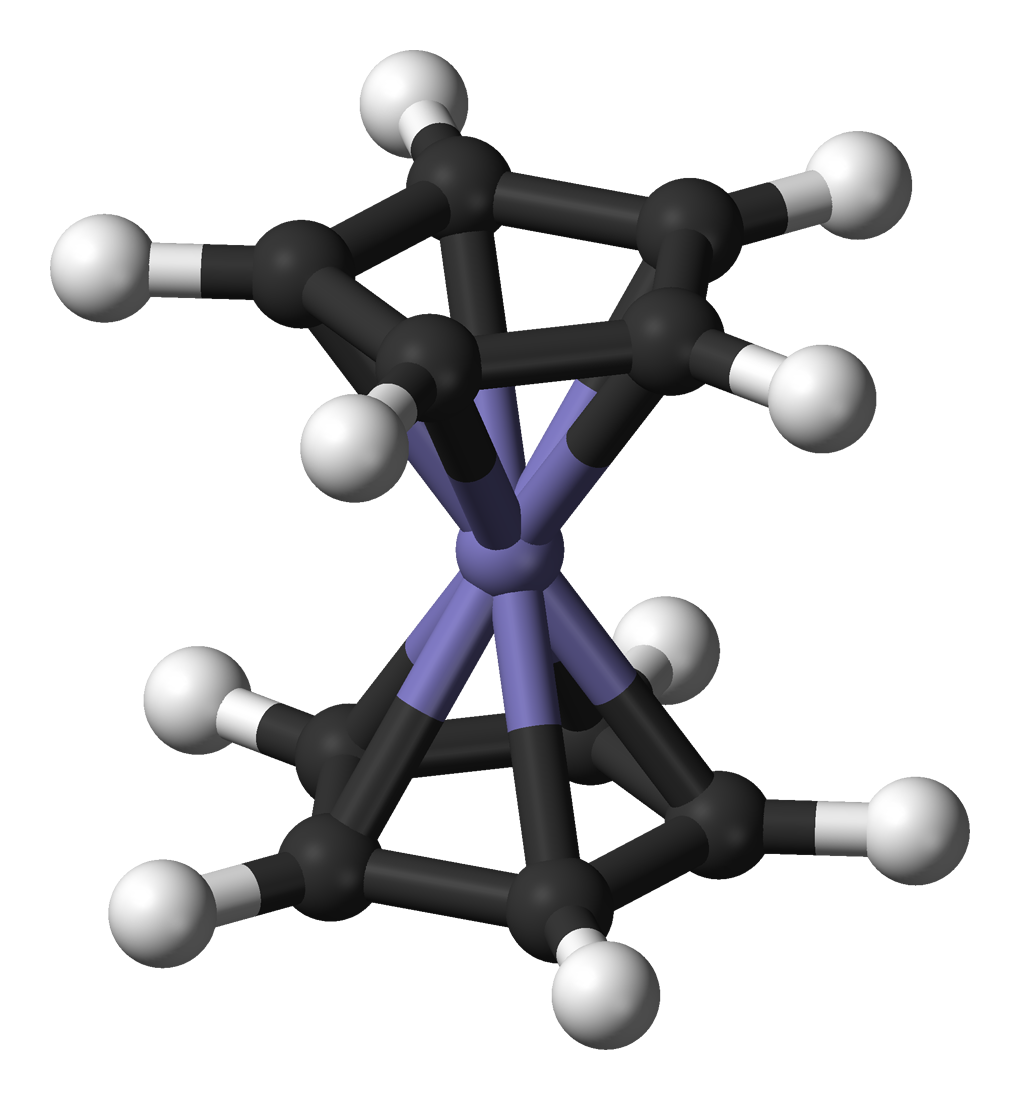
Ferrocè. En lila el ferro, en negre els carbonis i en blanc els hidrògens

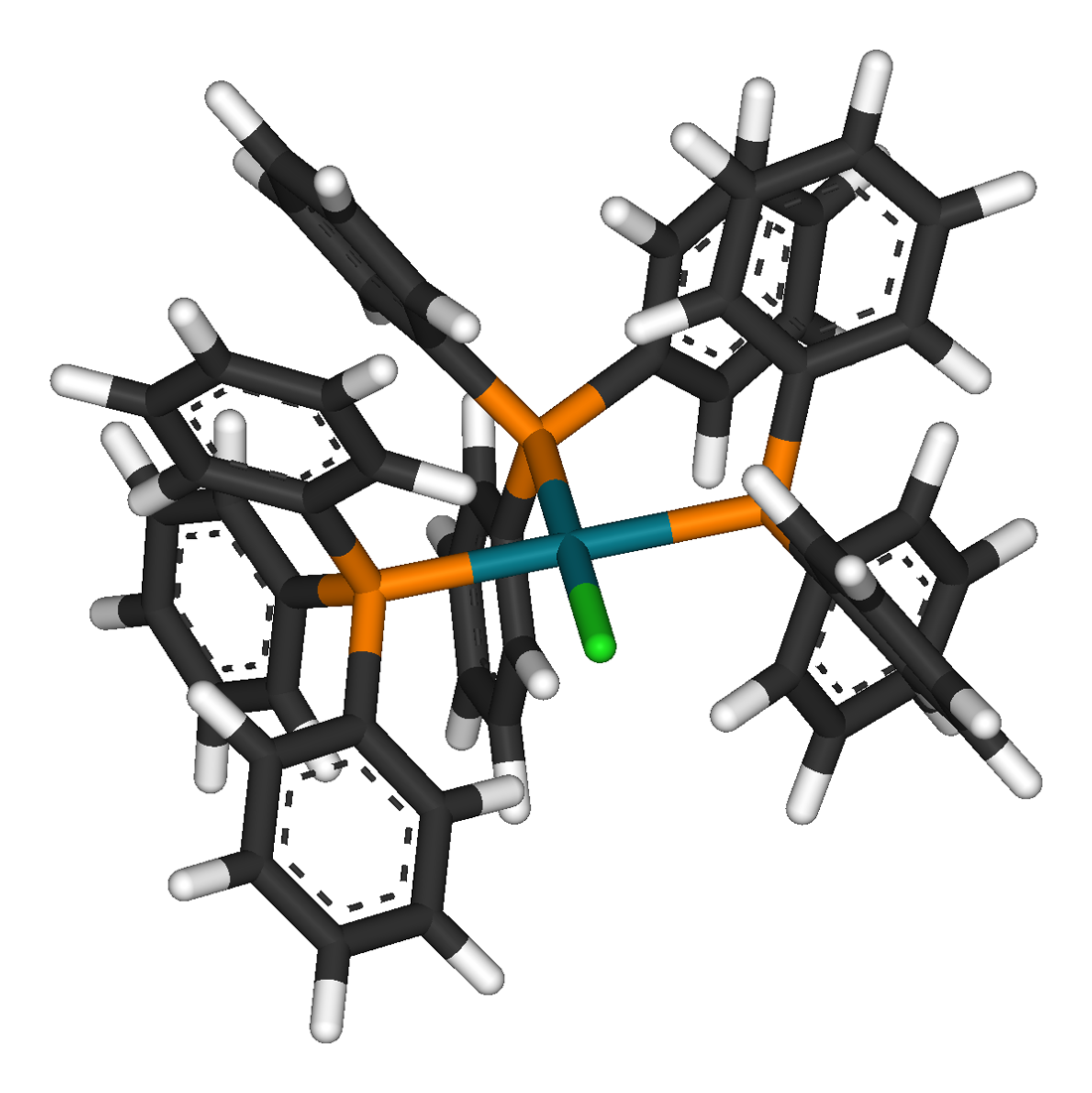
Catalitzador de Wilkinson. En el centre rodi, en verd clor, en ocre fòsfor, en negre carbonis que formen radicals fenil amb els hidrògens blancs

S'anomenen composts organometàl·lics les combinacions en les quals existeix un enllaç entre àtoms metàl·lics i àtoms de carboni, corresponents a radicals o a molècules orgàniques. Si bé aquest tipus d'enllaços existeixen en els complexos (carbonils i cianurs), la denominació de composts organometàl·lics s'aplica, de manera especial, a les combinacions en les quals els carbonis units a l'àtom de metall formen part de molècules orgàniques (radical etil, ciclopentadienil, anells aromàtics…).
El primer compost organometàl·lic conegut fou el dietilzinc (CH₃—CH₂—Zn—CH₂—CH₃), aïllat el 1849 pel químic anglès Edward Frankland; d'aleshores ençà, hom n'ha sintetitzats un gran nombre, que comprèn gairebé tots els elements metàl·lics.
N'hi ha de dos tipus:
- els organometàl·lics purs, que contenen exclusivament radicals orgànics units al metall, i
- els mixts, que contenen alhora radicals orgànics i inorgànics units al metall.

Des del punt de vista del tipus d'enllaç, poden ésser classificats en:
- iònics, formats únicament pels metalls més electropositius, i
- covalents, entre els quals cal distingir els que presenten enllaços σ i els que presenten enllaços π.

La natura de l'enllaç metall-carboni té una gran influència sobre l'estabilitat d'aquests composts. Així, els iònics i els covalents de tipus σ solen ésser tèrmicament inestables i sensibles a l'oxidació i a la hidròlisi, mentre que els covalents de tipus π presenten una estabilitat tèrmica més gran i són en molts casos inerts als agents abans esmentats. Els mètodes de preparació són d'una gran diversitat. Entre els més generals, per a elements dels grups principals, cal esmentar la reacció de derivats halogenats amb metalls, la reacció dels composts formats pel mètode anterior amb un metall o halogenur metàl·lic per a bescanviar el metall i l'addició d'hidrurs metàl·lics sobre dobles enllaços.
Pel que pertoca a les seves reaccions químiques, la presència d'un metall unit a carboni pot induir en aquest un comportament aniònic, com en els reactius de Grignard, o catiònic, com en els complexos de tipus π de metalls de transició amb olefines, i també afavorir la formació de radicals lliures, com en el tetraetilplom. També experimenten altres reaccions importants, com l'addició oxidativa, l'eliminació reductiva i transposicions intramoleculars. A més del gran interès teòric que presenten, centrat principalment en l'estudi de l'enllaç metall-carboni, propietats catalítiques i estabilització de molècules orgàniques de gran reactivitat, els composts organometàl·lics troben un gran nombre d'aplicacions en síntesi orgànica i en la indústria química. Des del punt de vista fisiològic, són en molts casos d'una gran toxicitat.